# Cestovní pas

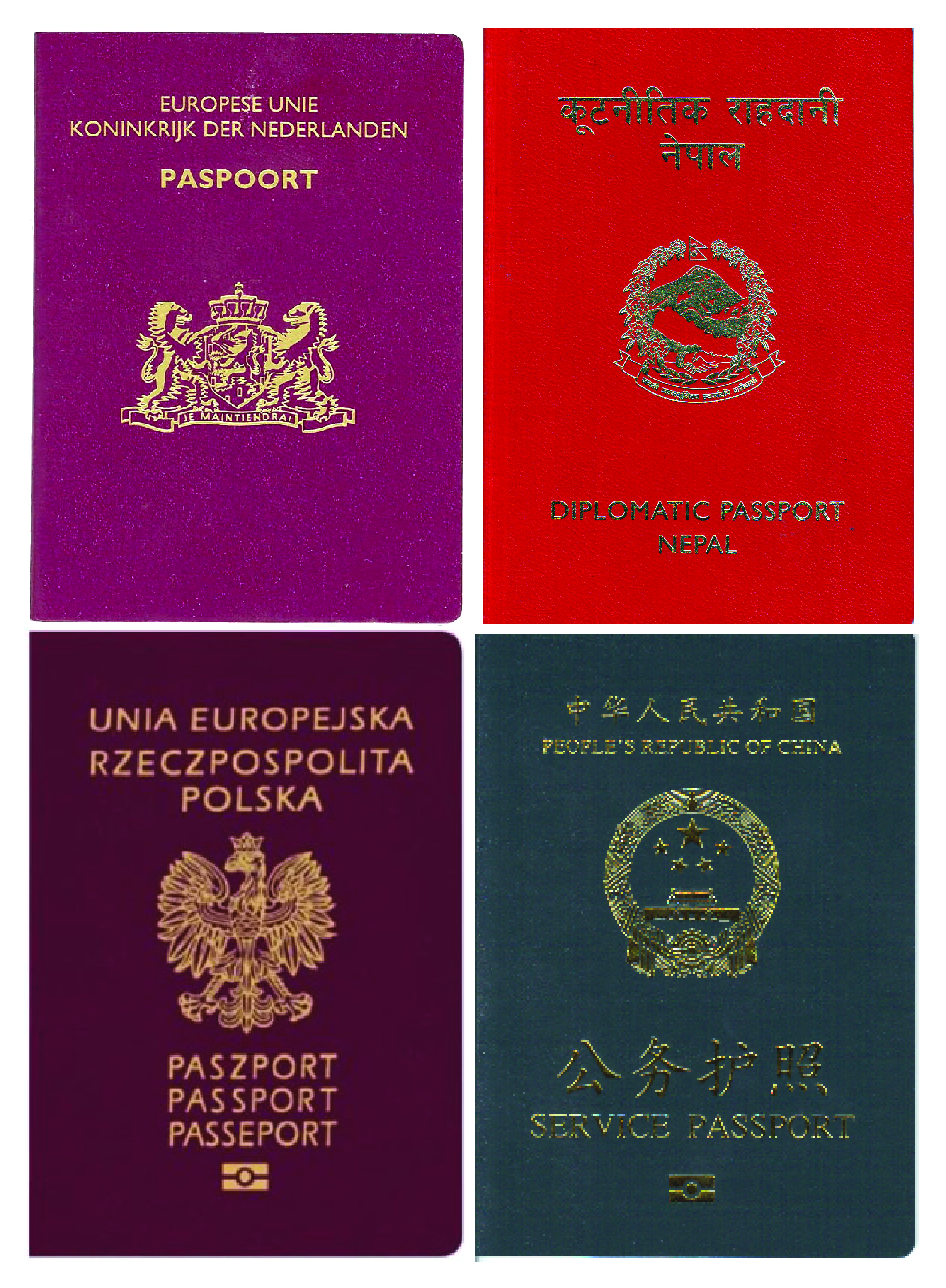
Ve směru hodinových ručiček zleva: Nizozemský obyčejný, Nepálský diplomatický, Čínský služební a Polský obyčejný pas

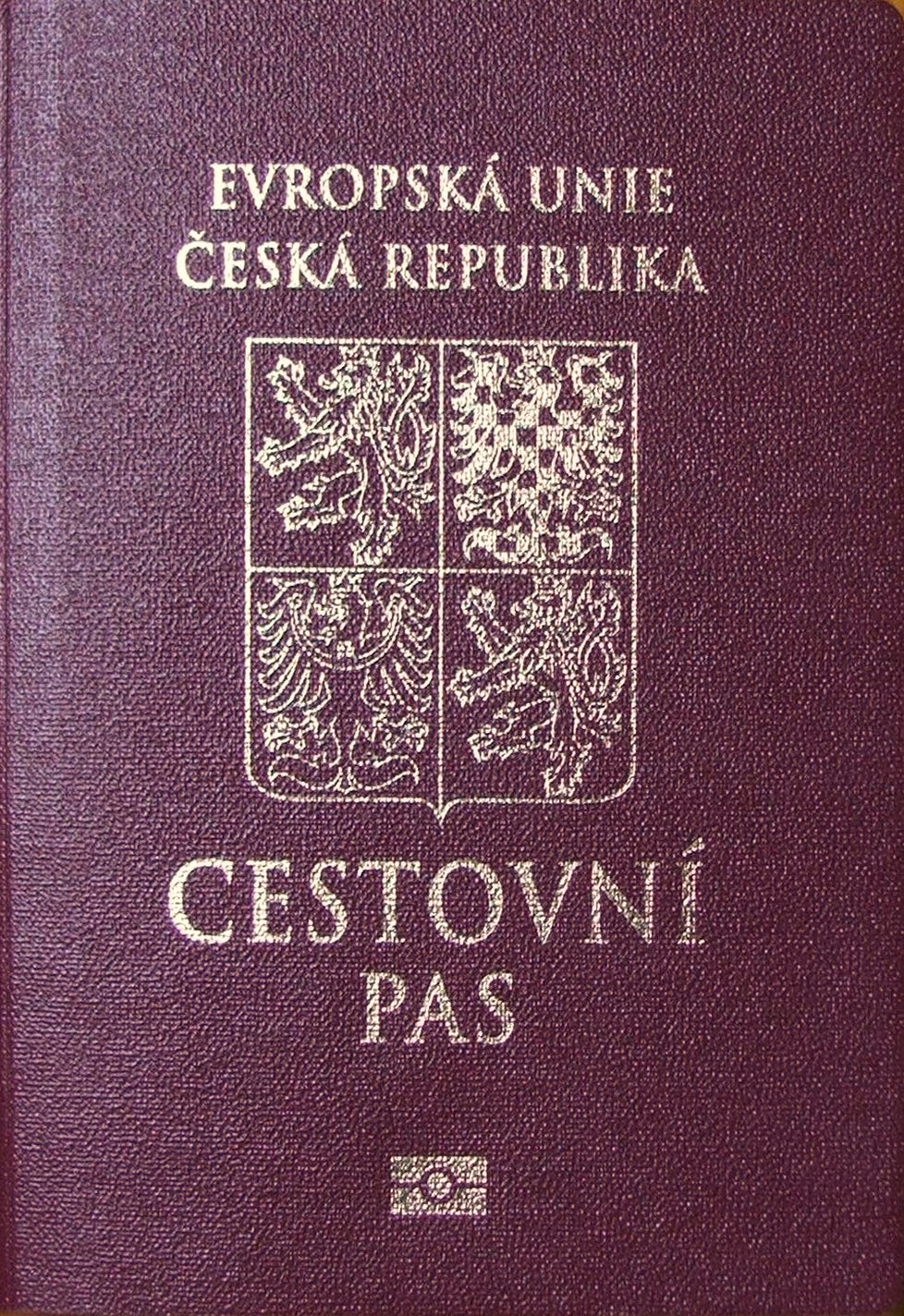
Český cestovní pas

Cestovní pas (nebo krátce jen pas) je cestovní dokument, který pro konkrétního člověka vydává vláda státu, jehož je občanem. Je základním dokumentem, který je potřeba pro vstup a projíždění jinými státy.
Ve stanovených případech (např. pro cestování občana Evropské unie po jejím území a do některých dalších států) postačuje pro překročení hranic průkaz totožnosti (pro občany ČR občanský průkaz).

## Historie

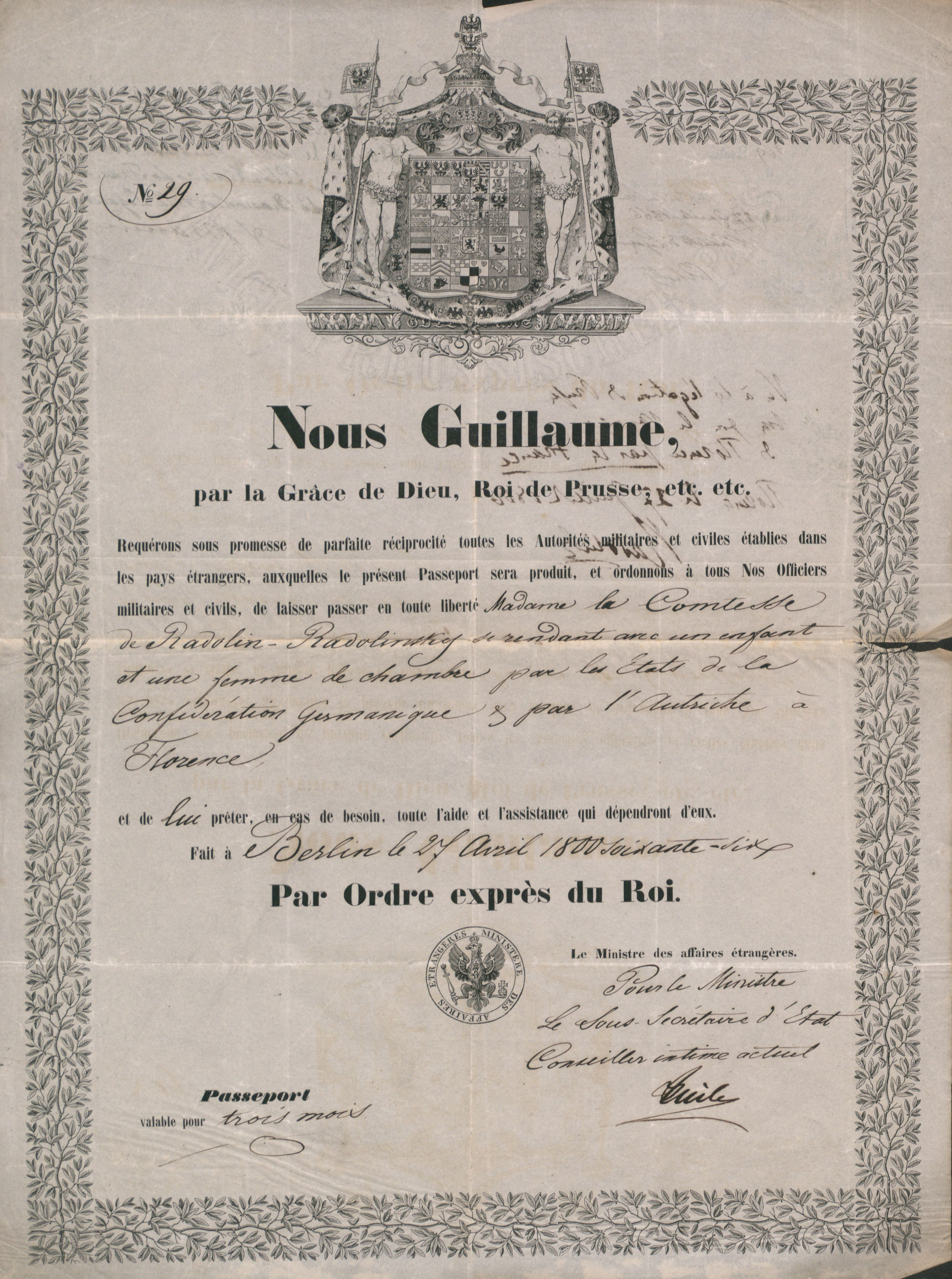
Pruský pas z roku 1800

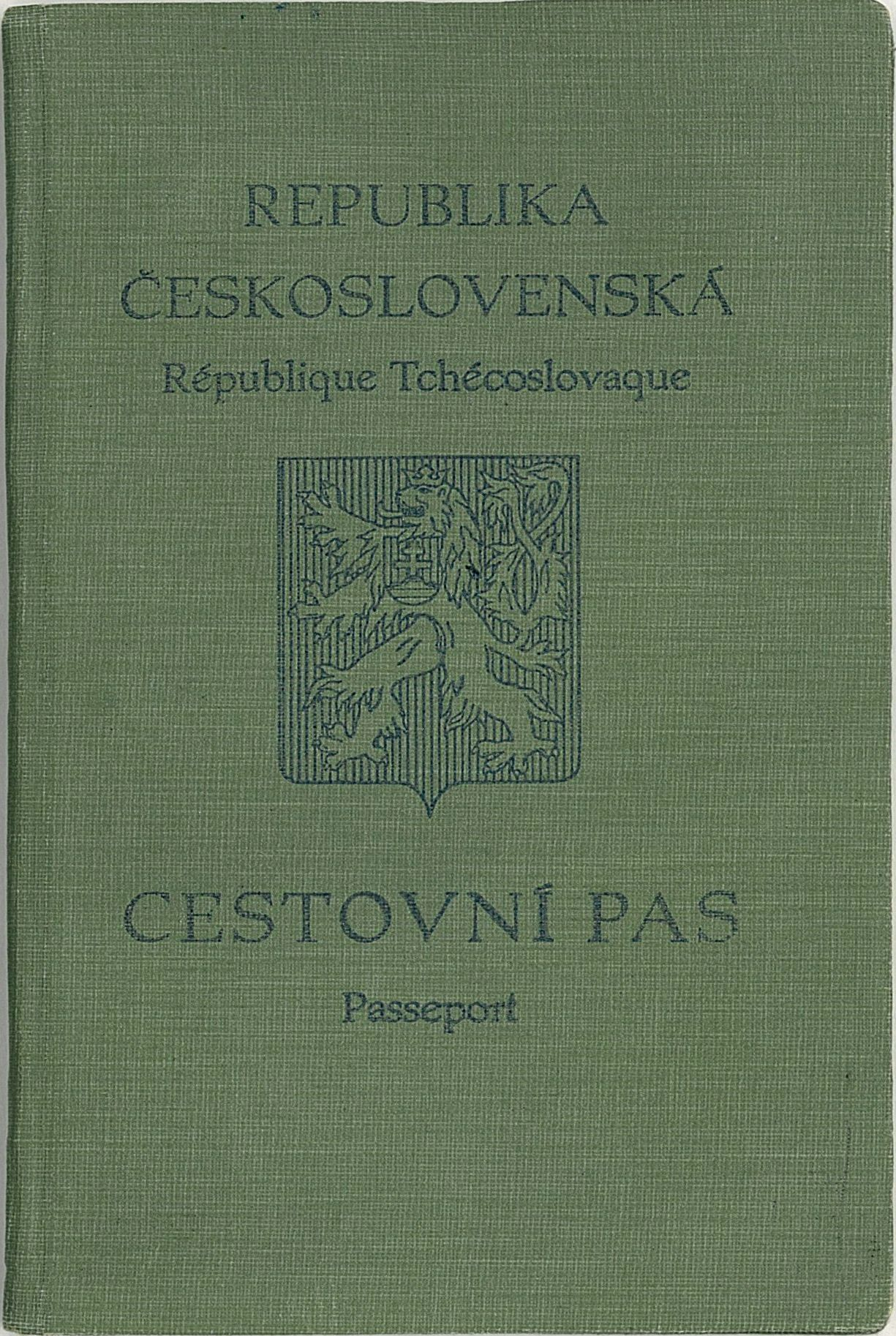
Československý pas v roce 1937

Předchůdci pasů byly průvodní (ochranné) listy, v Českých zemích též nazývané glejty, které vydával panovník nebo vyšší šlechtic. V Česku je neznámější glejt, který vydal Zikmund Lucemburský Janu Husovi. Tento glejt mu zajišťoval ochranu na cestě do Kostnice (nikoliv po dobu koncilu, kde byl Hus odsouzen). Z těchto listů se pasy postupně vyvinuly.
V Rakouském císařství byly cestovní pasy zavedeny na základě císařského nařízení ze dne 9. února 1857, č. 31 ř. z., o zavedení nového pasového systému. V Rakousko–Uhersku byly ve 2. polovině 19. století cestovní pasy (tehdejší terminologií pocestní pasy) vydávány v zásadě tolerantně. Po opatření kolkem byly dále bezplatné a jejich vydání mohlo být odepřeno pouze osobám nesvéprávným a těm, které zčásti nebo zcela pozbyly občanská práva. Obsahovaly jméno a příjmení cestující osoby, zaměstnání, bydliště, věk, náboženství, cíl cesty, podpis, dobu platnosti a popis cestujícího. Za určitých podmínek mohl být pas vydán dokonce i osobám vyšetřovaným na svobodě pro politické záležitosti.
Císařské nařízení platilo s navazujícími změnami až do roku 1928, kdy bylo novým zákonem zrušeno. První republika stanovila vydávání pasů zákonem o cestovních pasech 55/1928. Tyto pasy již musely mít fotografii cestující osoby (fotografie se do pasů dostaly na přelomu 19. a 20. století). Vydání pasu mohlo být odepřeno z vyjmenovaných důvodů, mezi nimi i „světoběžníkům ze zvyku“.
Jak za Rakousko–Uherska, tak za první republiky nemusela mít manželka a děti vlastní pas, postačilo zapsání do pasu manželova (otcova).

## Charakteristika

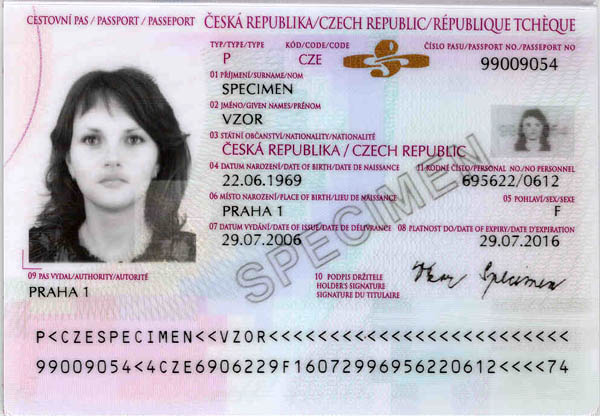
Datová strana českého cestovního pasu vzor 2006

Cestovní pasy obsahují fotografii držitele, podpis, datum narození, státní občanství a někdy další znaky identifikující člověka, proto je lze používat jako průkaz totožnosti. Mnoho zemí do pasů zahrnuje i tištěnou strojově čitelnou oblast dokladů usnadňující zpracování. 
Biometrický pas, který již užívá většina států na světě, obsahuje také RFID čip (varianta bez čipu se v ČR vydává s dobou platnosti jen 6 měsíců). Pas kromě běžných údajů obsahuje také údaje biometrické, které usnadňují identifikaci předkladatele dokladu jako oprávněného držitele.
Pokud je ke vstupu potřeba vízum, bývá vlepeno do cestovního pasu. V jednodušších případech je vízum udělováno přímo při překračování hranic formou otisku razítka.
Pasy byly označeny za velmi slabý článek ve světovém cestovním bezpečnostním systému, protože je snadné je napodobit nebo pozměnit. Málo zemí kontroluje, zda předkládaný pas není na seznamu ztracených nebo zmizelých.

## Fotogalerie

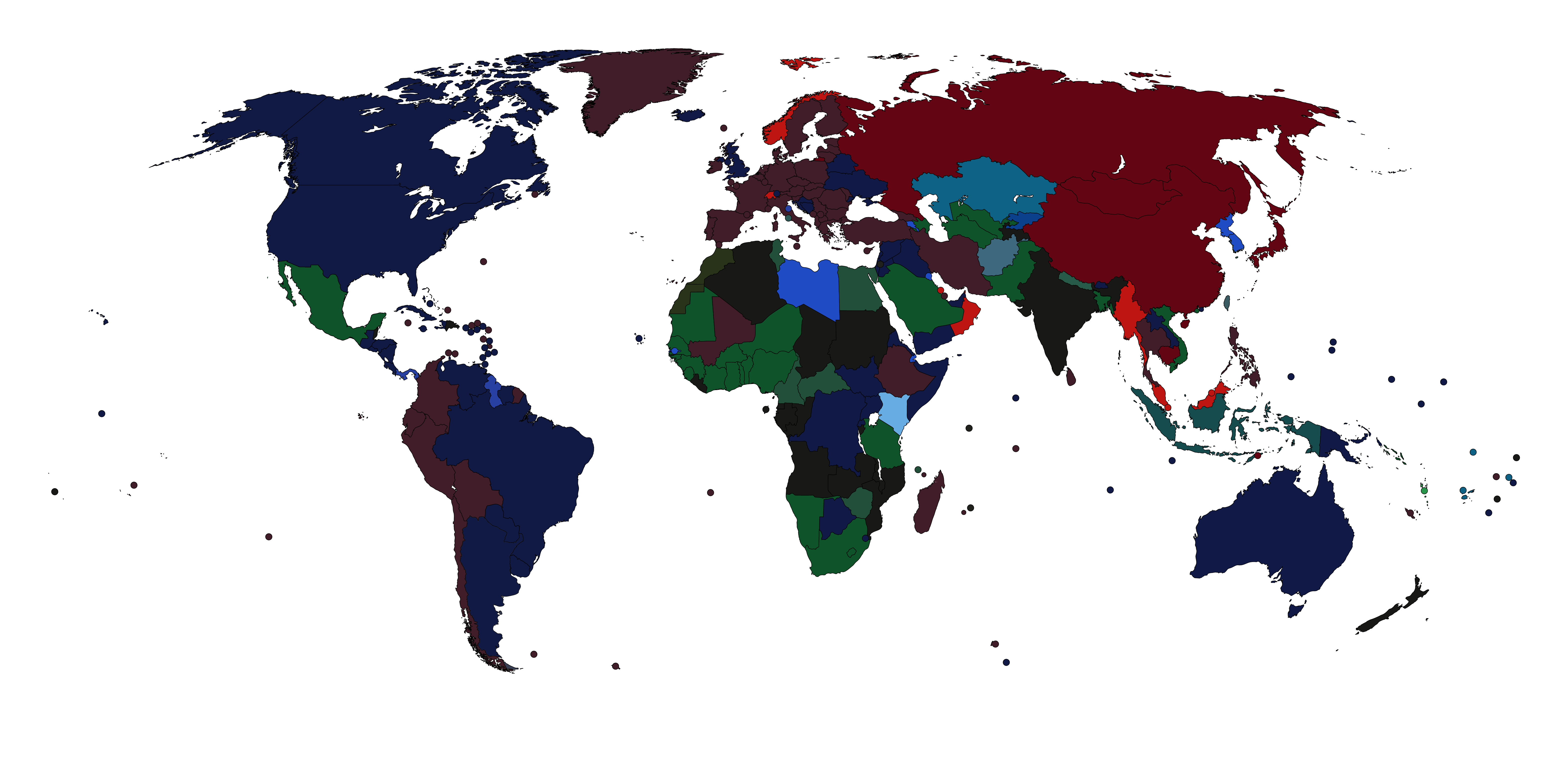
Barvy desek pasů na mapě světa

### Afrika

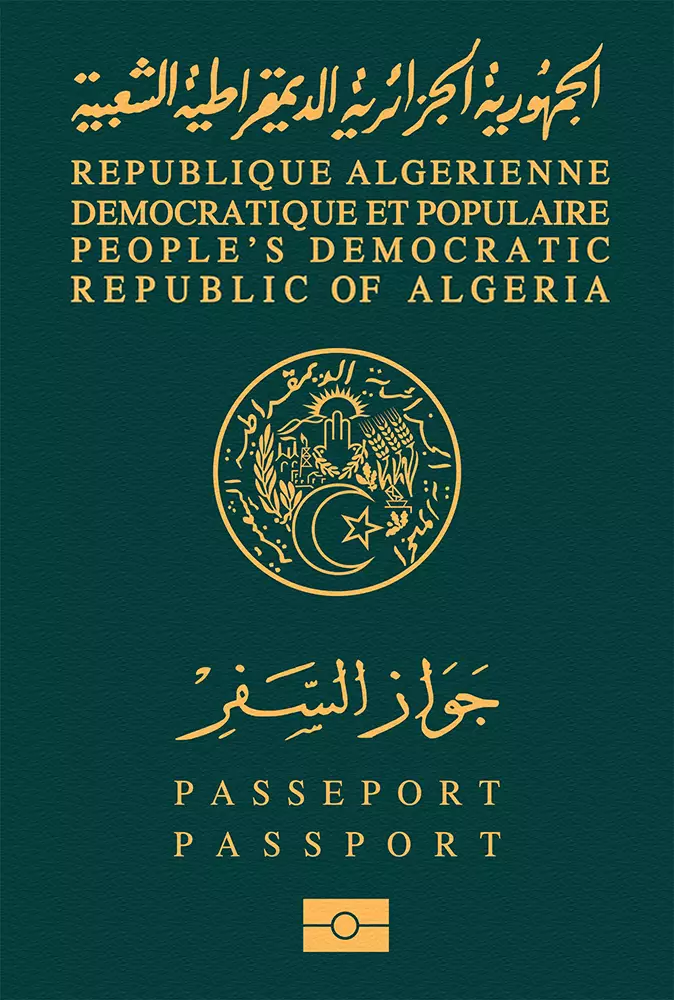
Alžírský cestovní pas
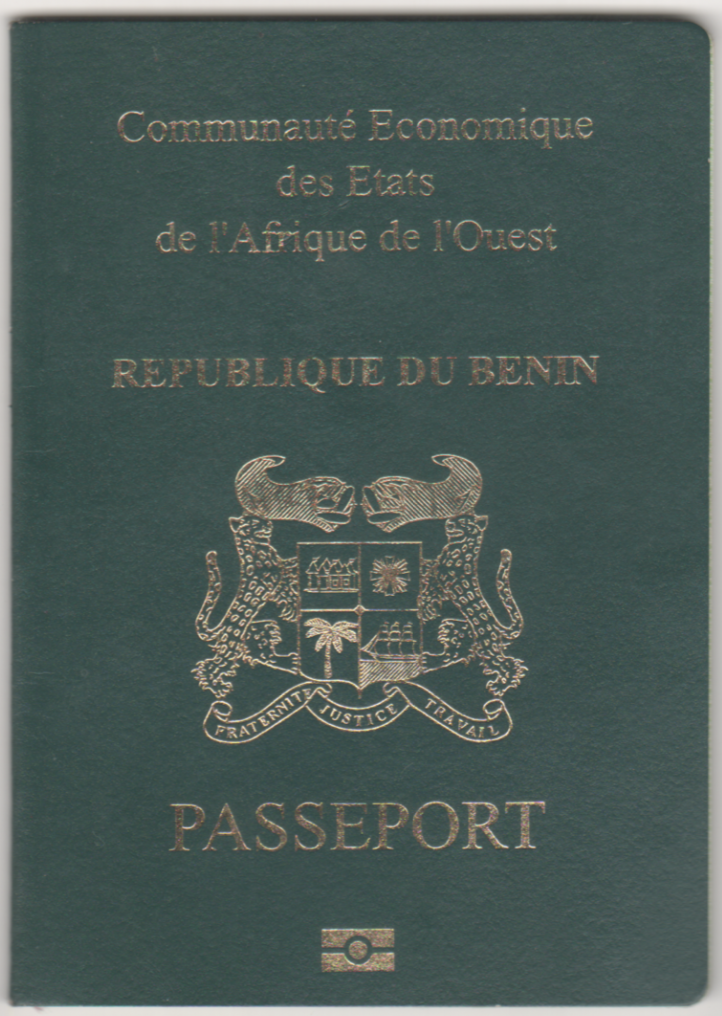
Beninský cestovní pas
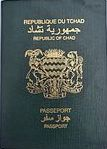
Čadský cestovní pas
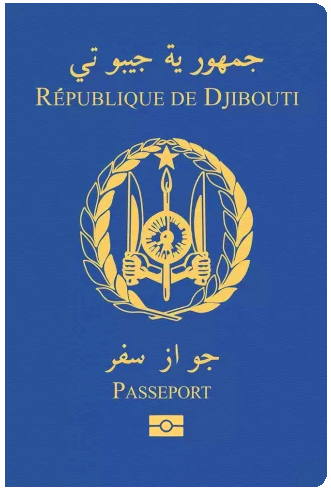
Džibutský cestovní pas
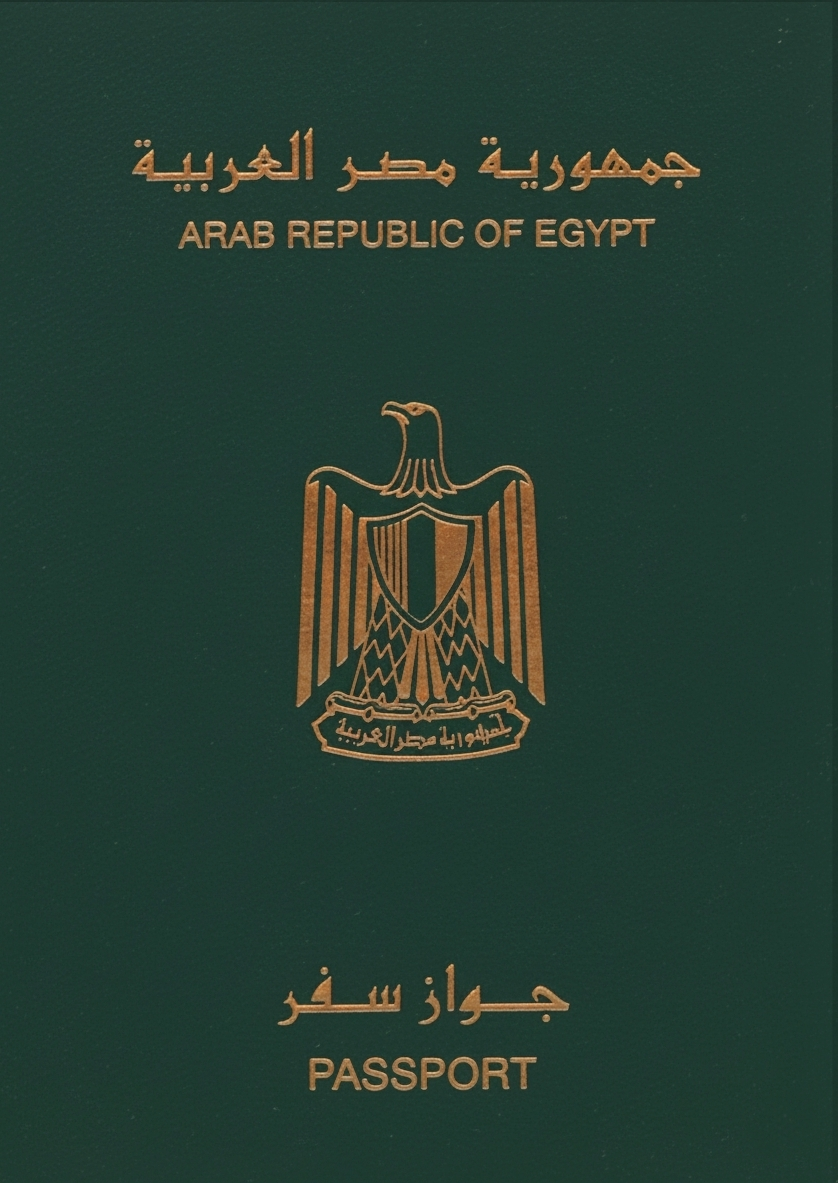
Egyptský cestovní pas
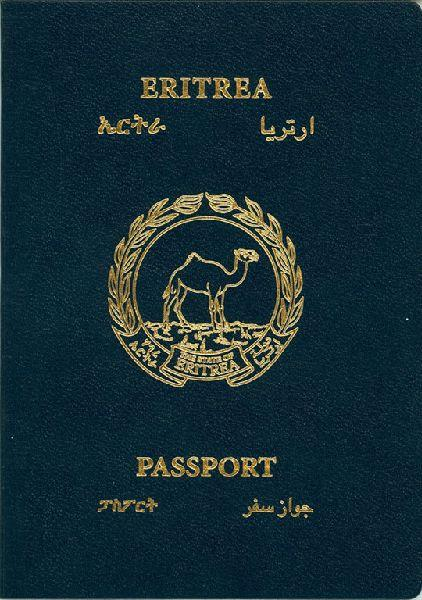
Eritrejský cestovní pas
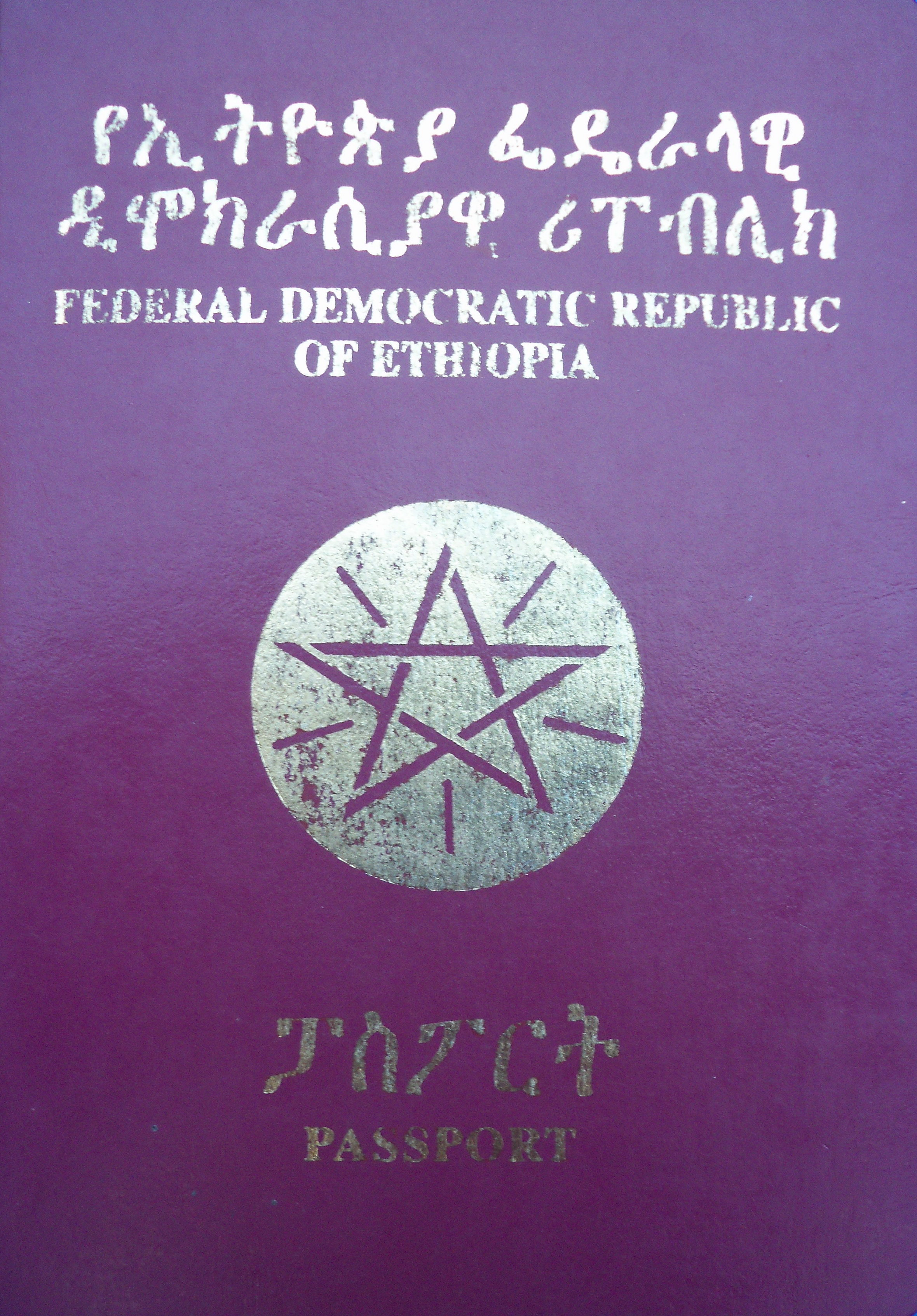
Etiopijský cestovní pas
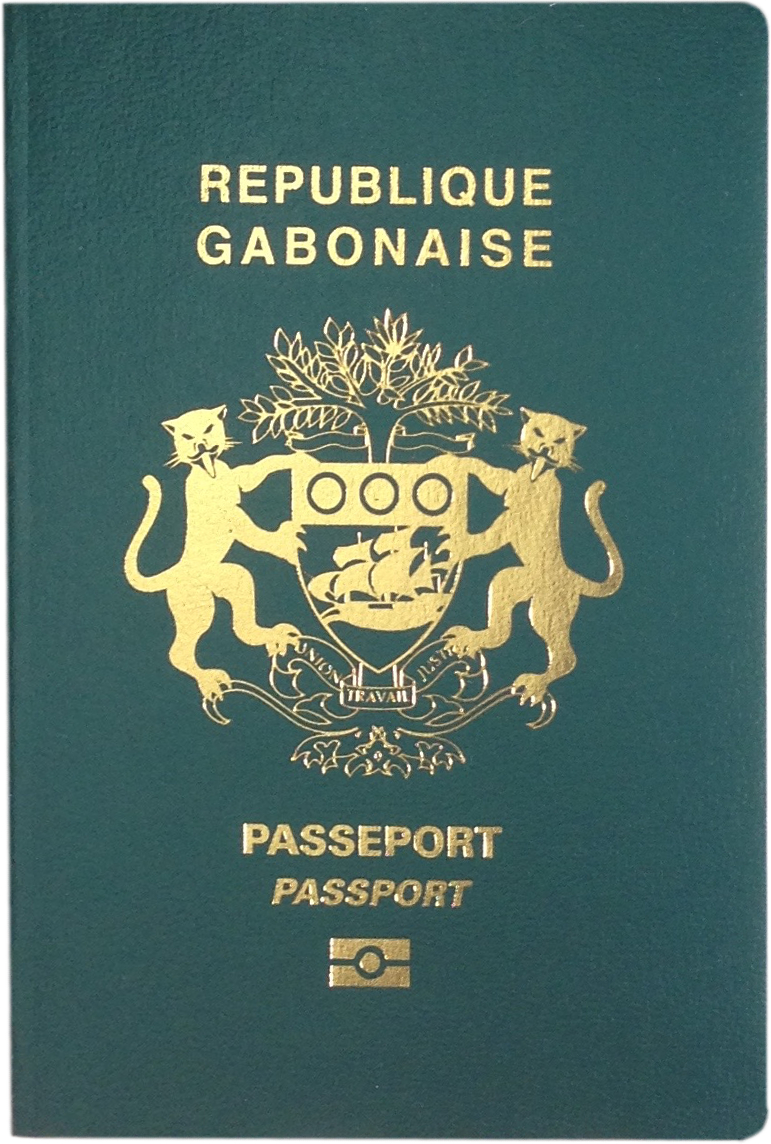
Gabonský cestovní pas
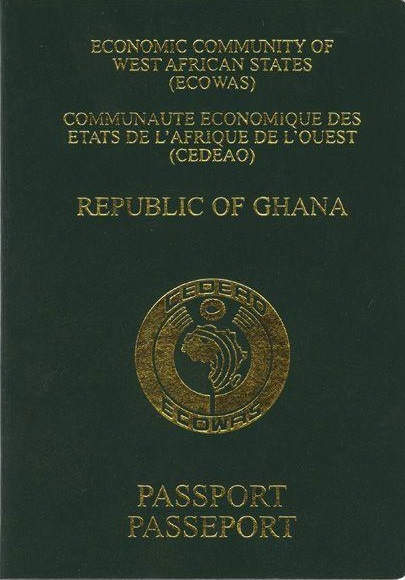
Ghanský cestovní pas
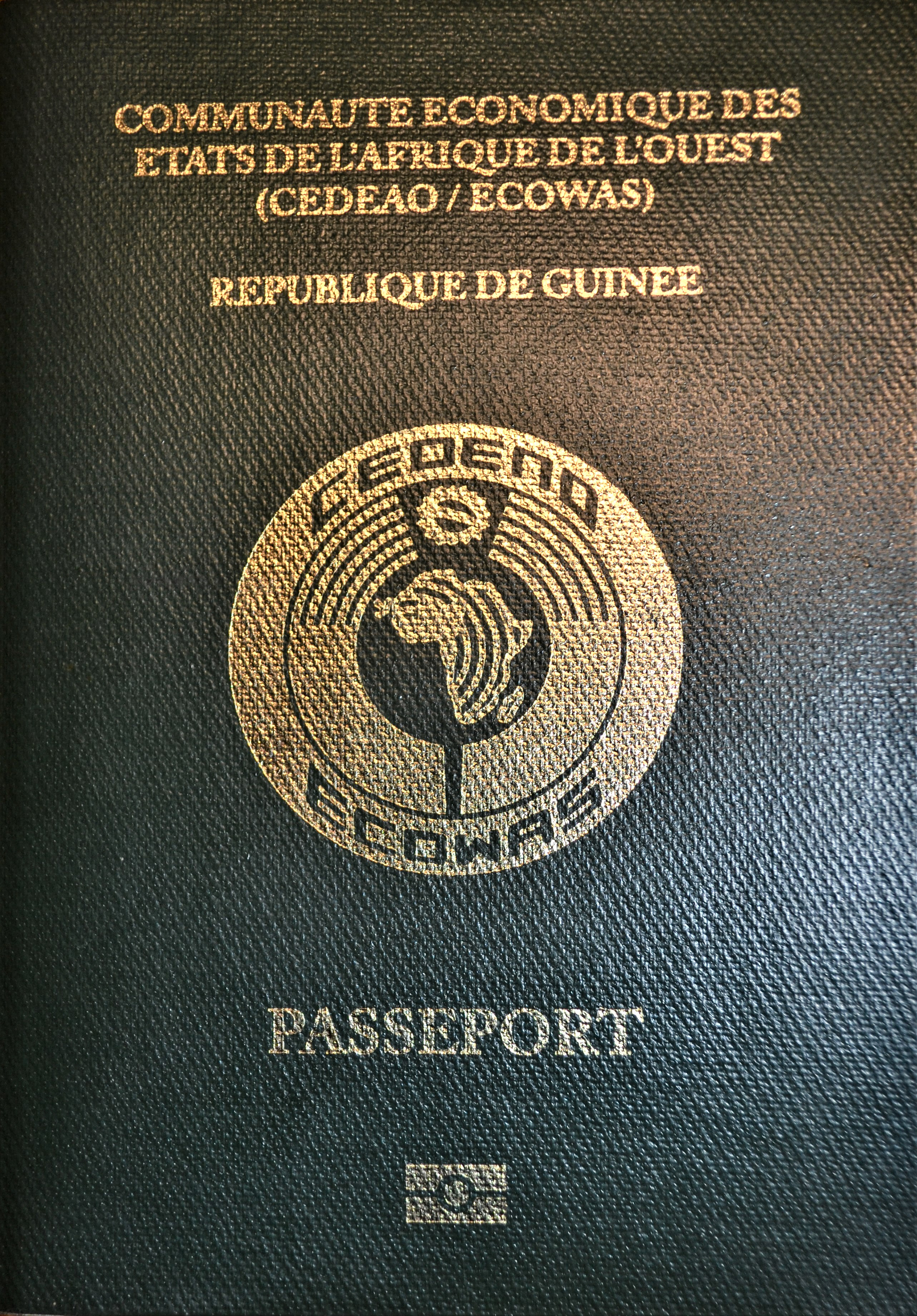
Guinejský cestovní pas
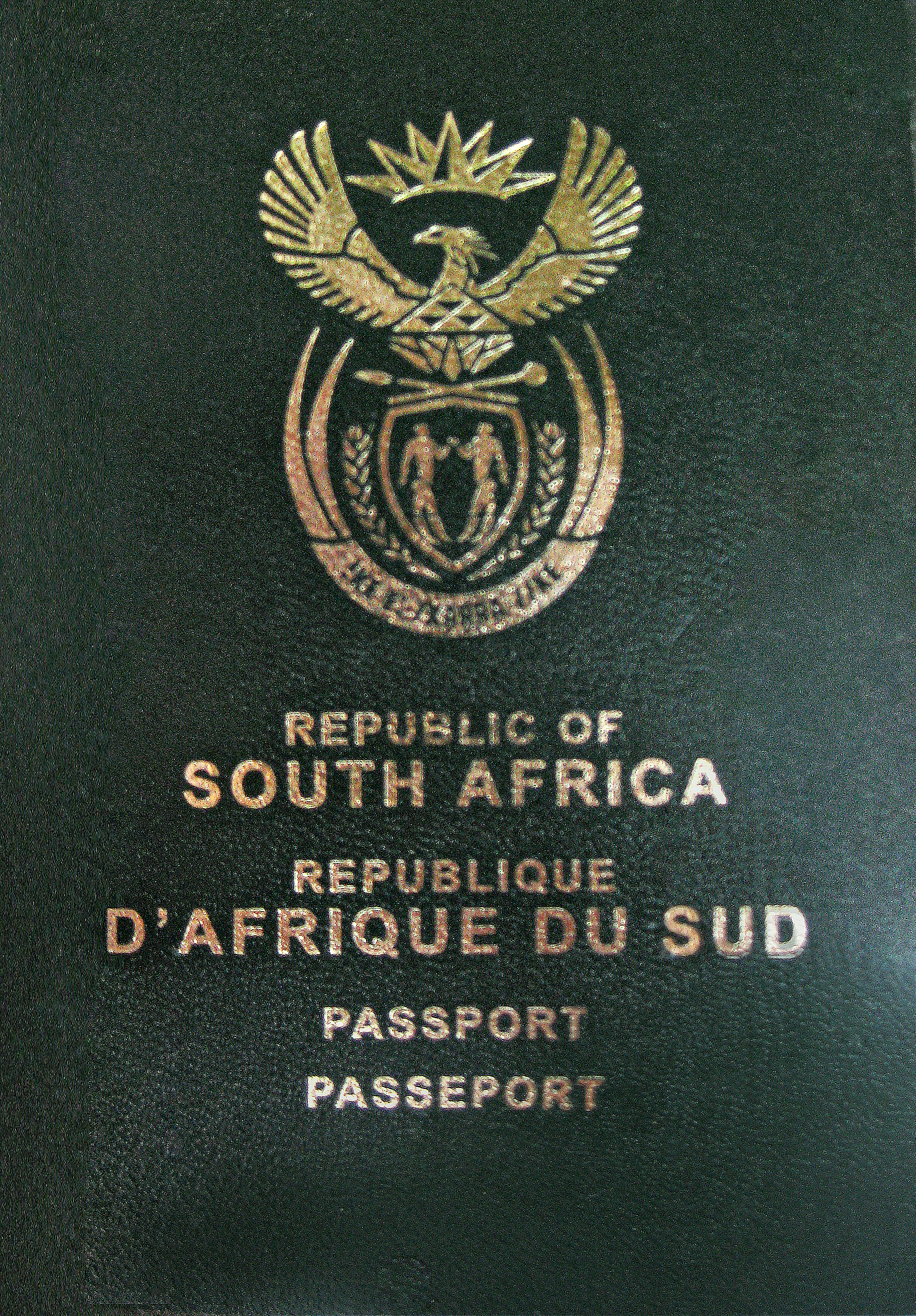
Jihoafrický cestovní pas
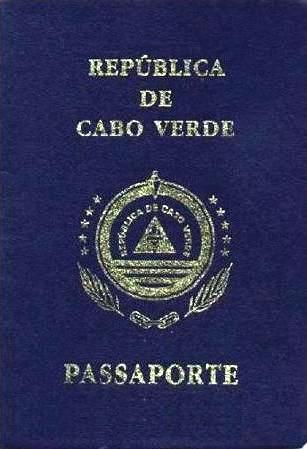
Kapverdský cestovní pas
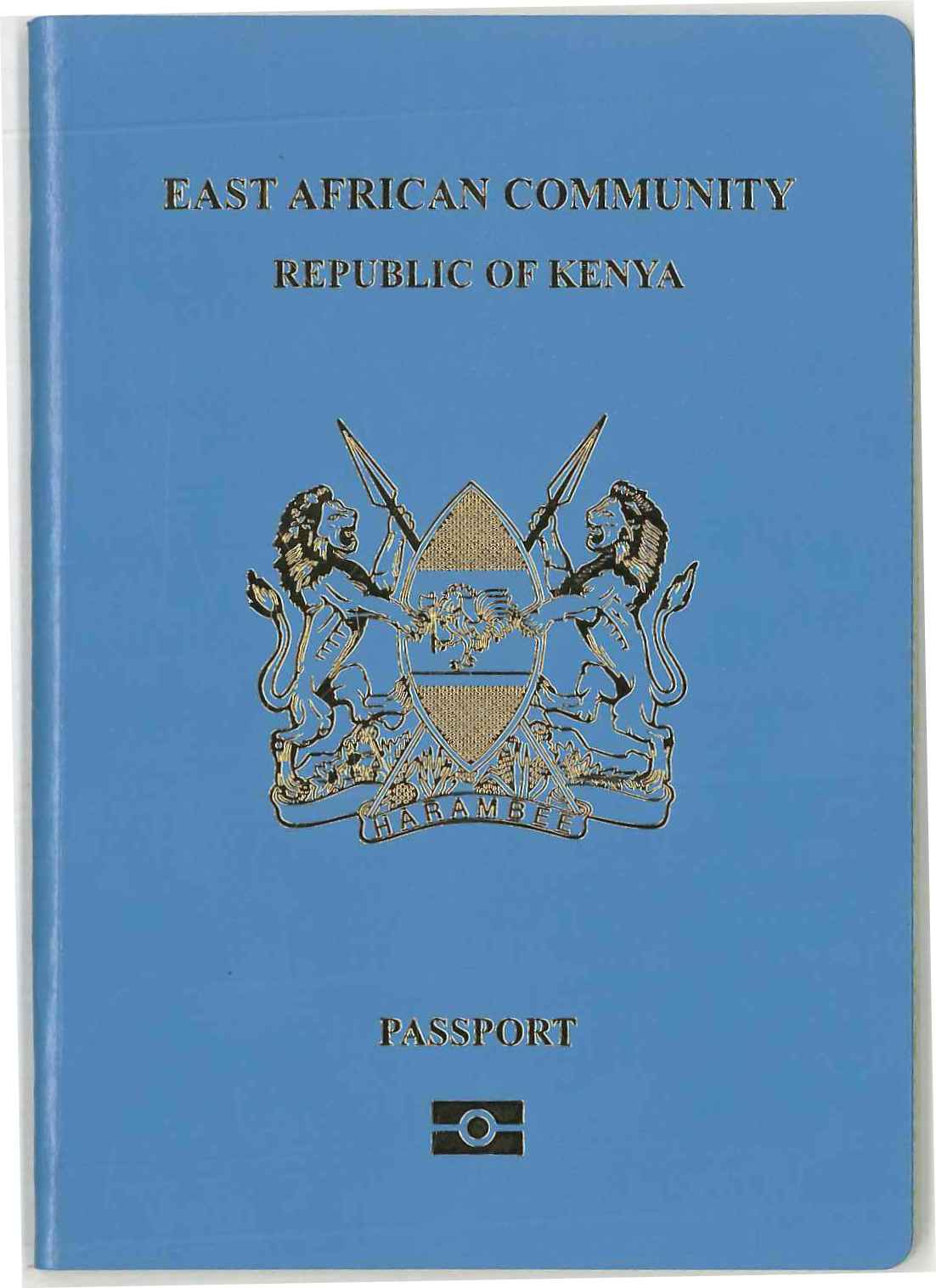
Keňský cestovní pas
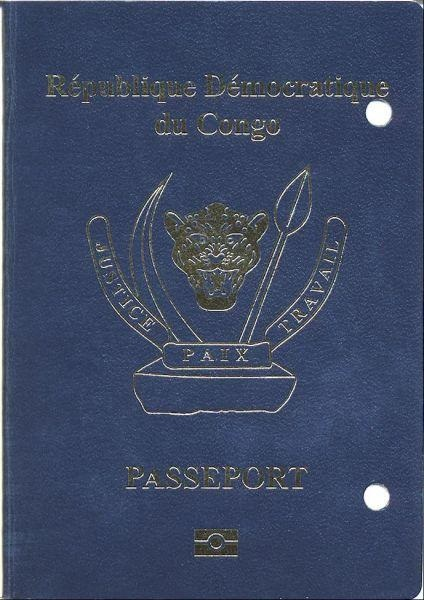
Konžský cestovní pas
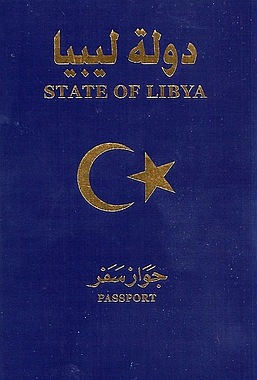
Libyjský cestovní pas
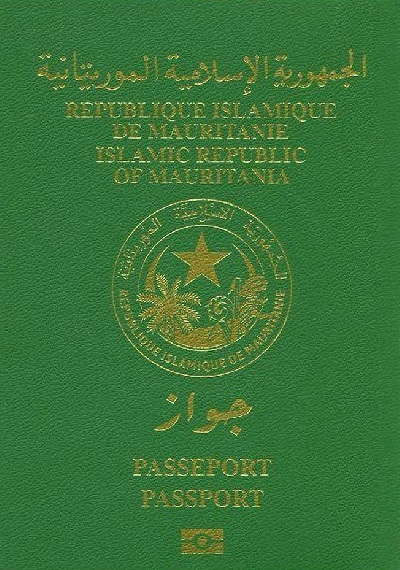
Mauritánský cestovní pas
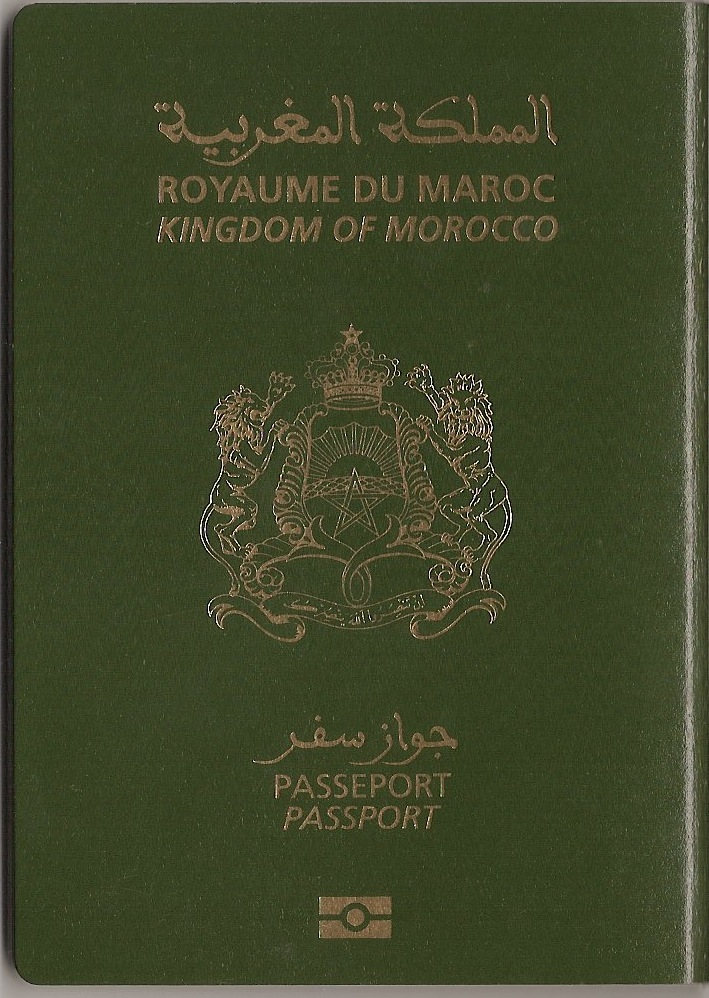
Marocký cestovní pas
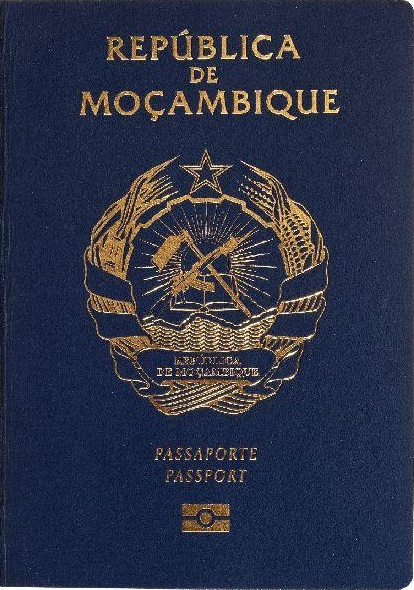
Mosambický cestovní pas
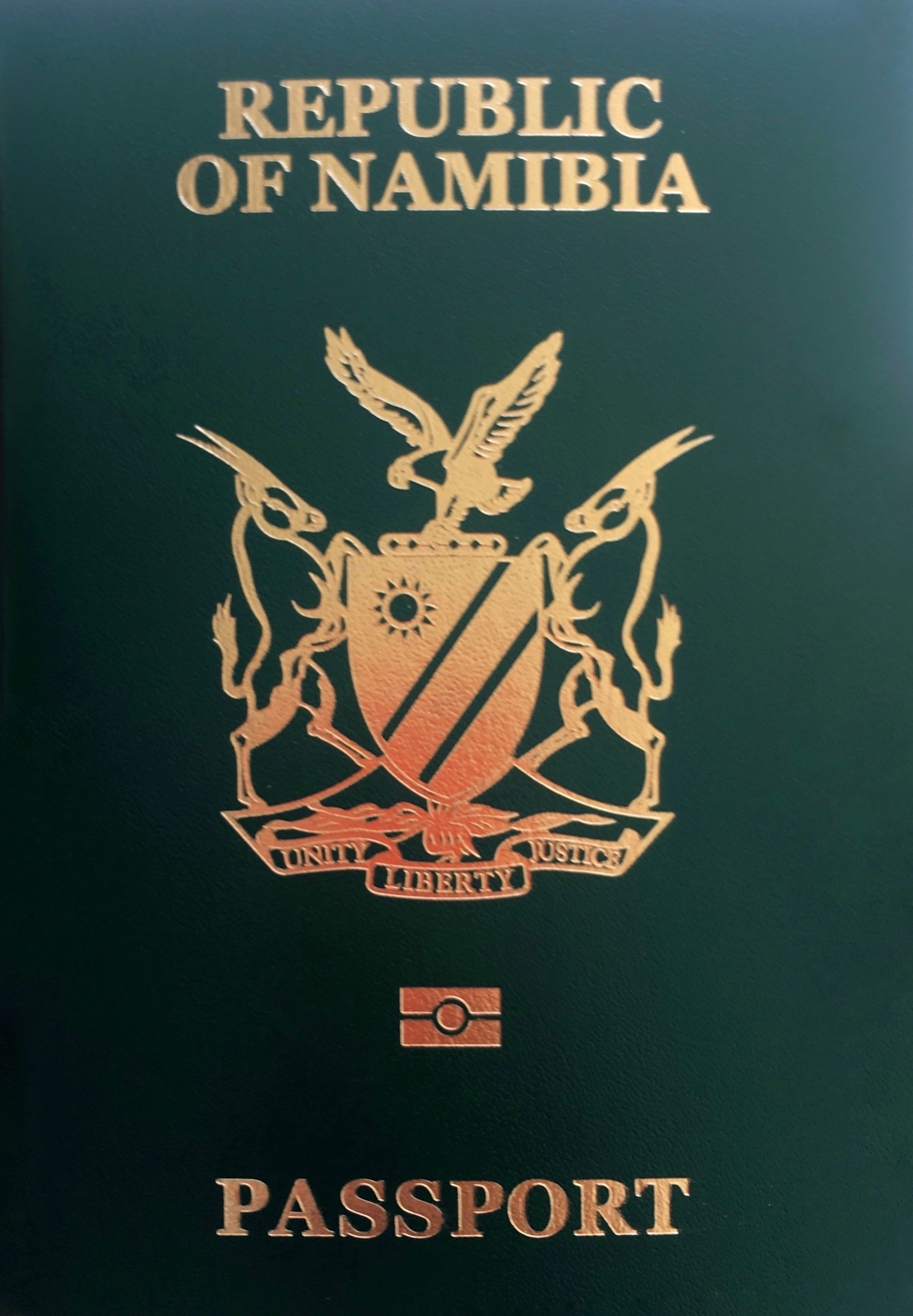
Namibijský cestovní pas
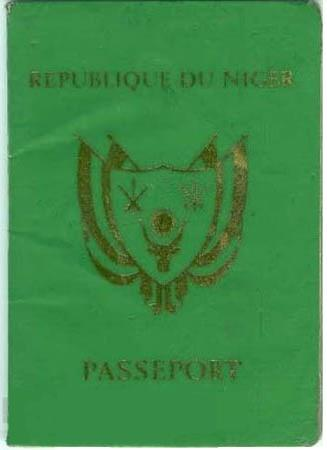
Nigerský cestovní pas
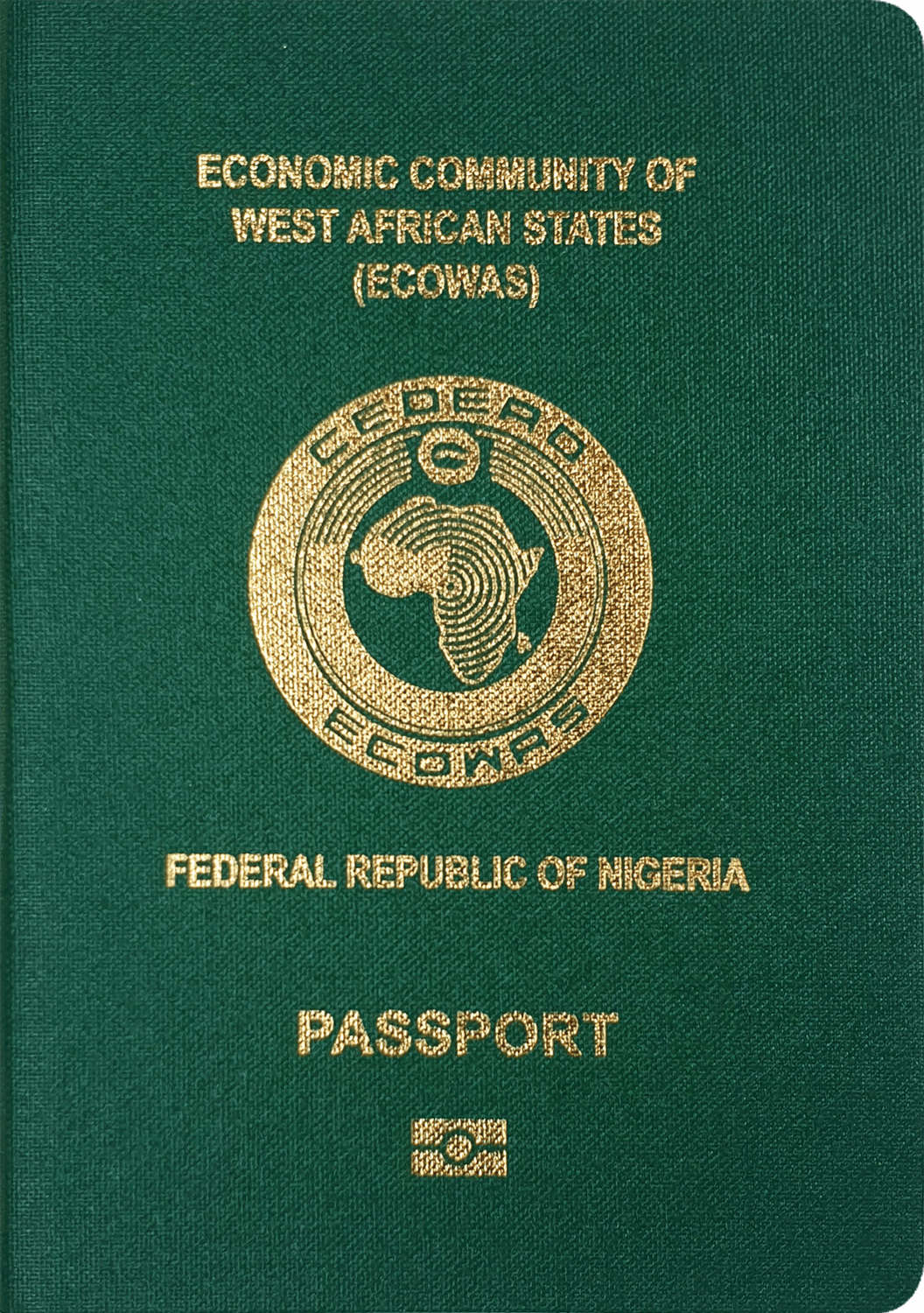
Nigerijský cestovní pas
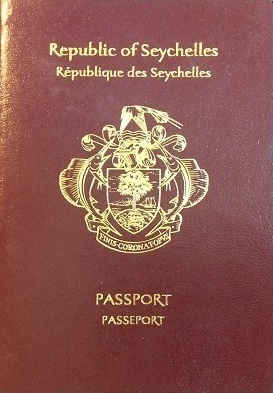
Seychelský cestovní pas
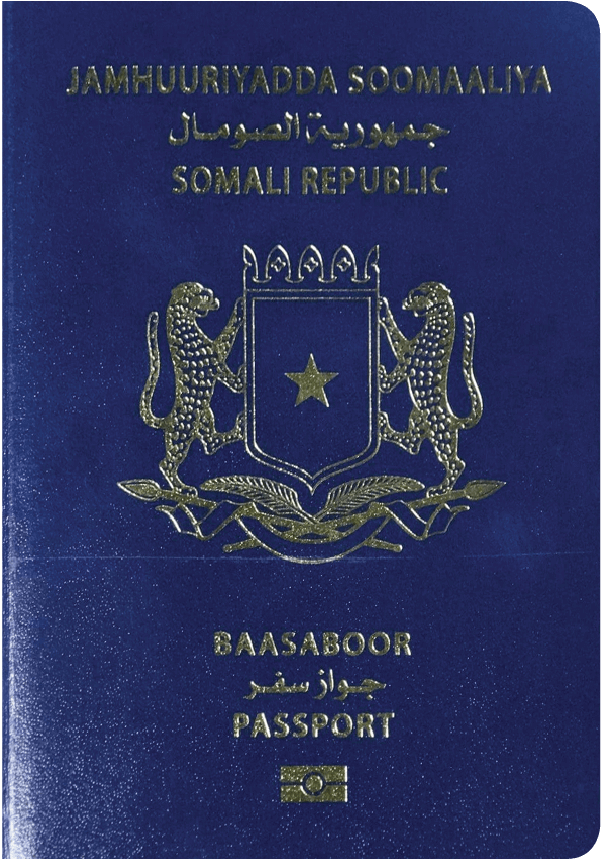
Somálský cestovní pas
Somalilandský cestovní pas
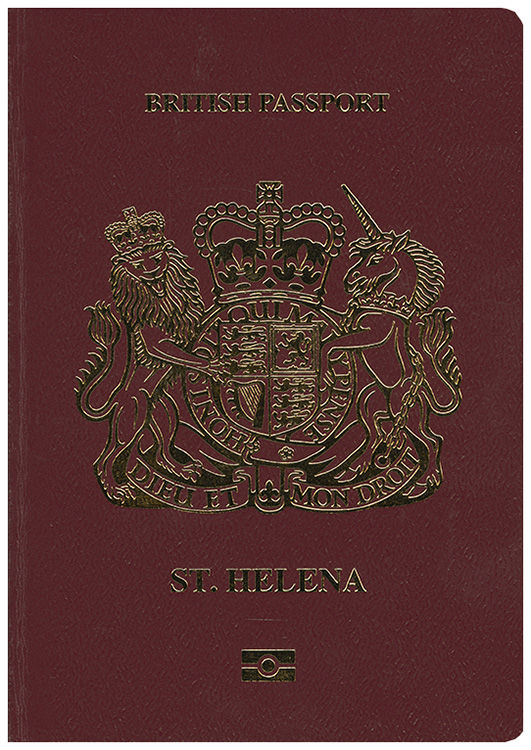
Cestovní pas Svaté Heleny
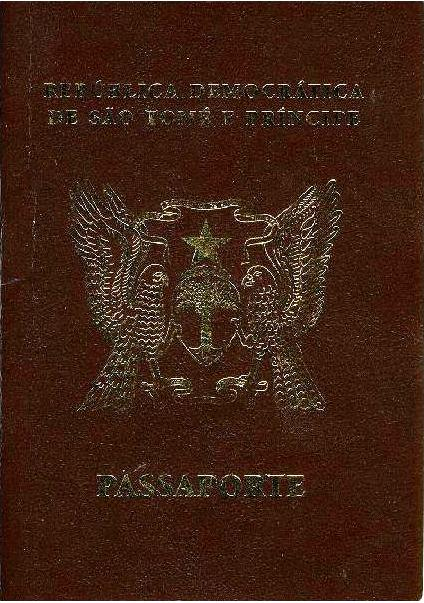
Cestovní pas Svatého Tomáše a Princova ostrova
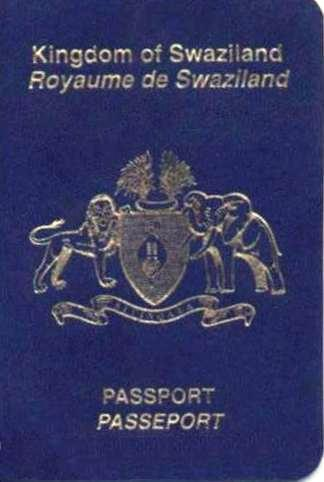
Svazijský cestovní pas
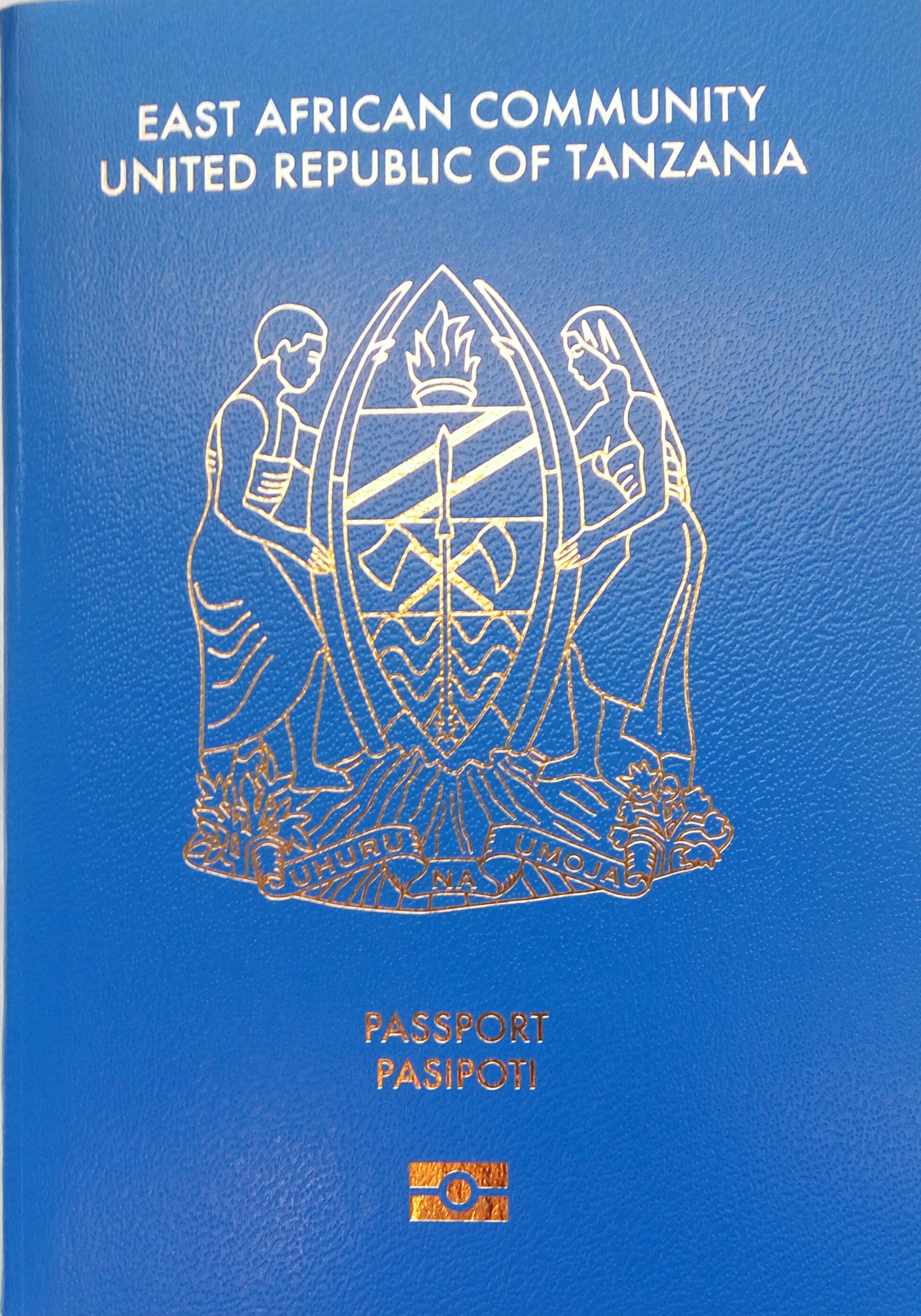
Tanzanský cestovní pas
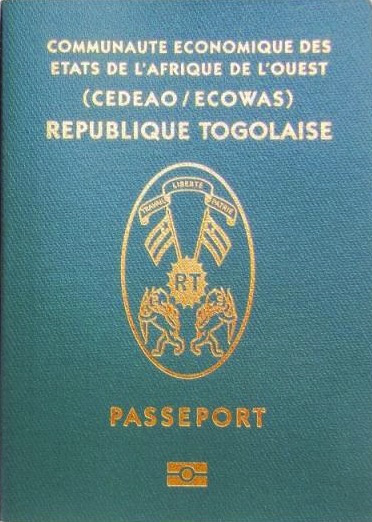
Tožský cestovní pas
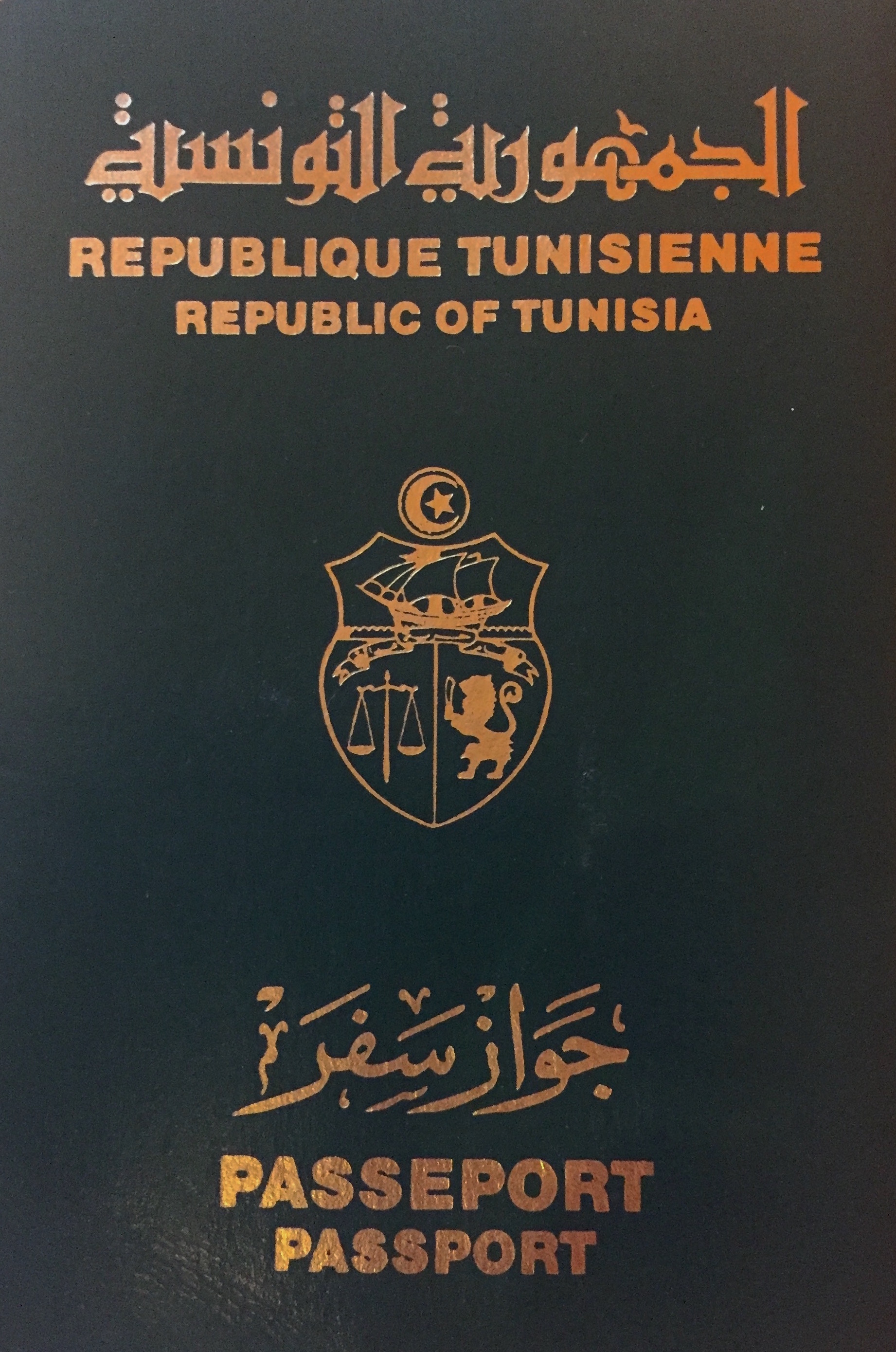
Tuniský cestovní pas
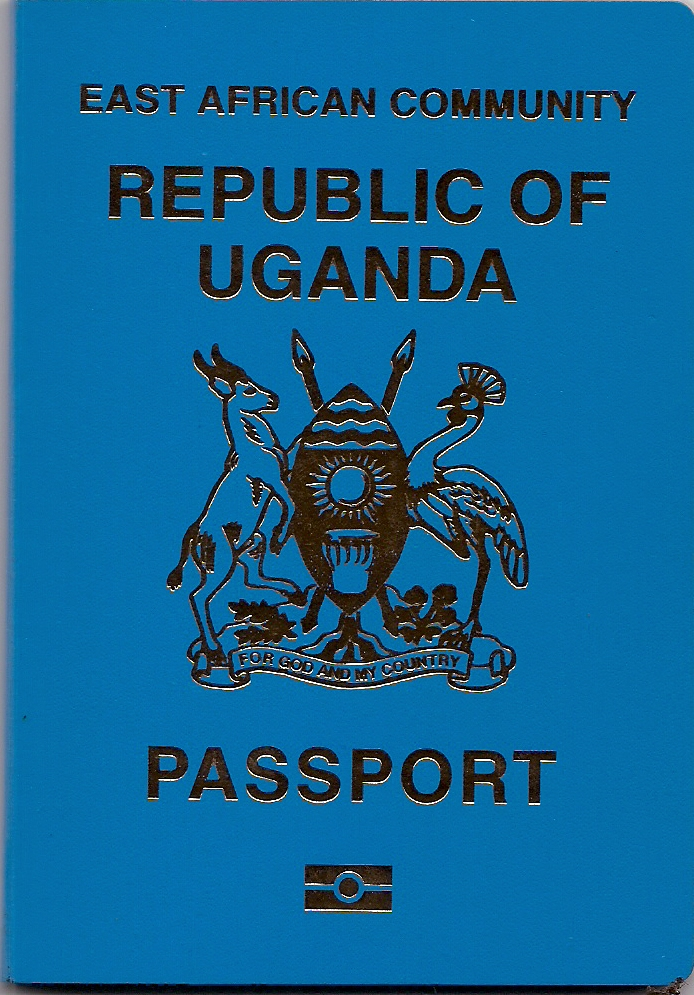
Ugandský cestovní pas
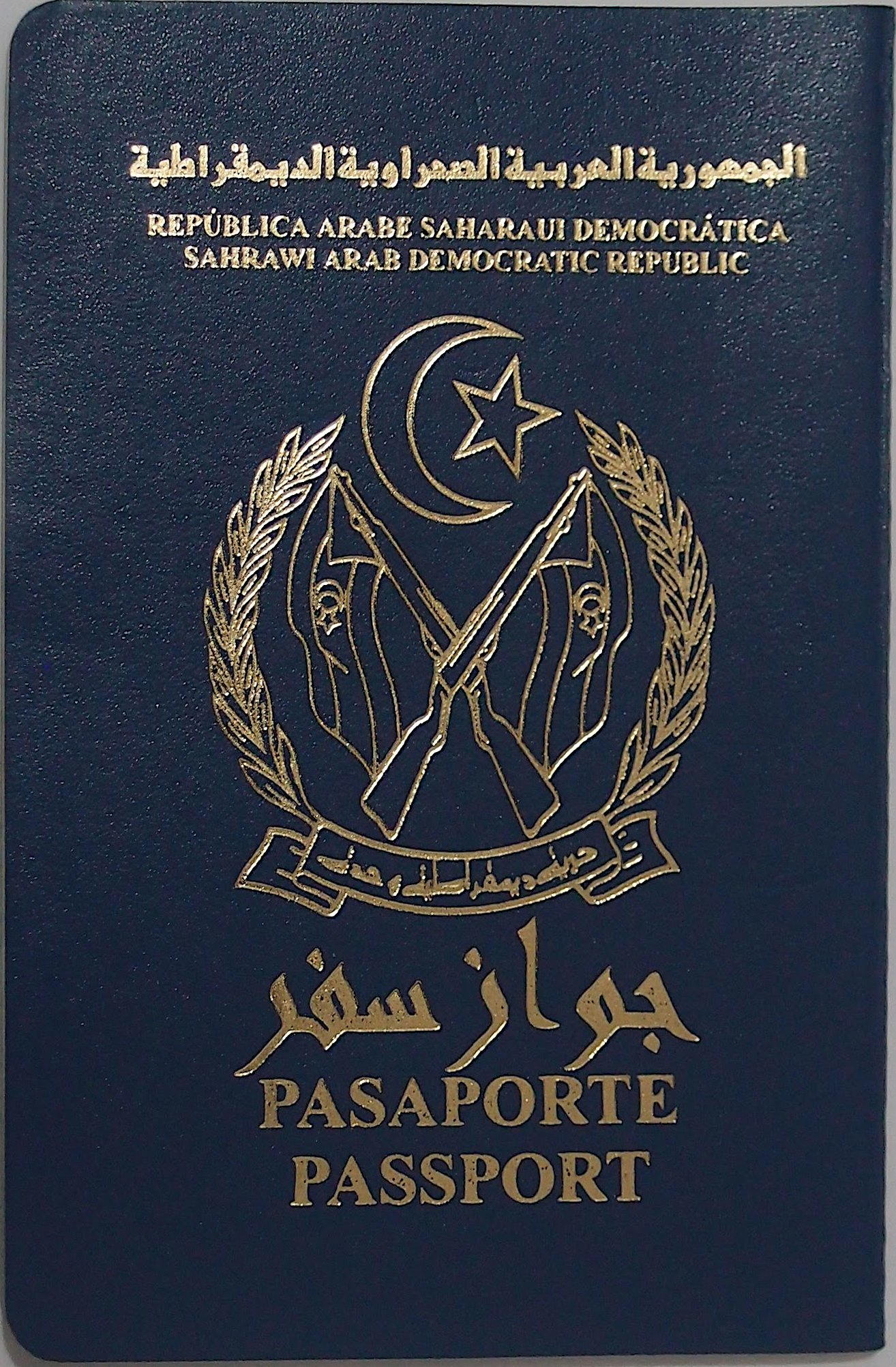
Západosaharský cestovní pas

### Amerika

#### Jižní Amerika

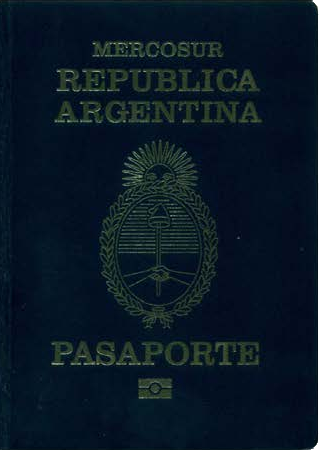
Argentínský cestovní pás
Bolivijský cestovní pas
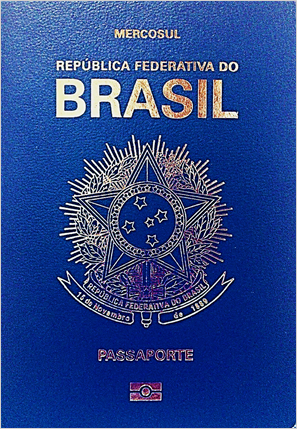
Brazilský cestovní pas
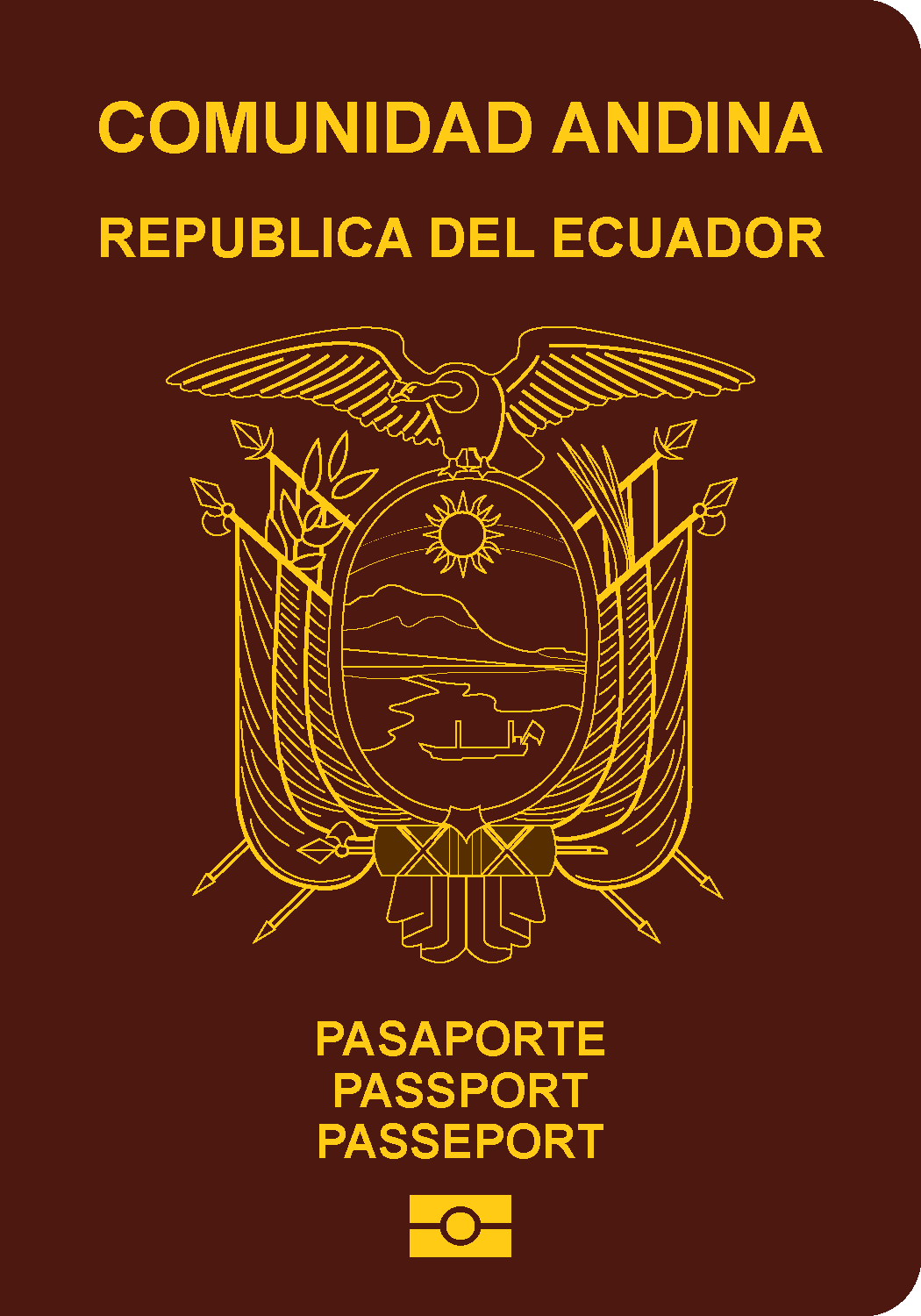
Ekvádorský cestovní pas
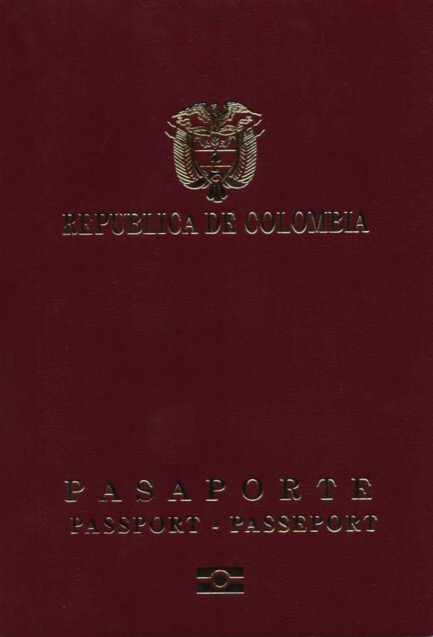
Kolumbijský cestovní pas
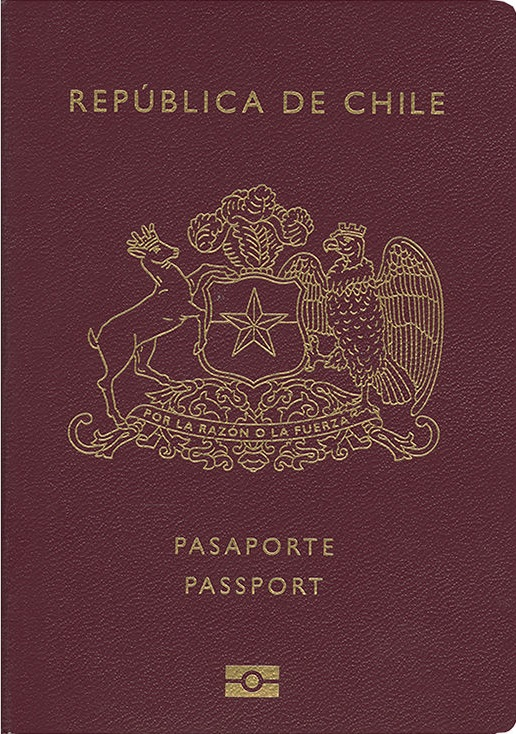
Chilský cestovní pas
Paraguajský cestovní pas
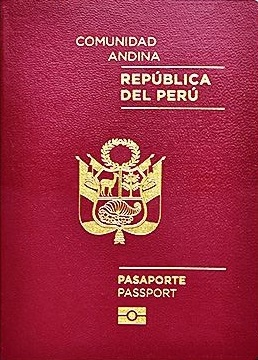
Peruánský cestovní pas
Uruguajský cestovní pas
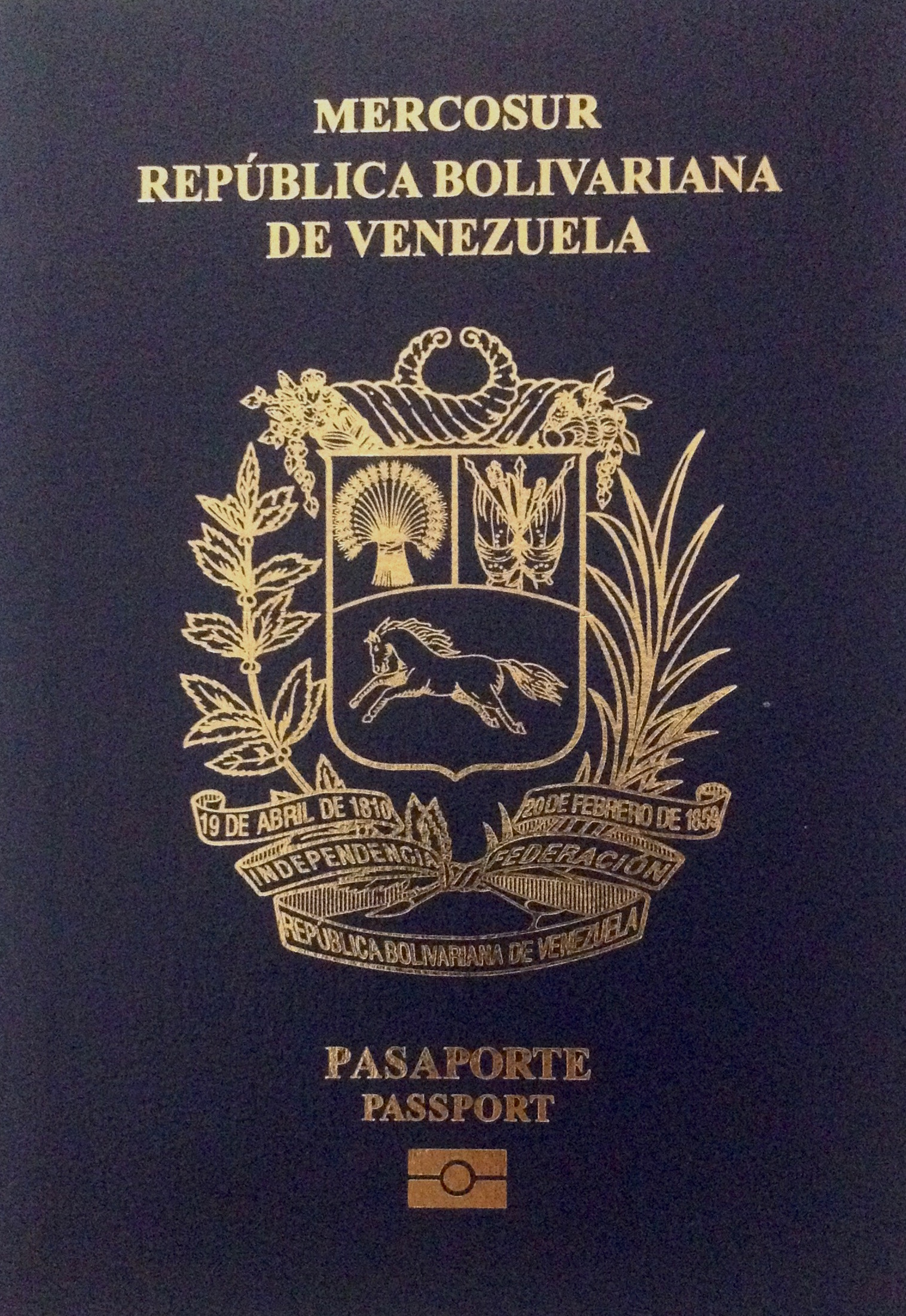
Venezuelský cestovní pas

#### Severní Amerika

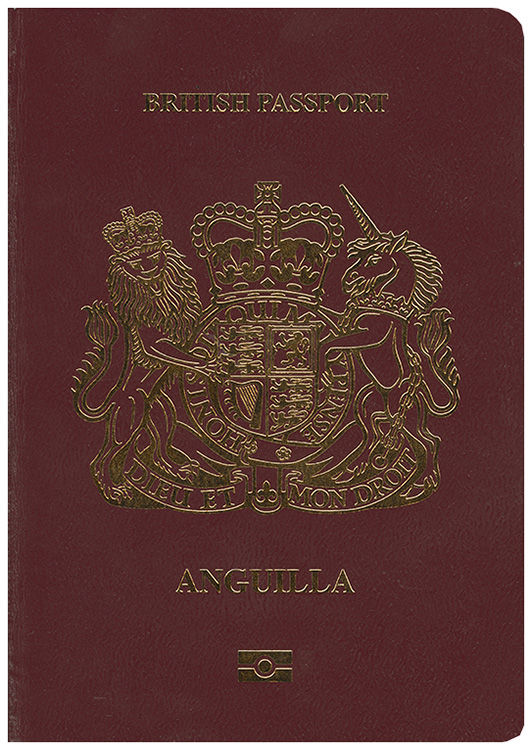
Anguillský cestovní pas
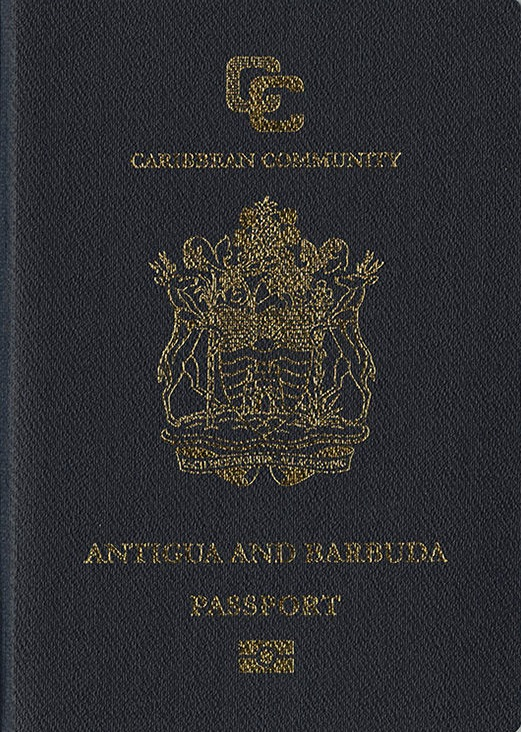
Cestovní pas Antigui a Barbudy
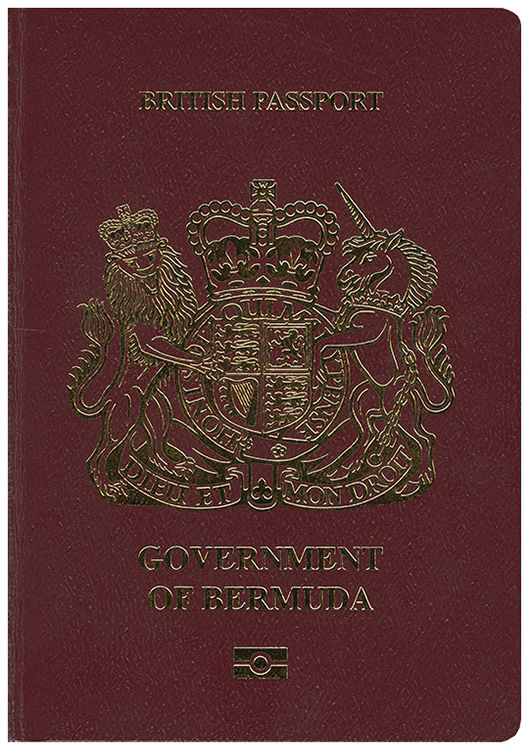
Bermudský cestovní pas
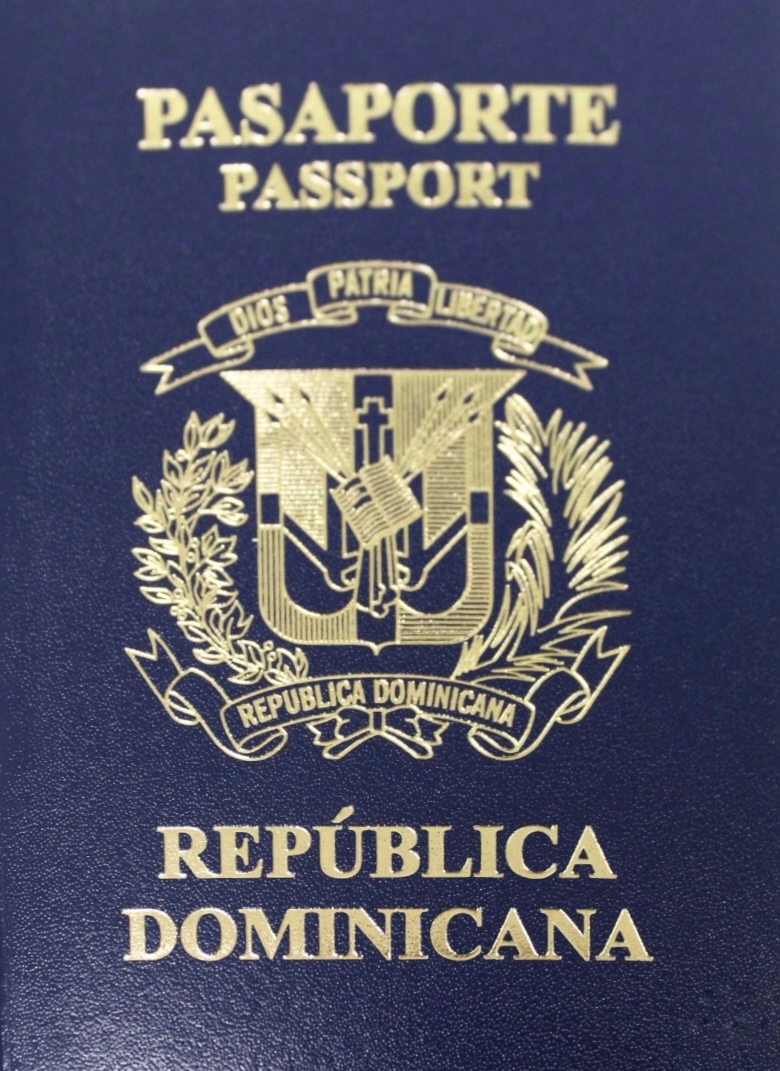
Dominikánský cestovní pas
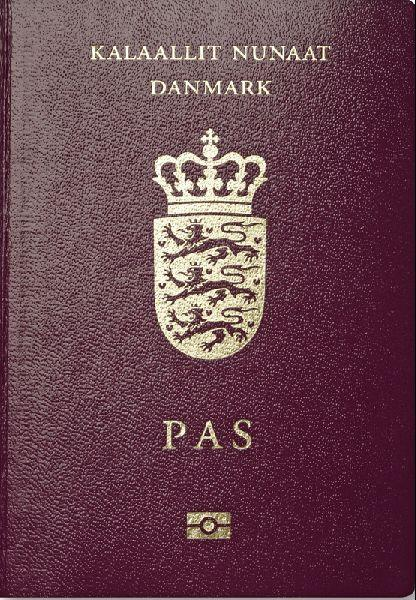
Grónský cestovní pas
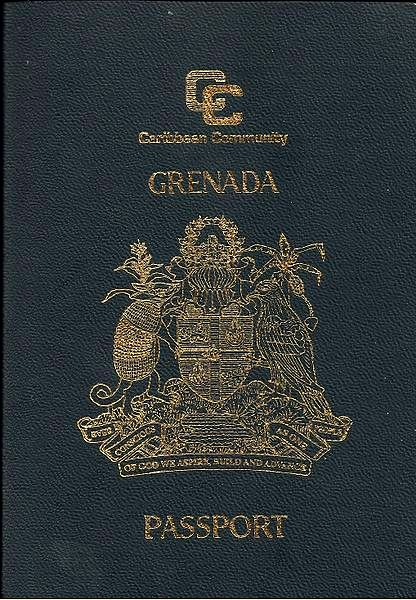
Grenadský cestovní pas
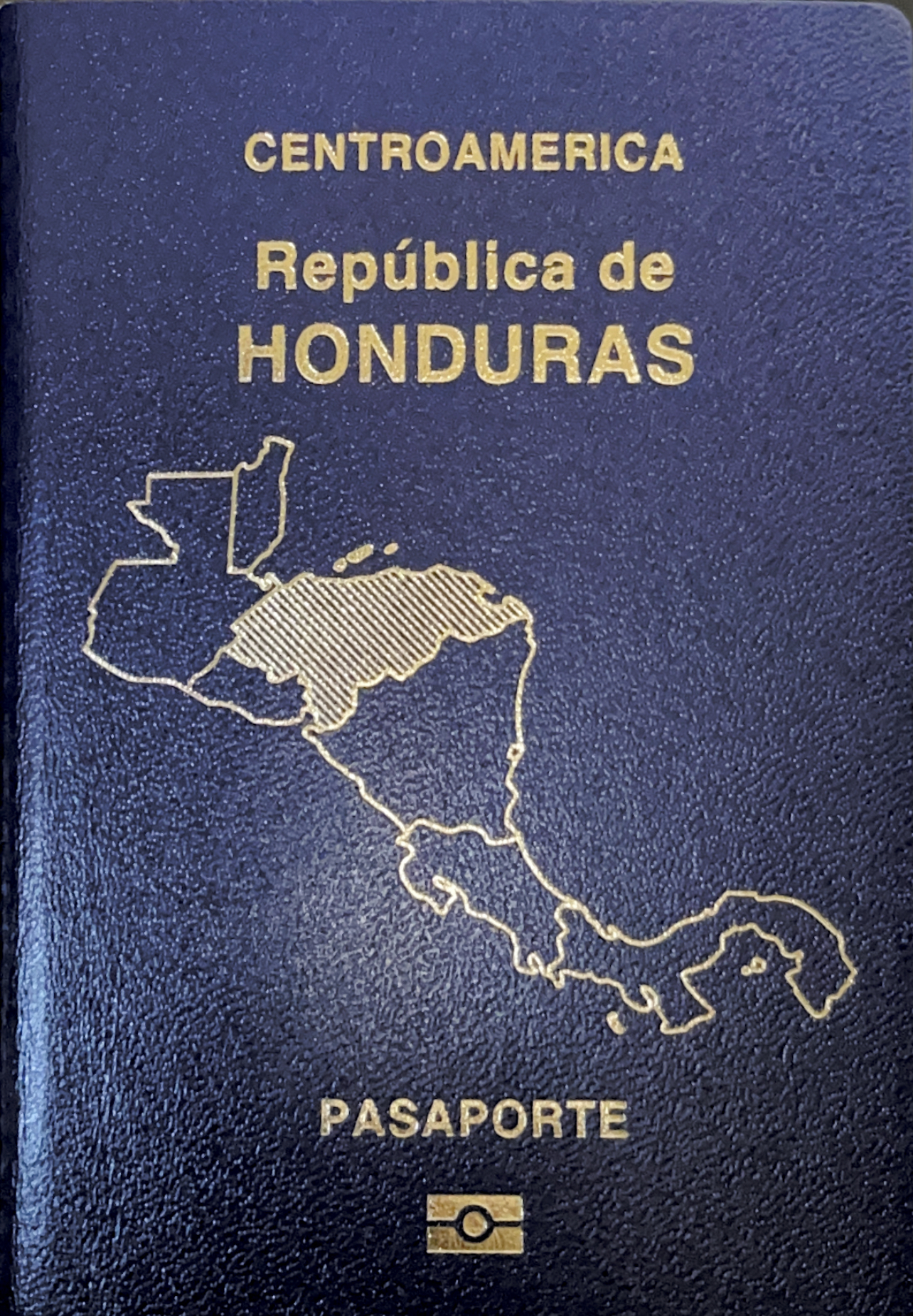
Honduraský cestovní pas
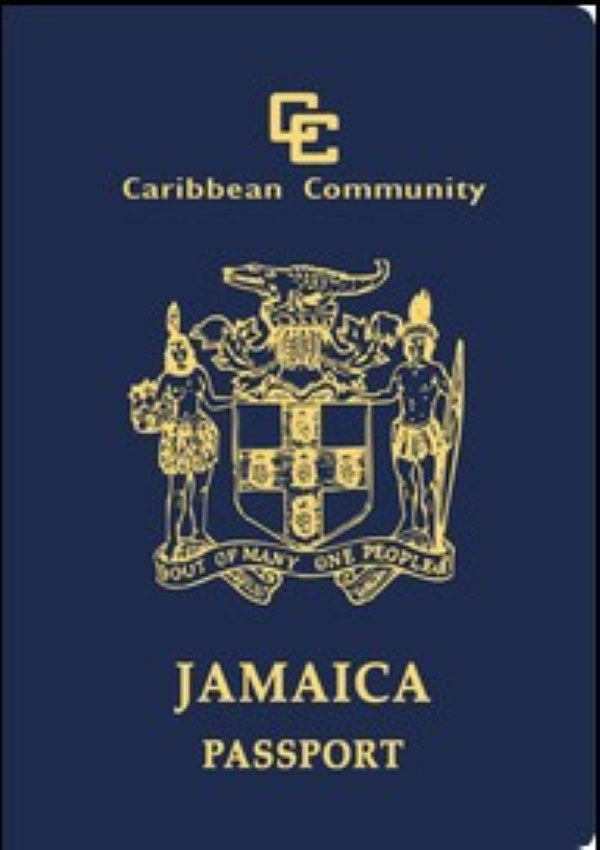
Jamajský cestovní pas
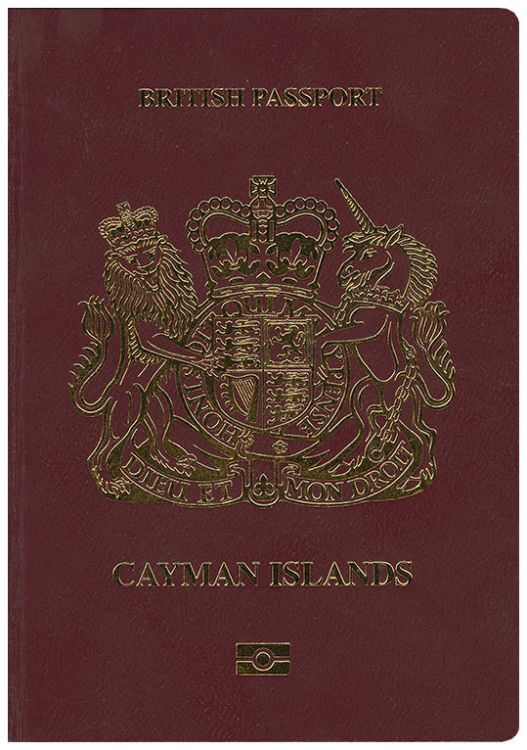
Kajmanský cestovní pas
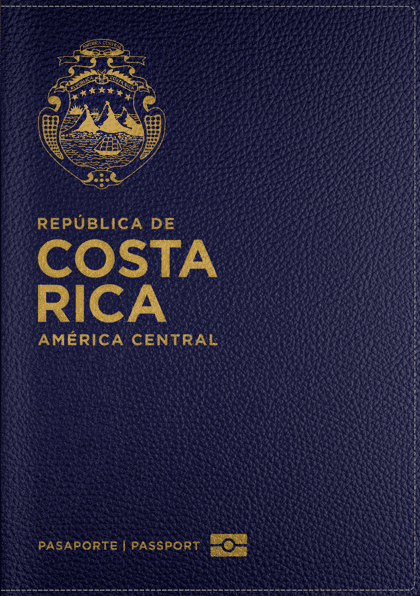
Kostarický cestovní pas
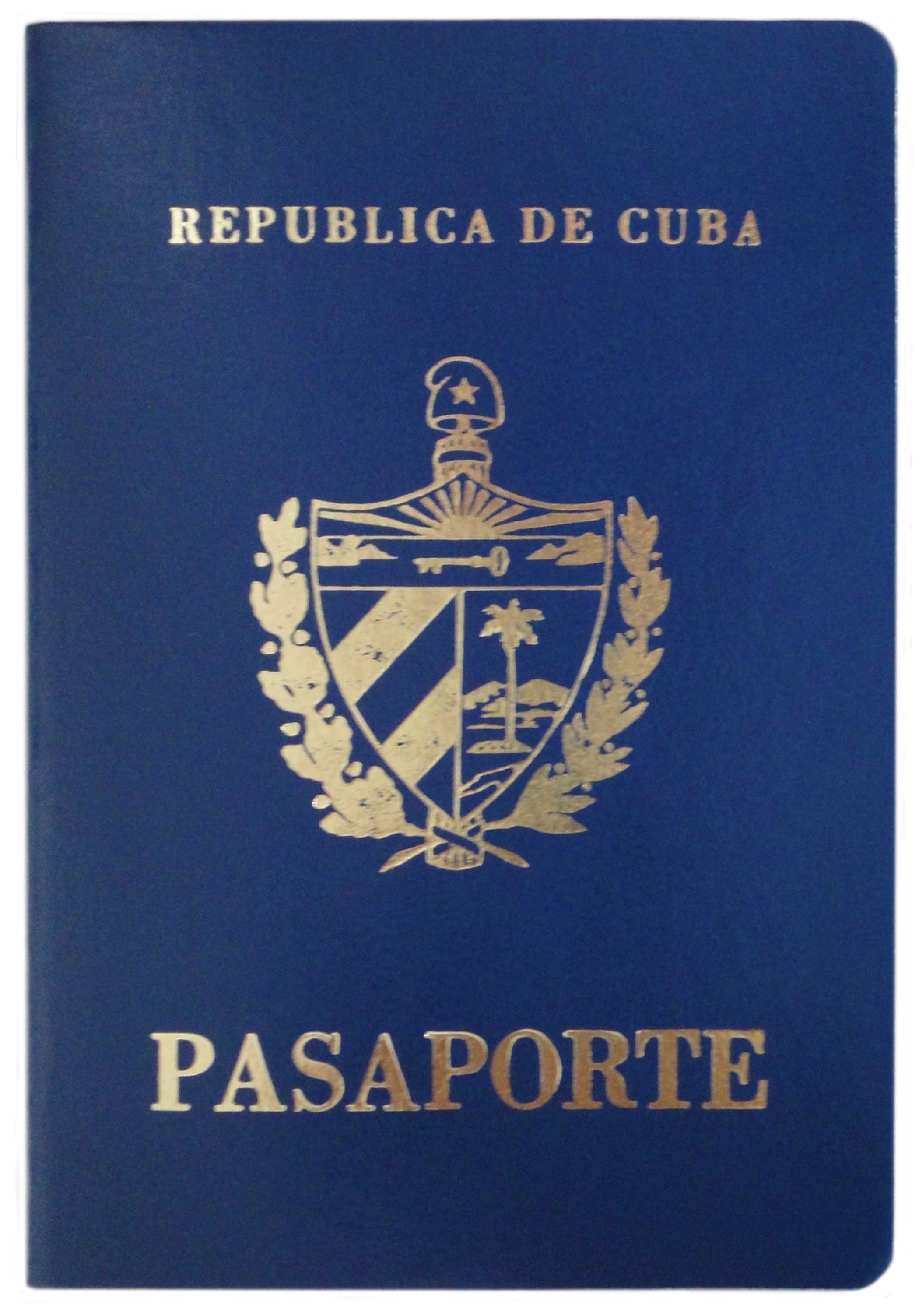
Kubánský cestovní pas
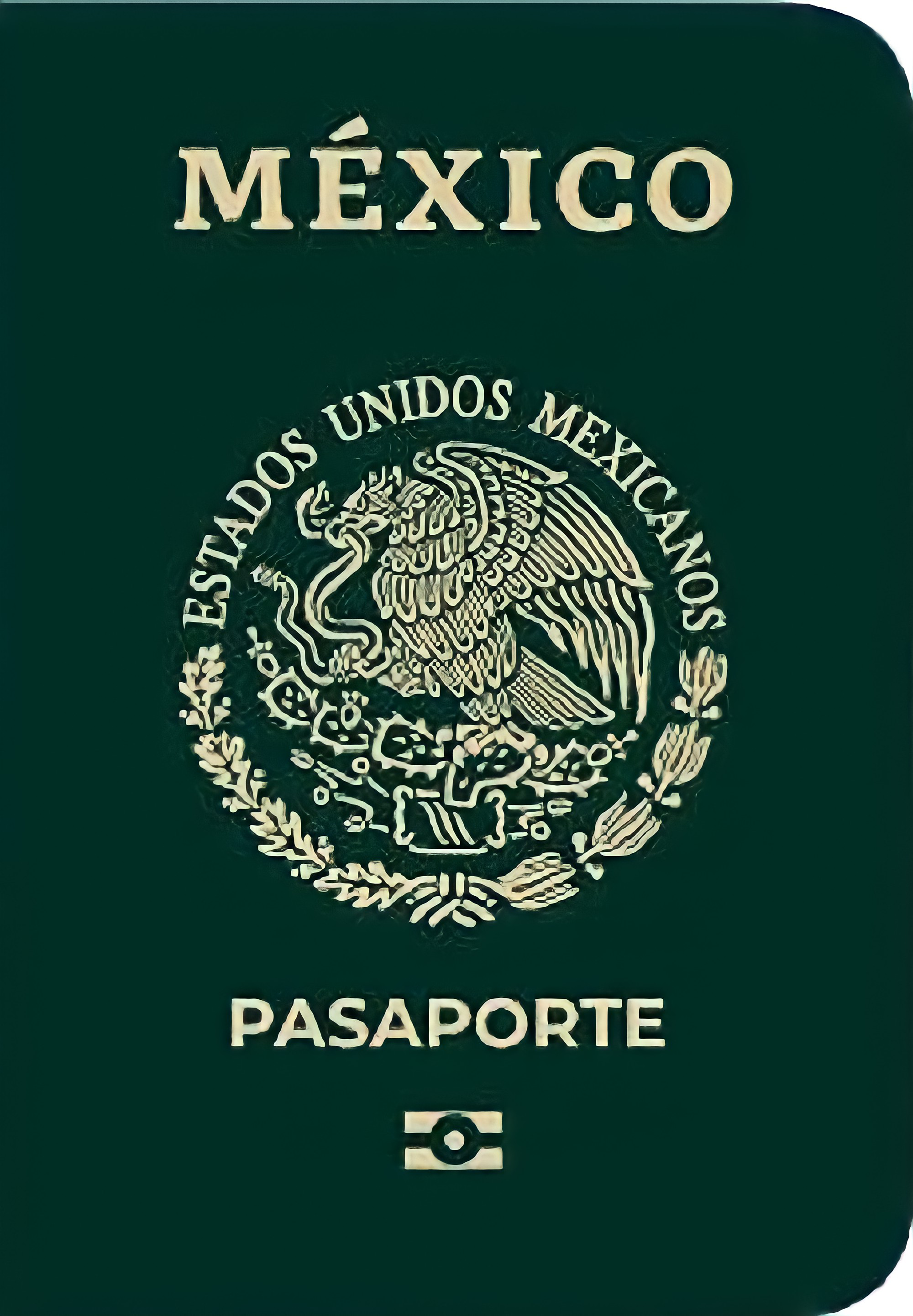
Mexický cestovní pas
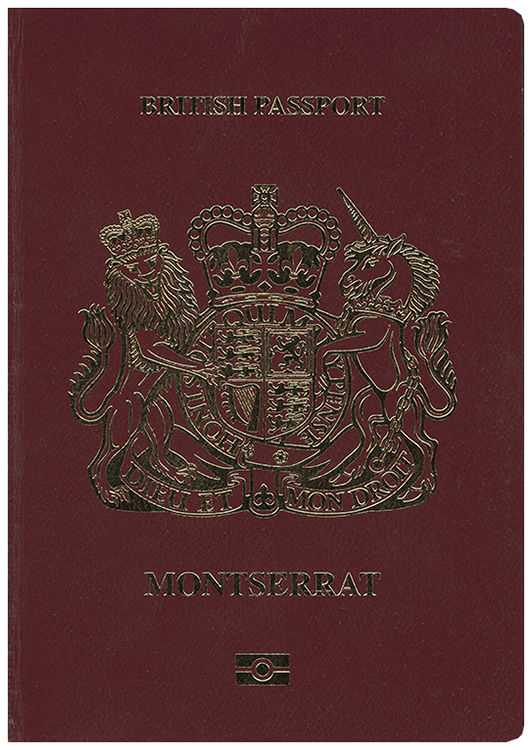
Montserratský cestovní pas
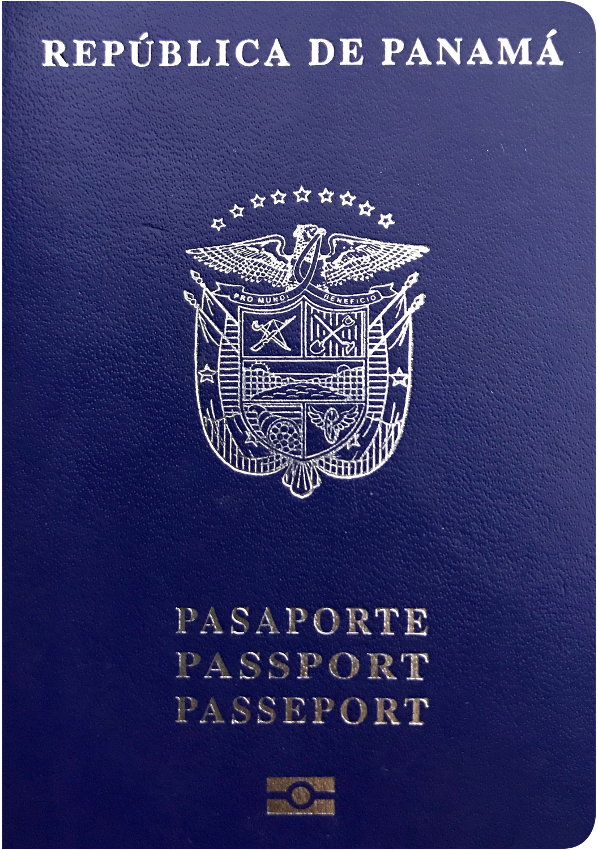
Panamský cestovní pas
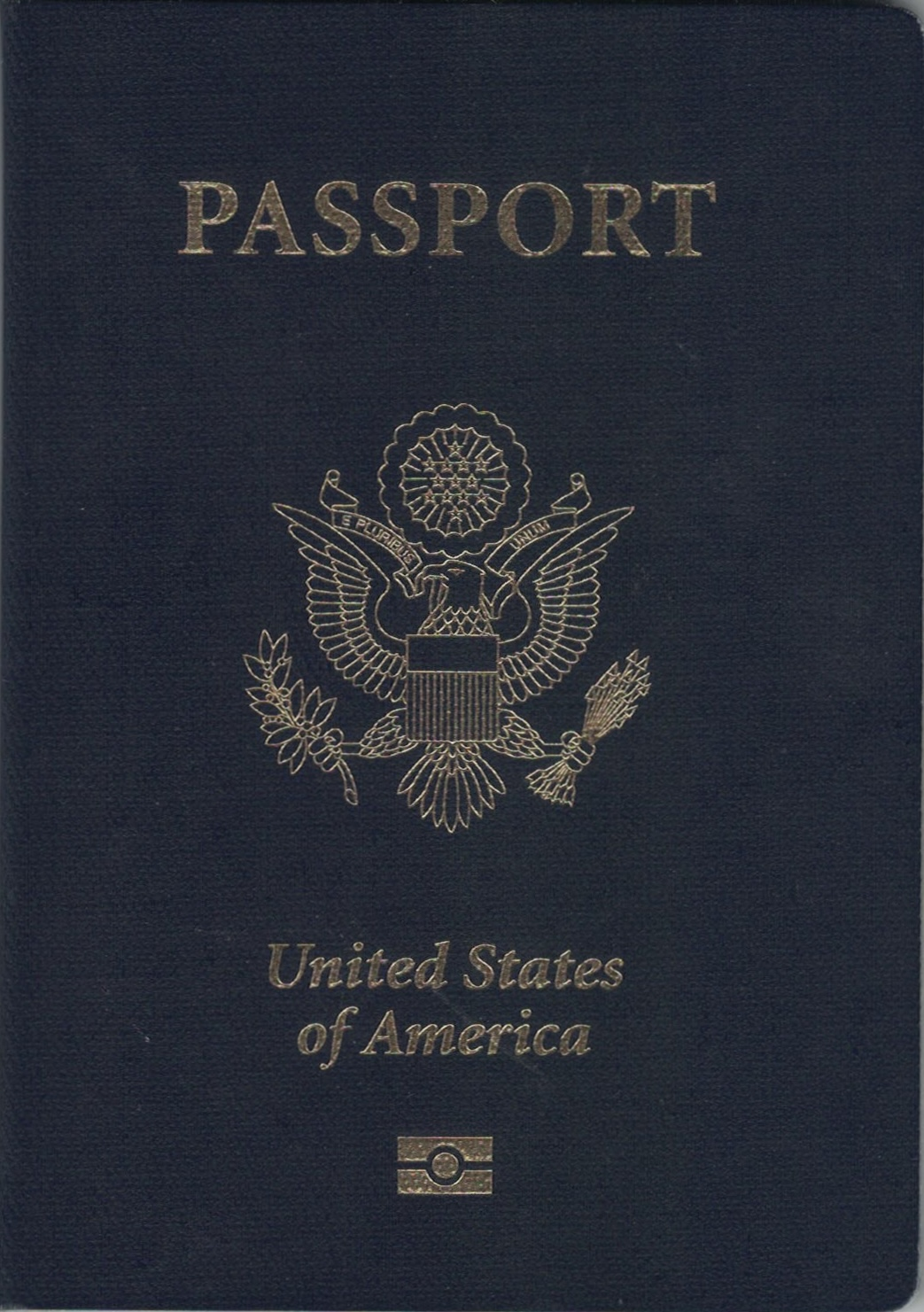
Cestovní pas Spojených států
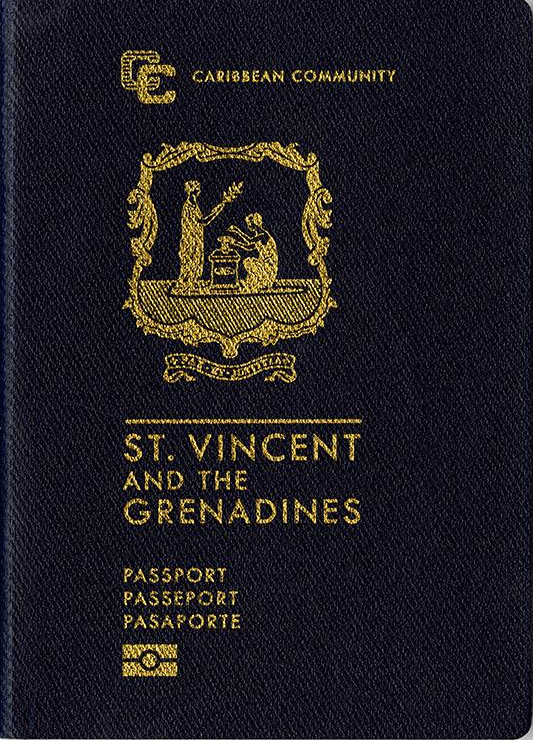
Cestovní pas Svatého Vincence a Grenadin
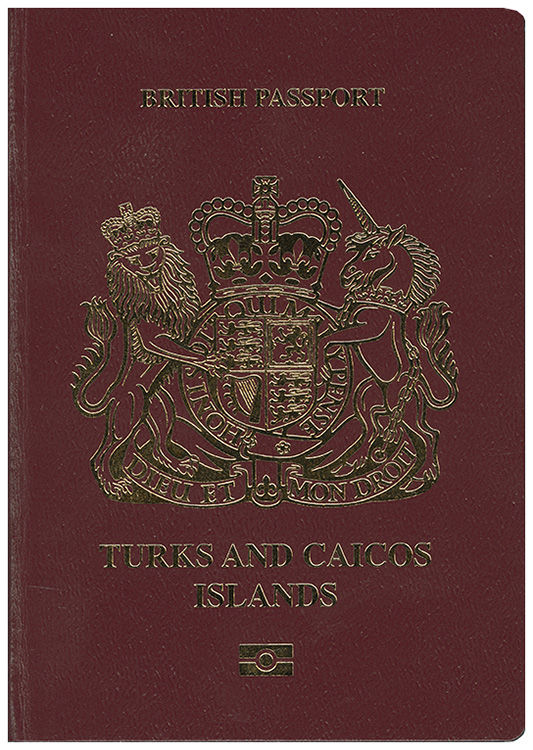
Cestovní pas Turksu a Caicosu

### Asie

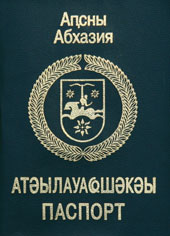
Abcházský cestovní pas
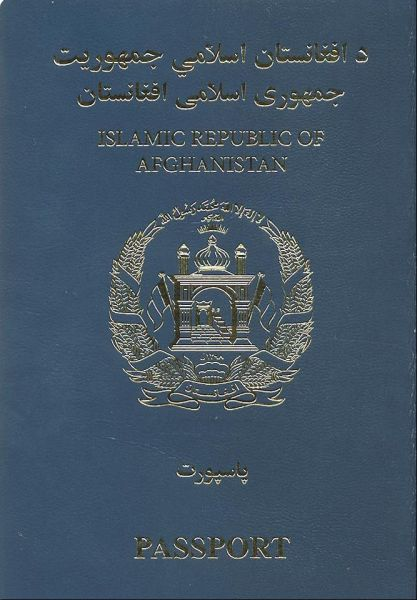
Afghánský cestovní pas
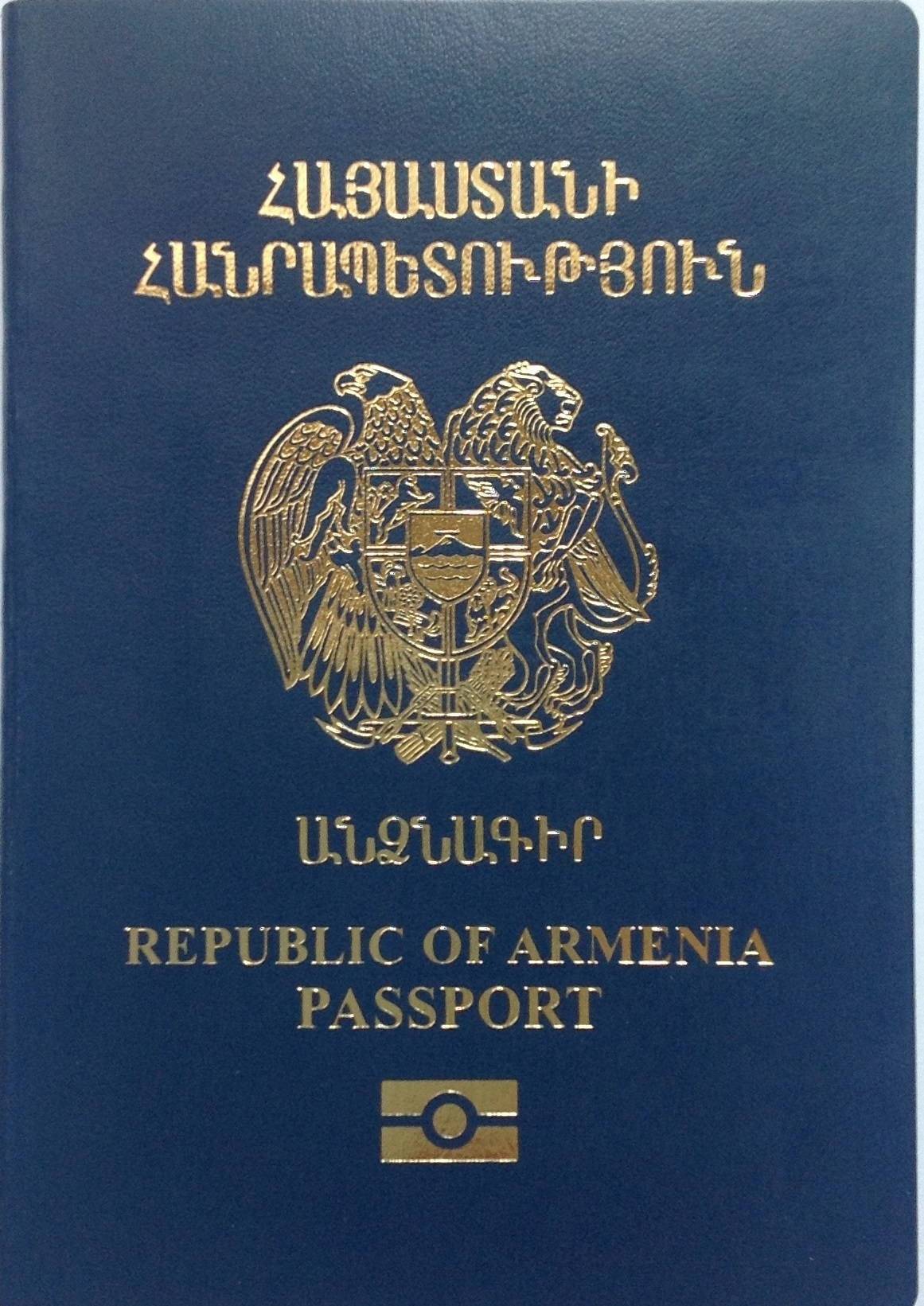
Arménský cestovní pas
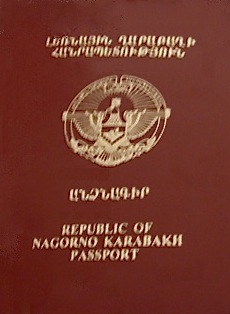
Arcachský cestovní pas
Ázerbájdžánský cestovní pas
Bangladéšský cestovní pas
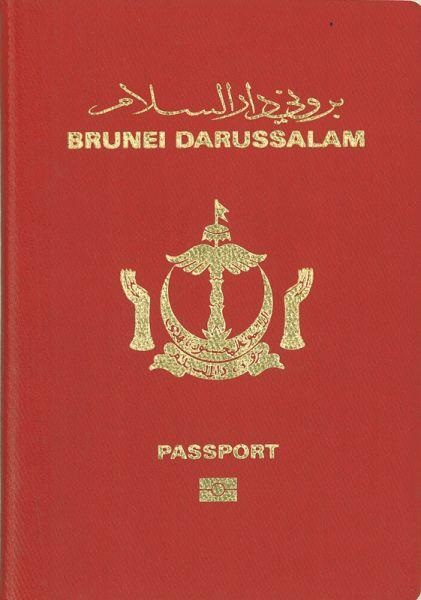
Brunejský cestovní pas
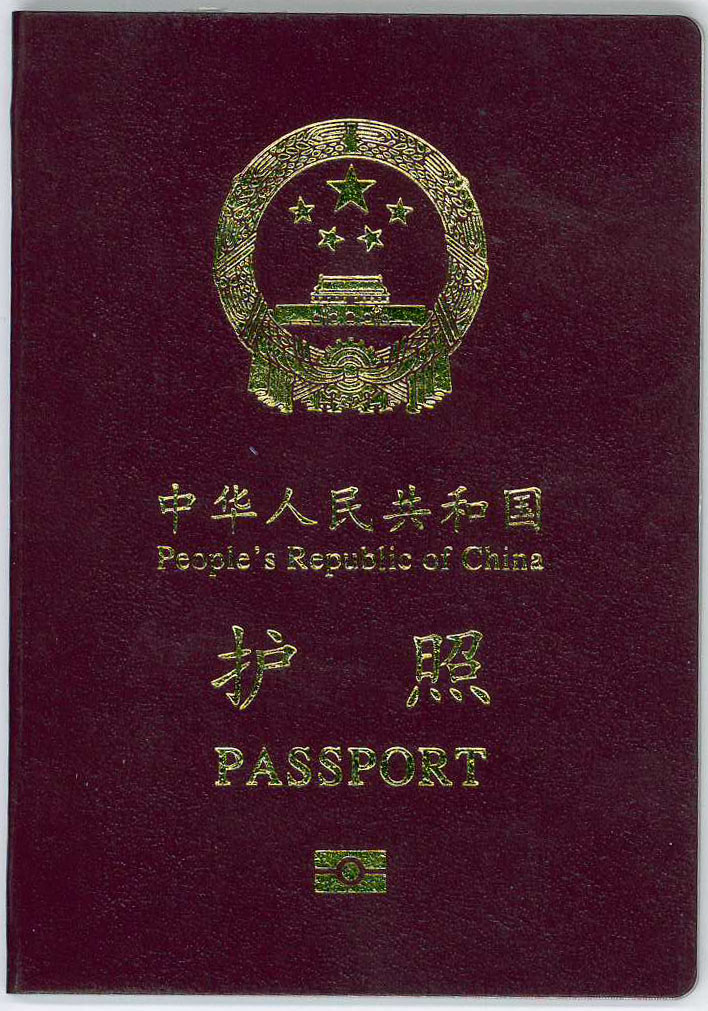
Čínský cestovní pas
Filipínský cestovní pas
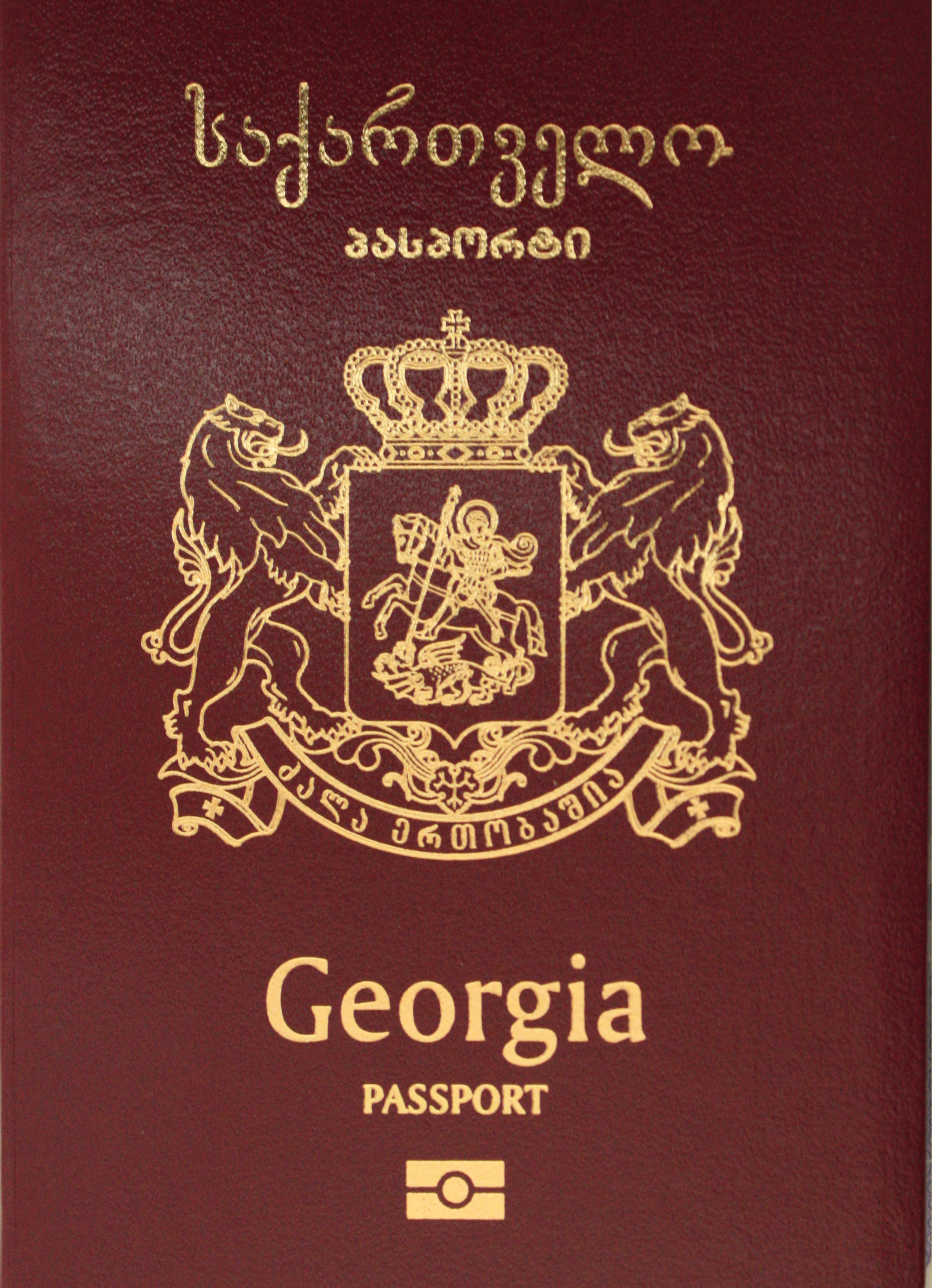
Gruzínský cestovní pas
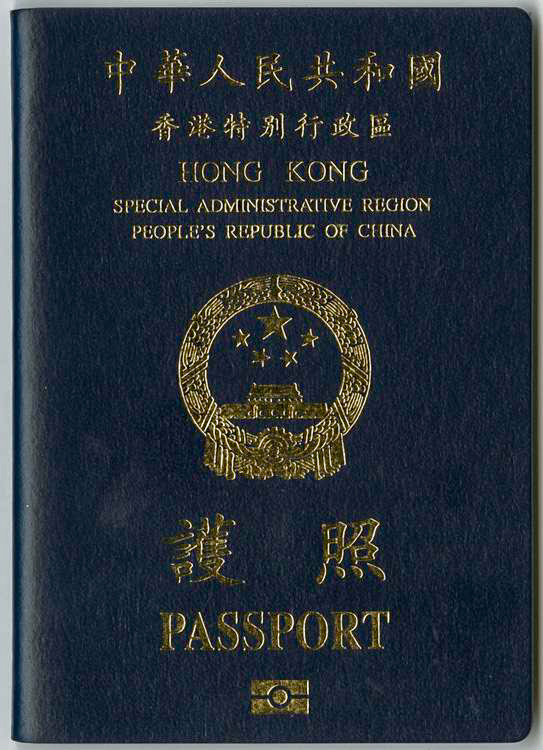
Hongkongský cestovní pas
Indický cestovní pas
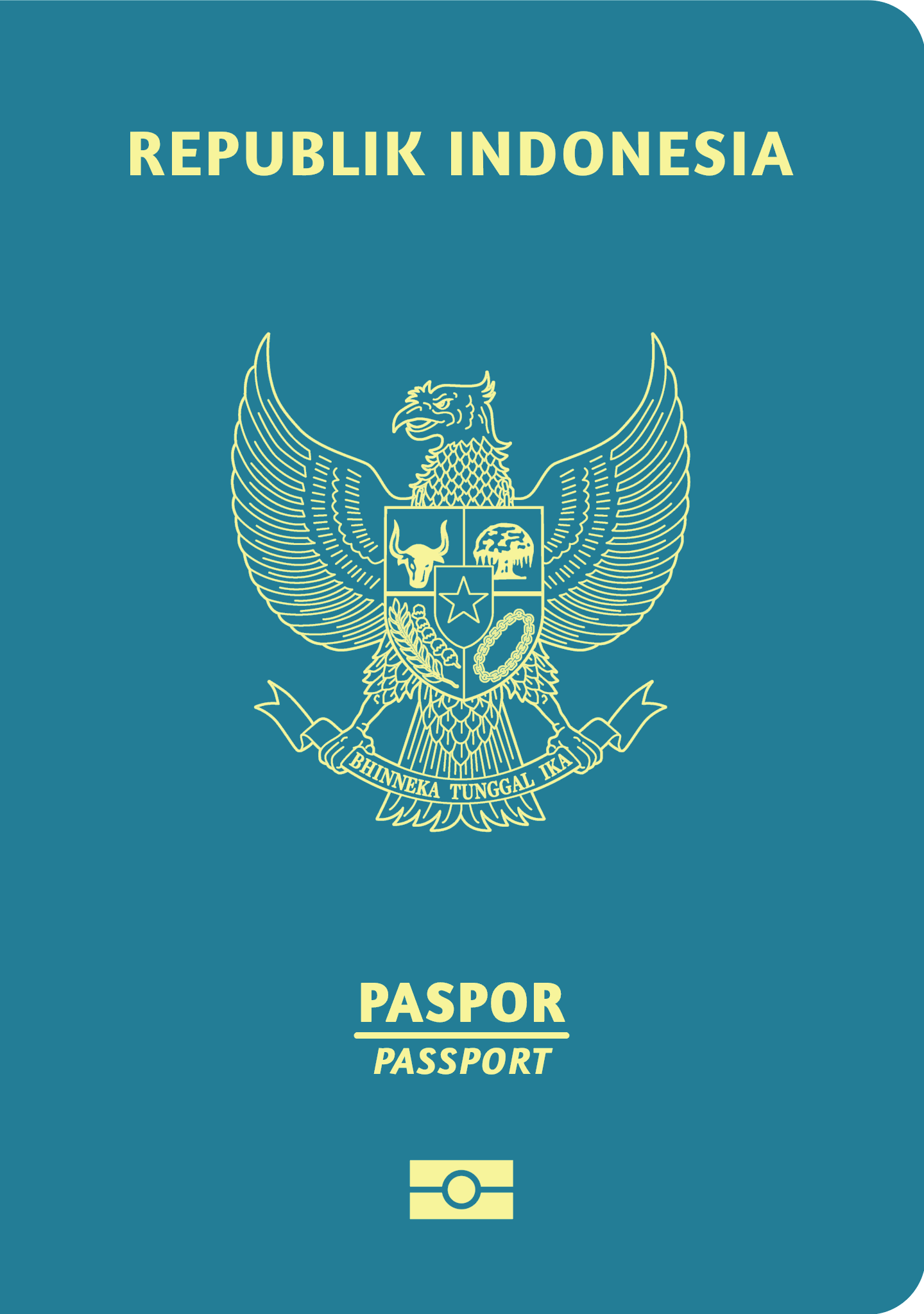
Indonéský cestovní pas
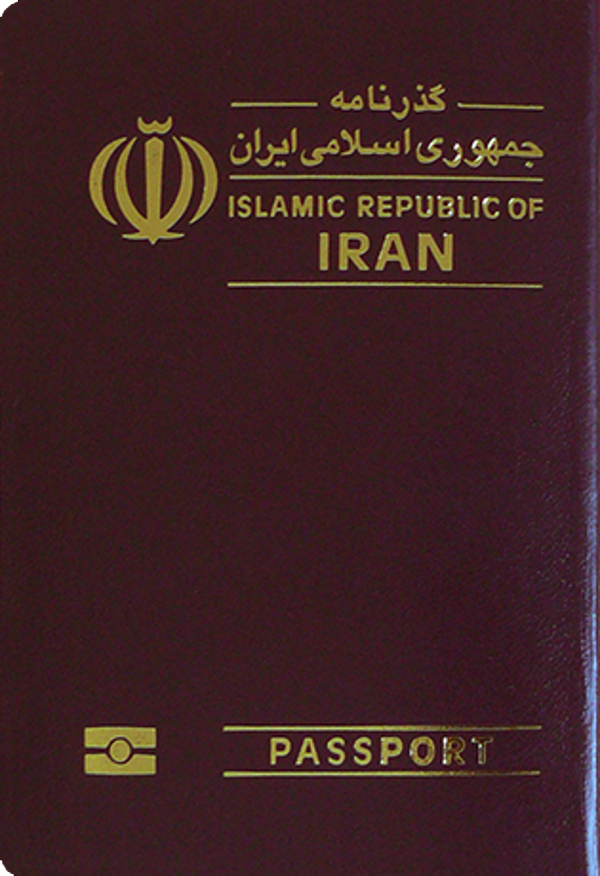
Íránský cestovní pas
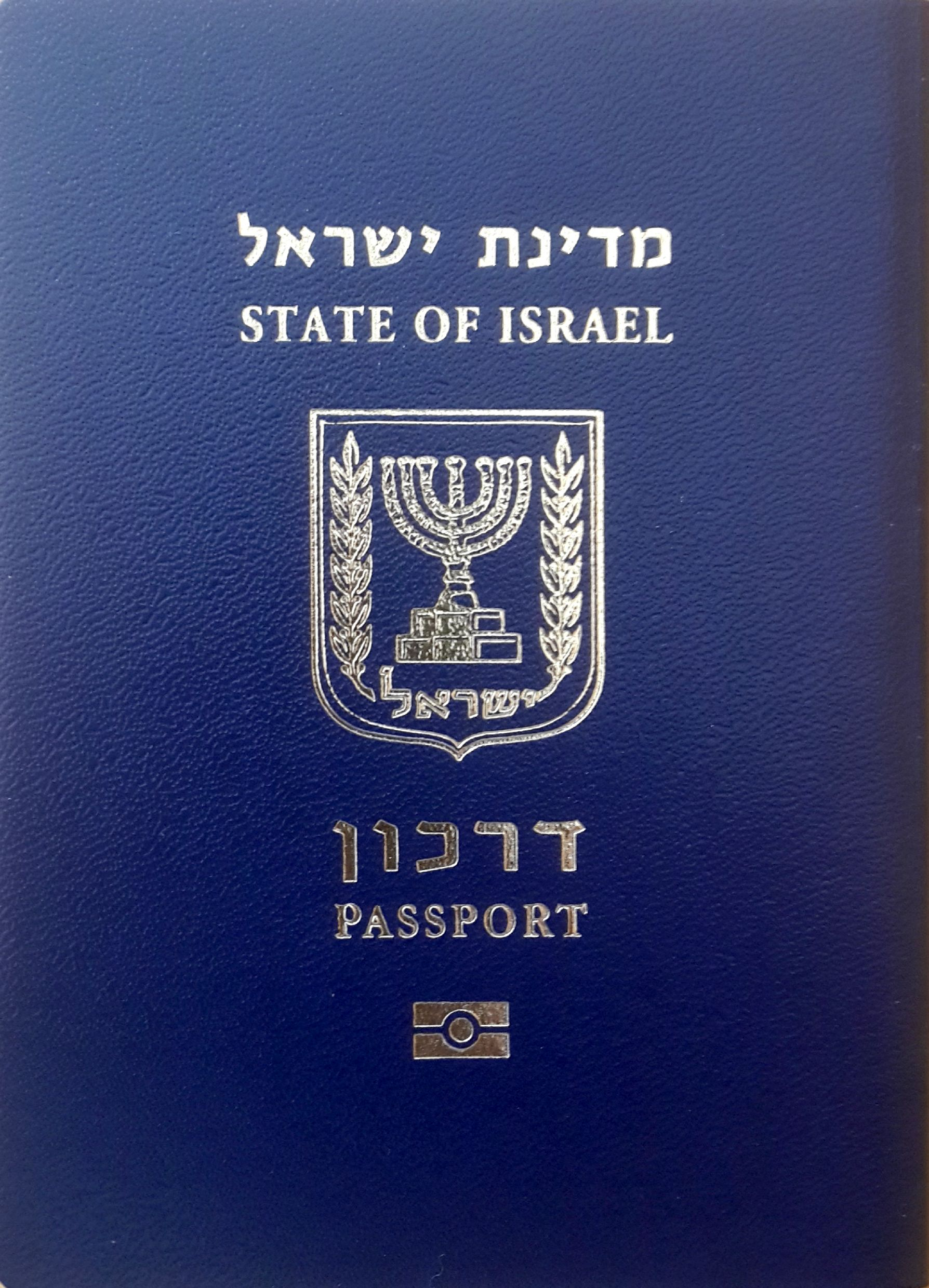
Izraelský cestovní pas
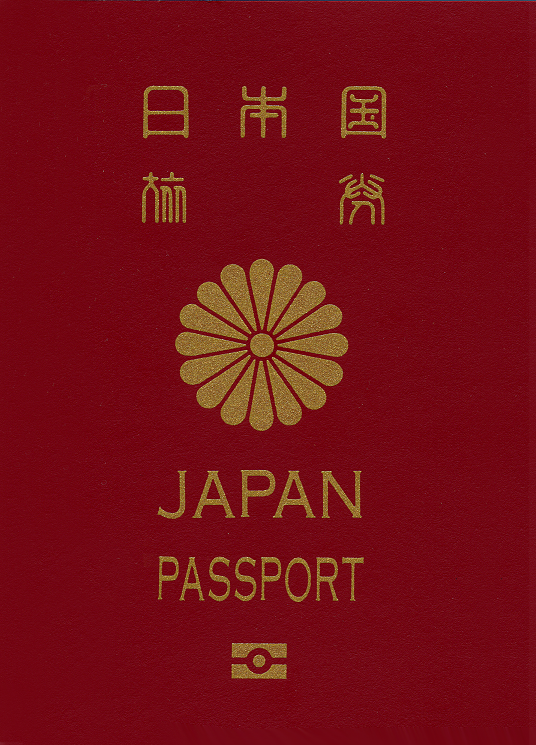
Japonský cestovní pas
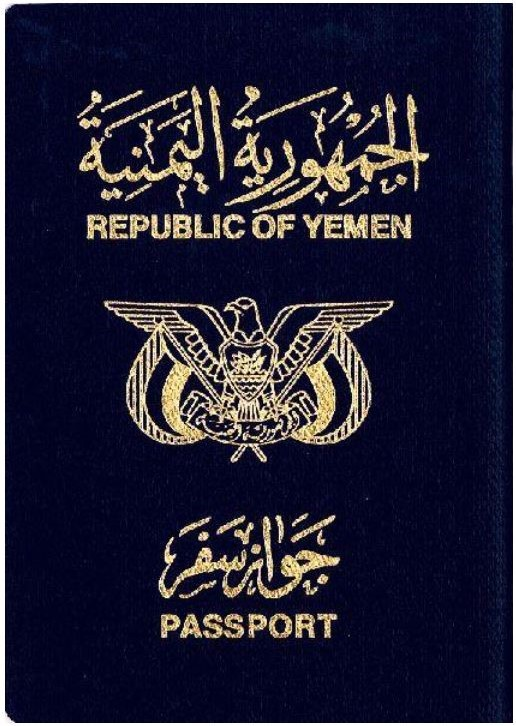
Jemenský cestovní pas
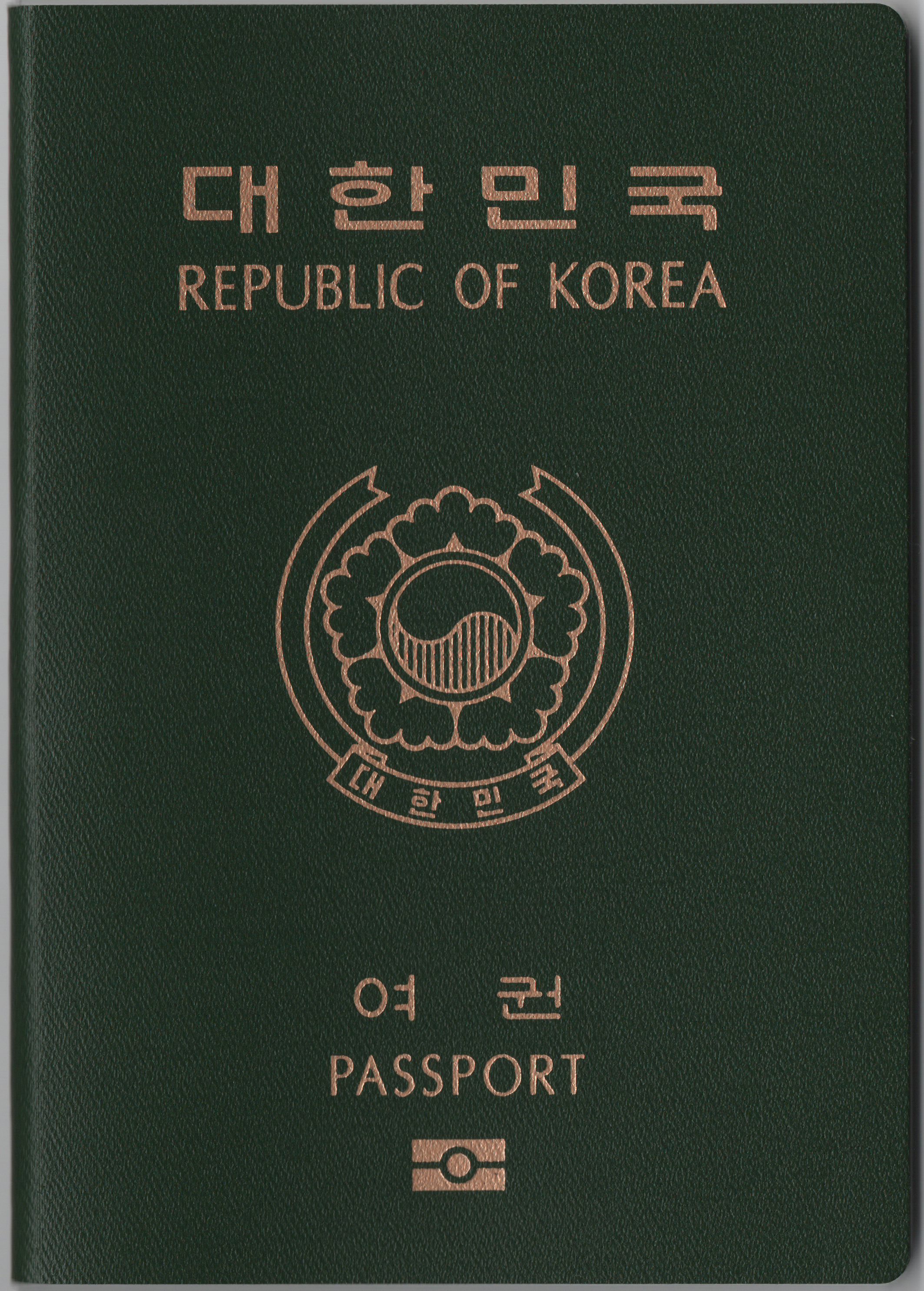
Jihokorejský cestovní pas
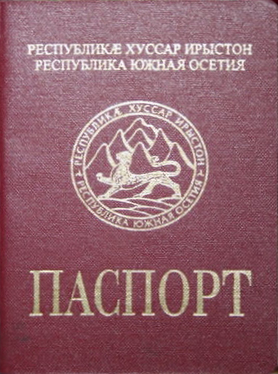
Jihoosetský cestovní pas
Kazachstánský cestovní pas
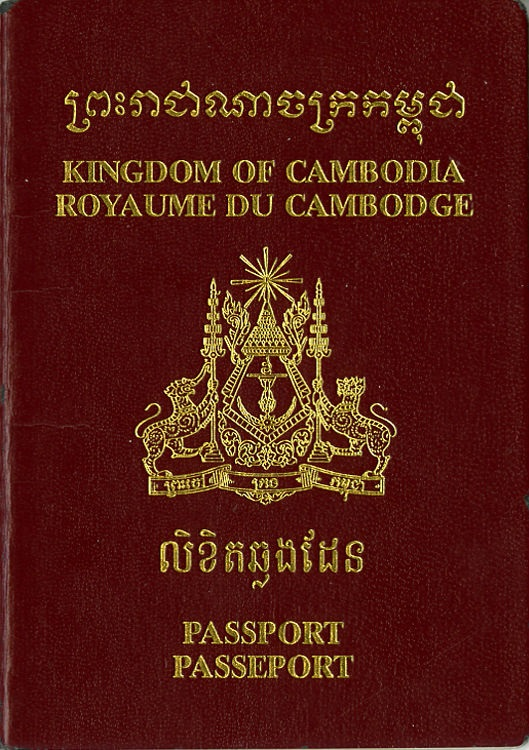
Kambodžský cestovní pas
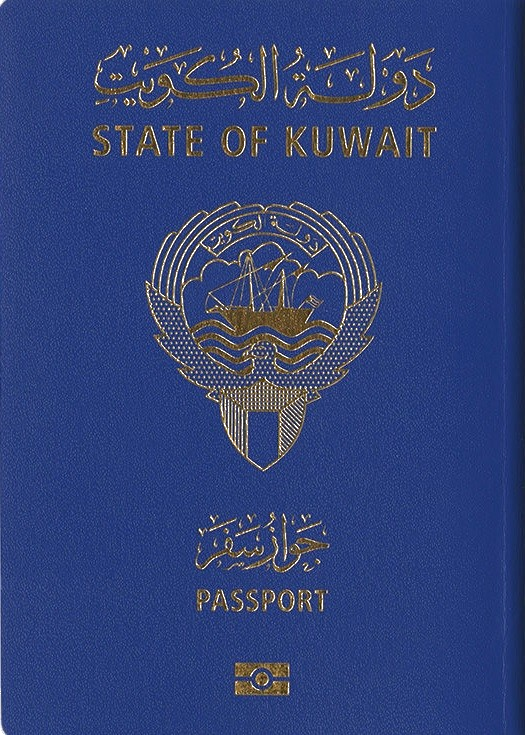
Kuvajtský cestovní pas
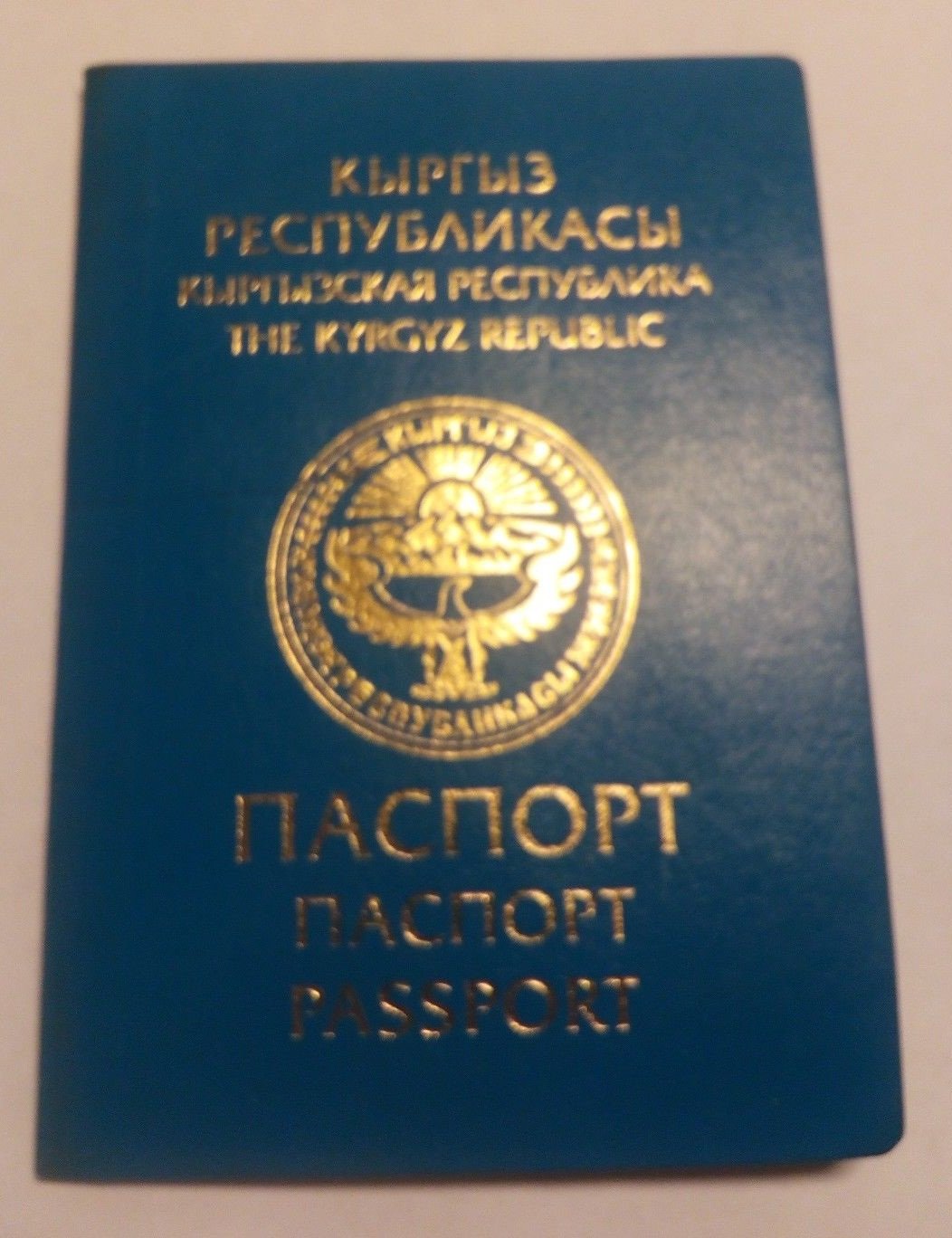
Kyrgyzský cestovní pas
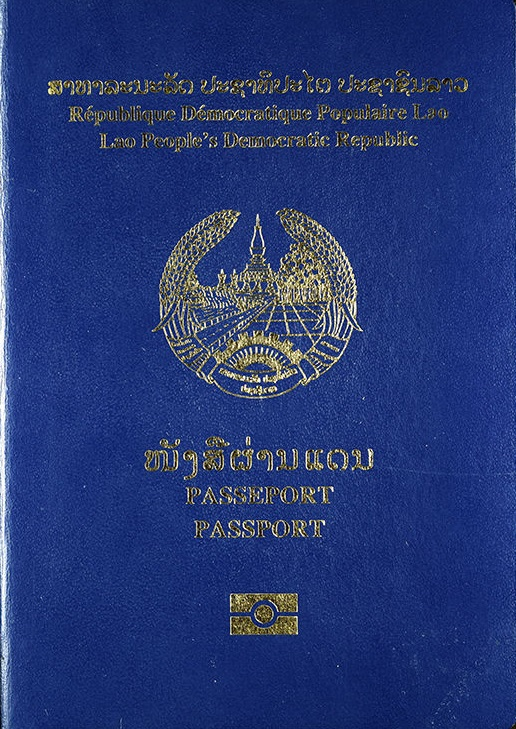
Laoský cestovní pas
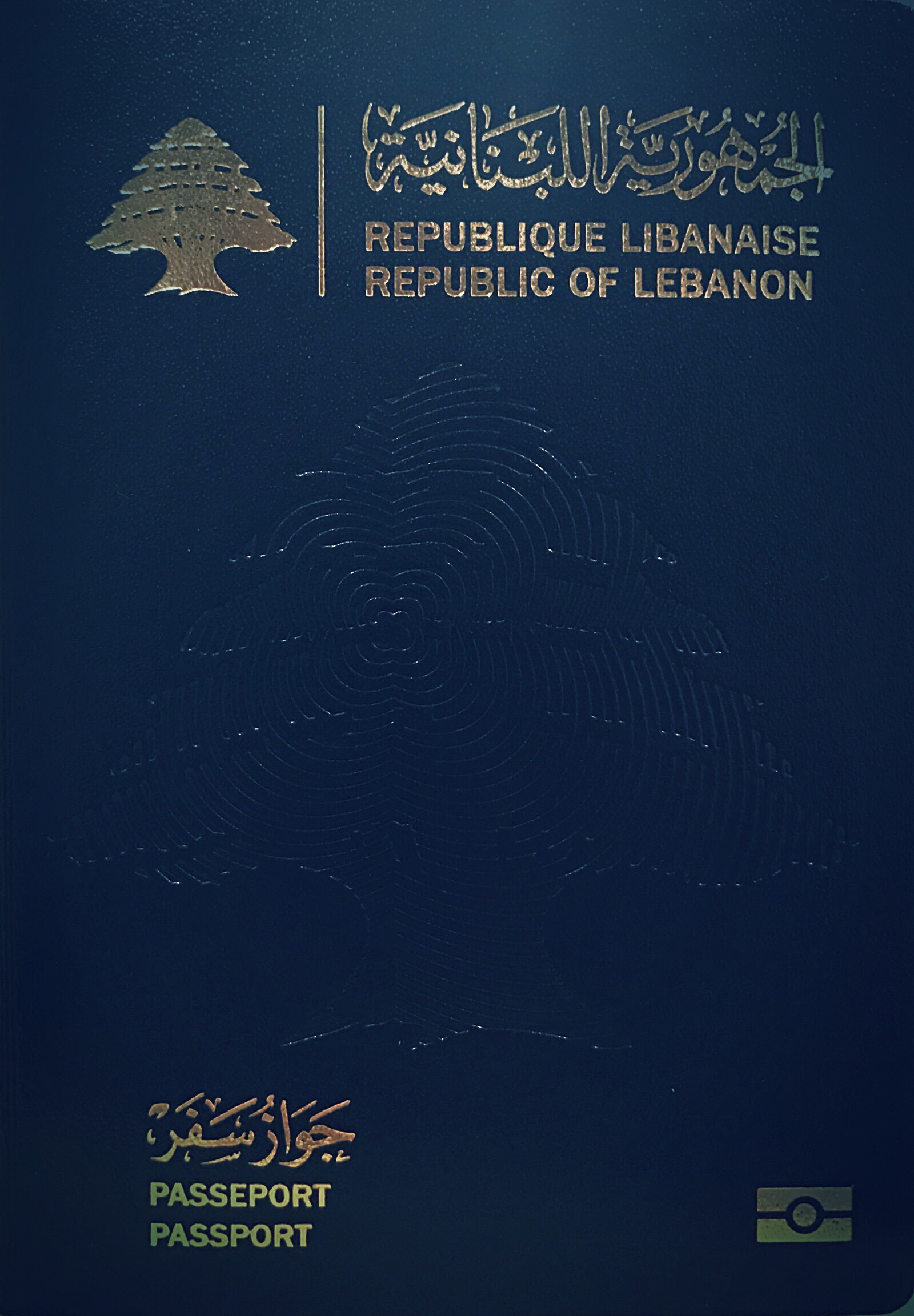
Libanonský cestovní pas
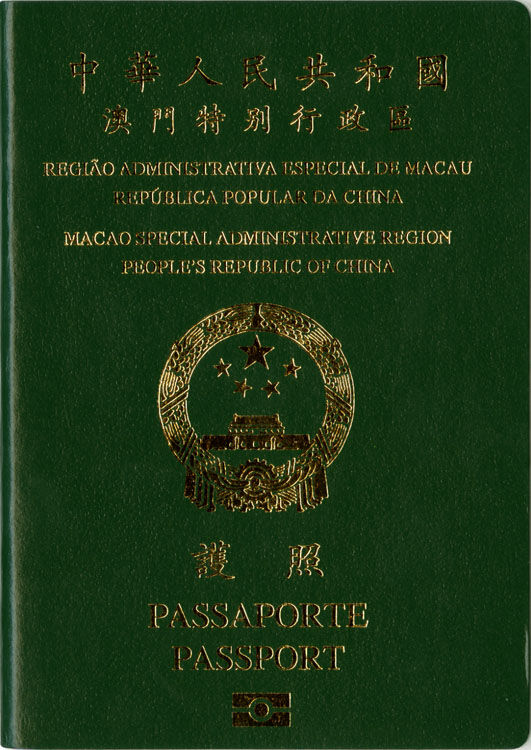
Cestovní pas Macaa
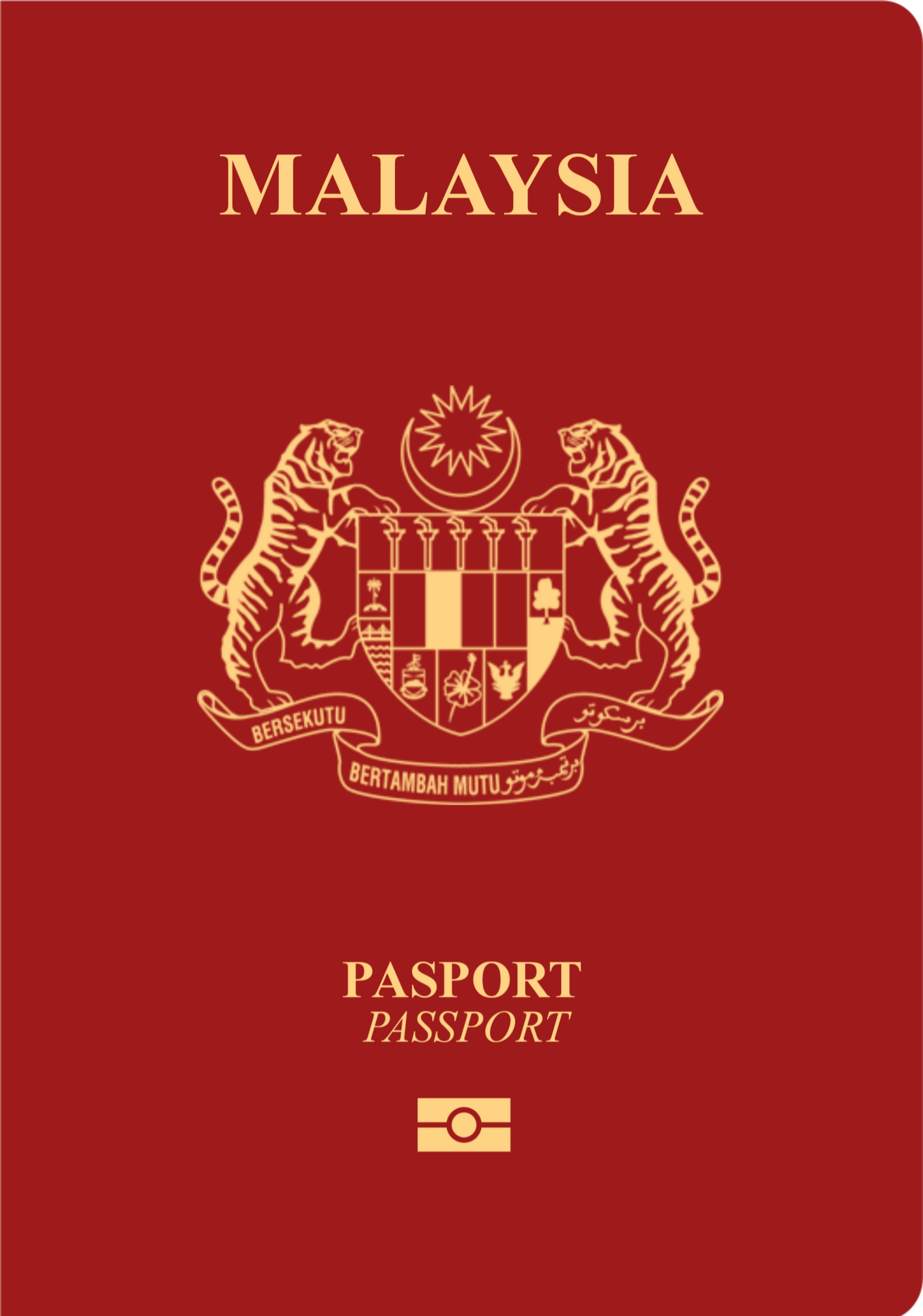
Malajský cestovní pas
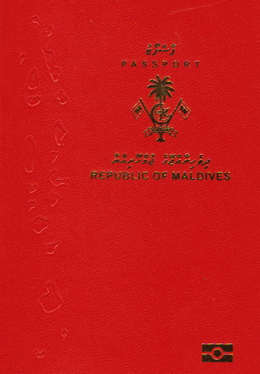
Maledivský cestovní pas
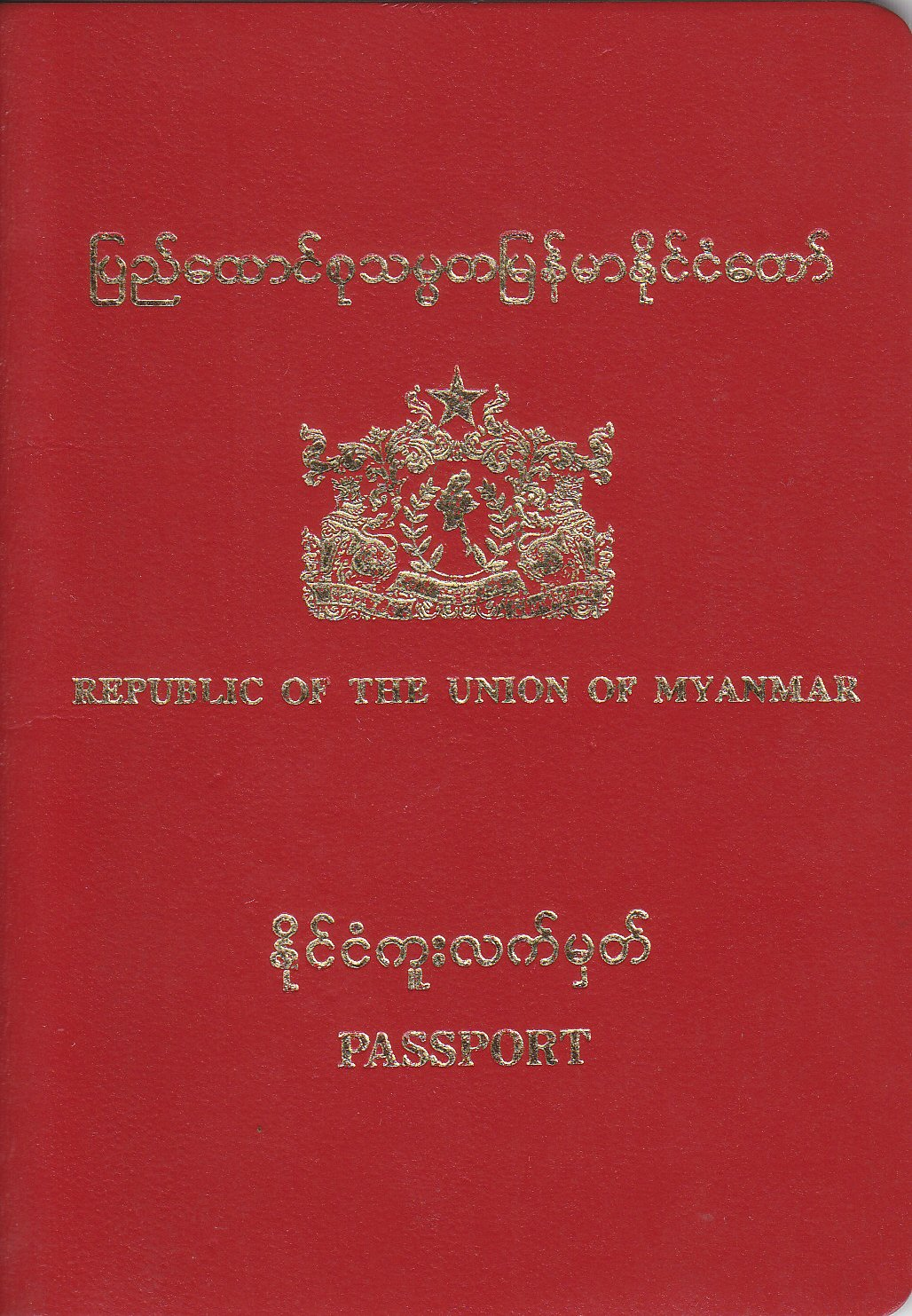
Myanmarský cestovní pas
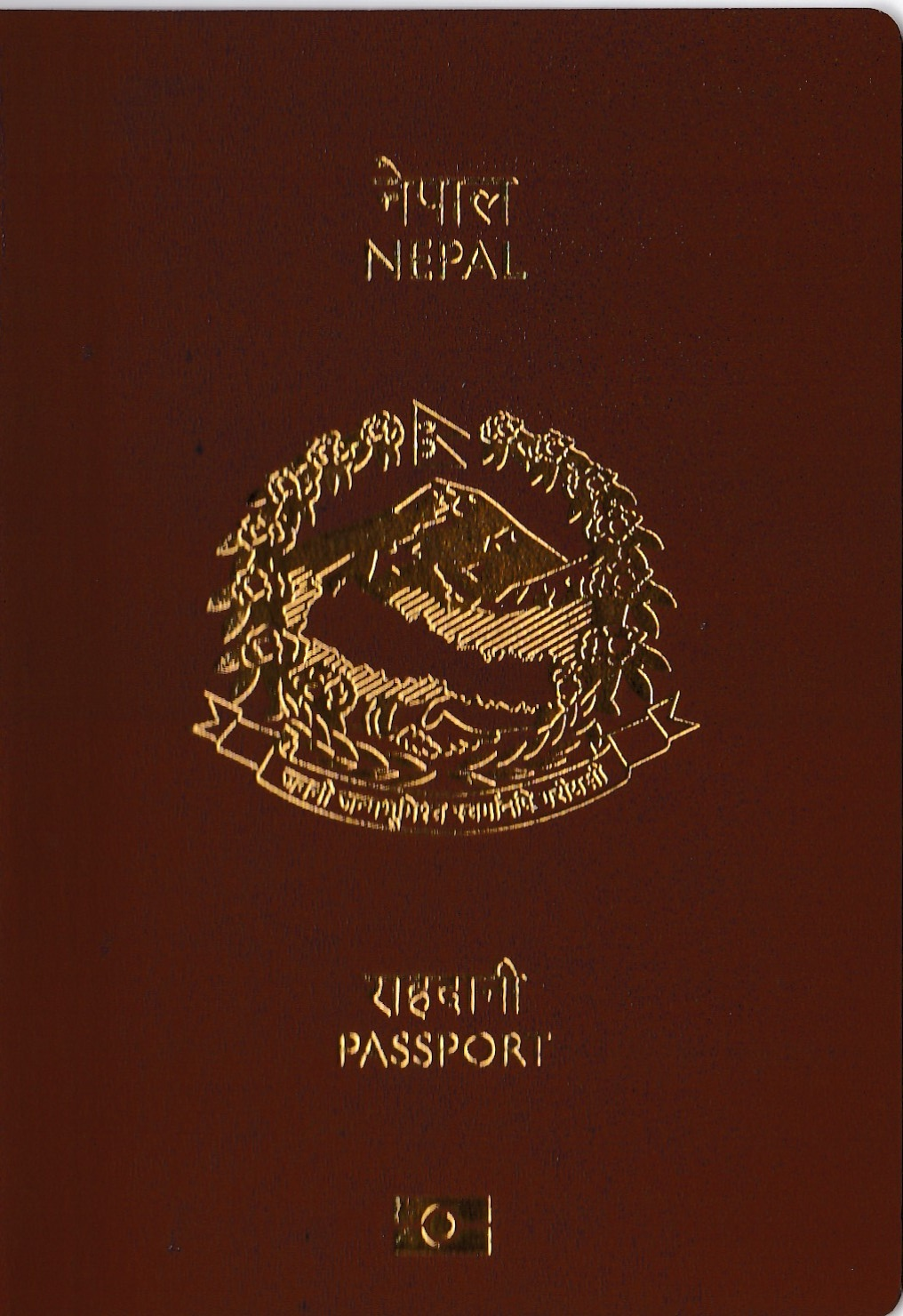
Nepálský cestovní pas
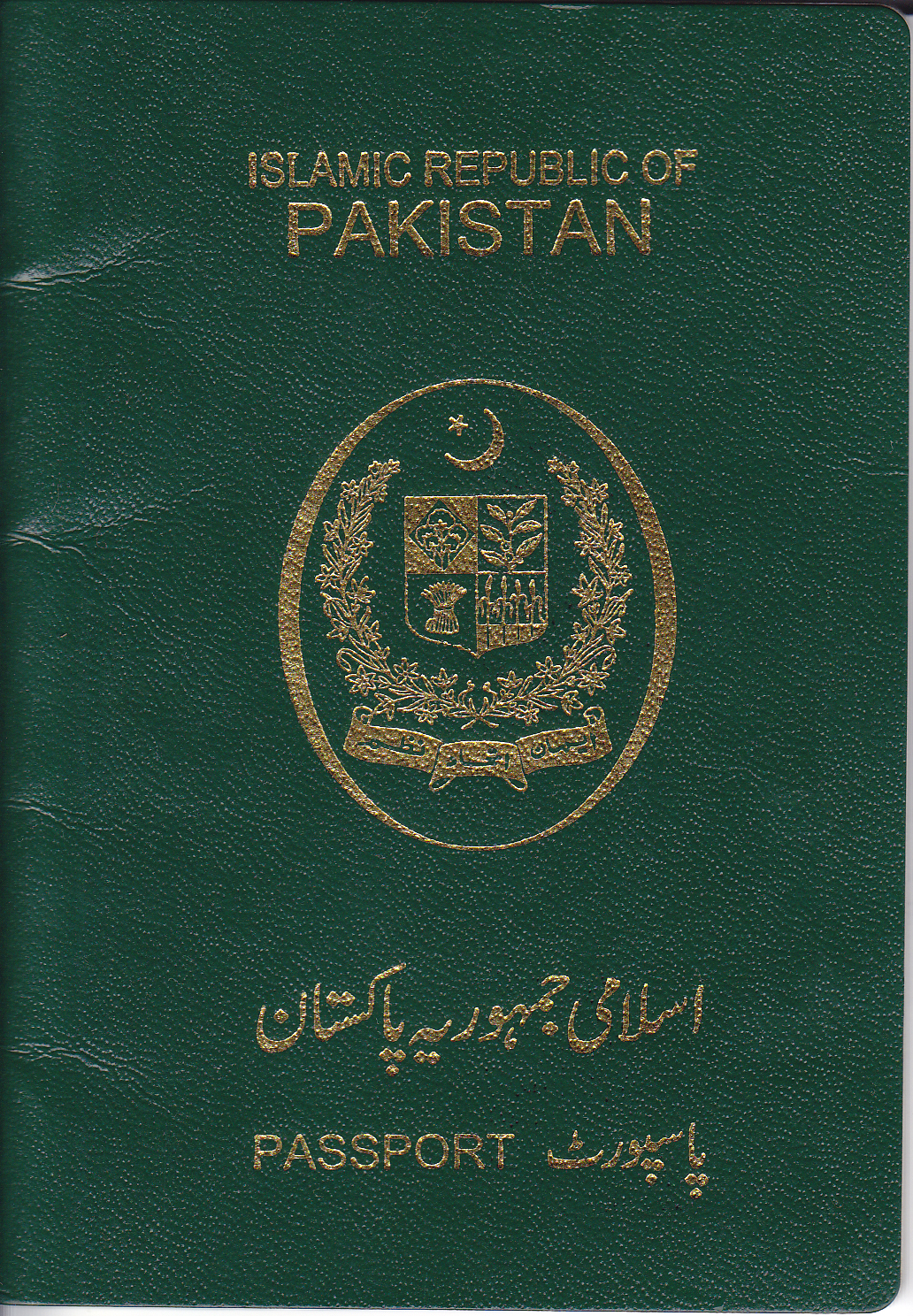
Pákistánský cestovní pas
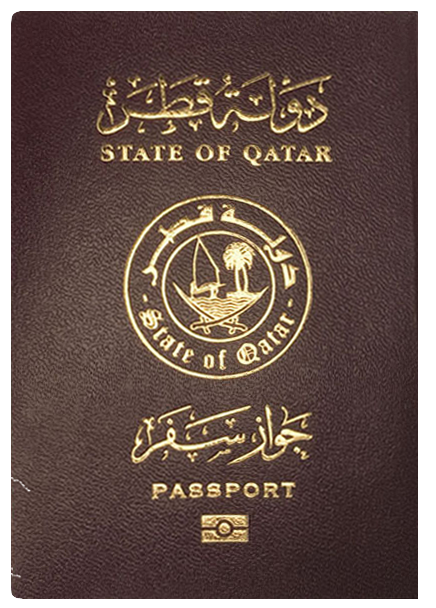
Katarský cestovní pas
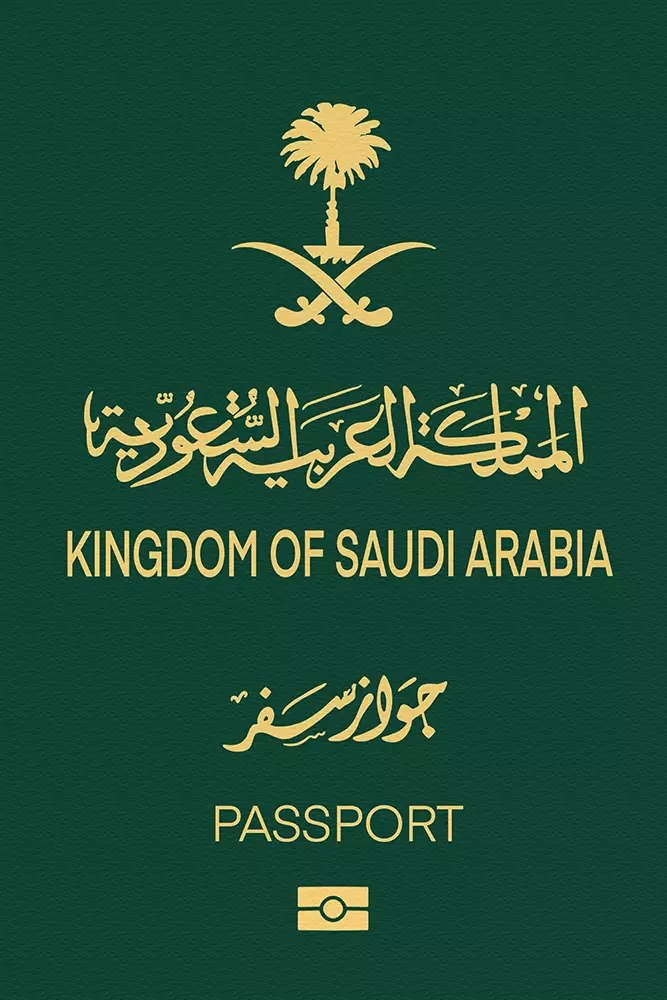
Saudský cestovní pas
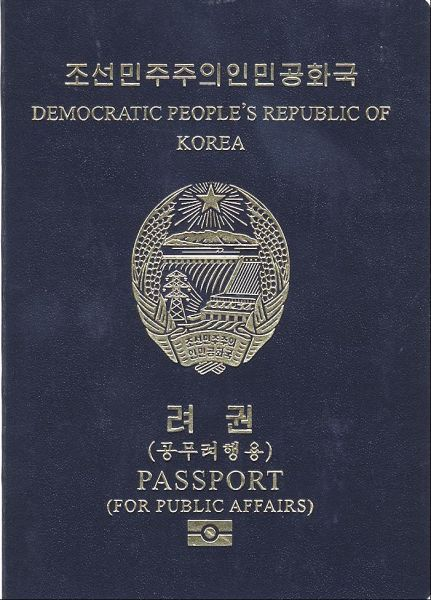
Severokorejský cestovní pas
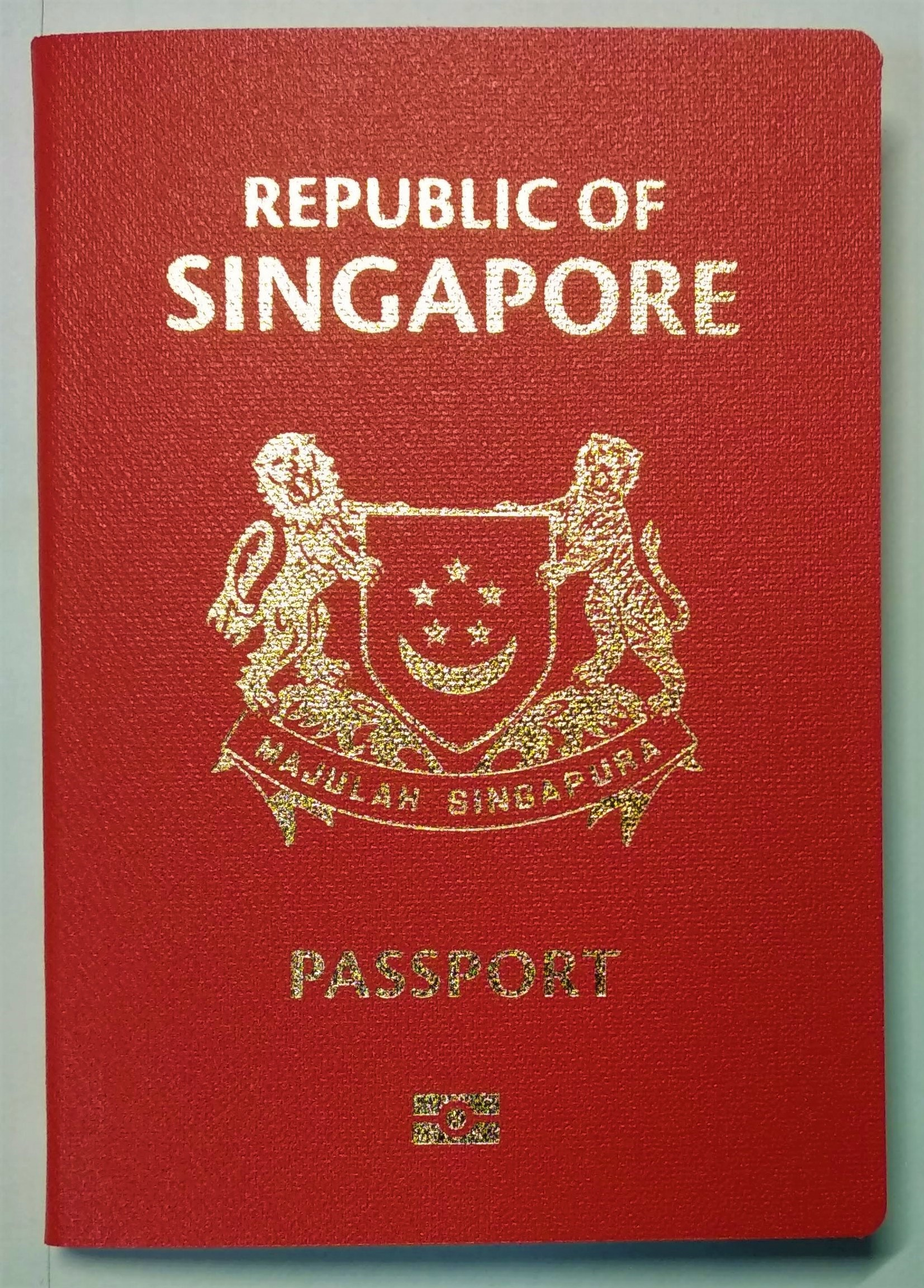
Singapurský cestovní pas
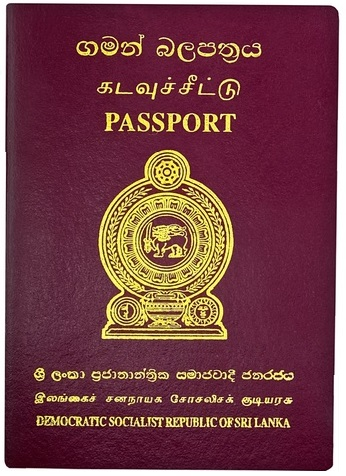
Srílanský cestovní pas
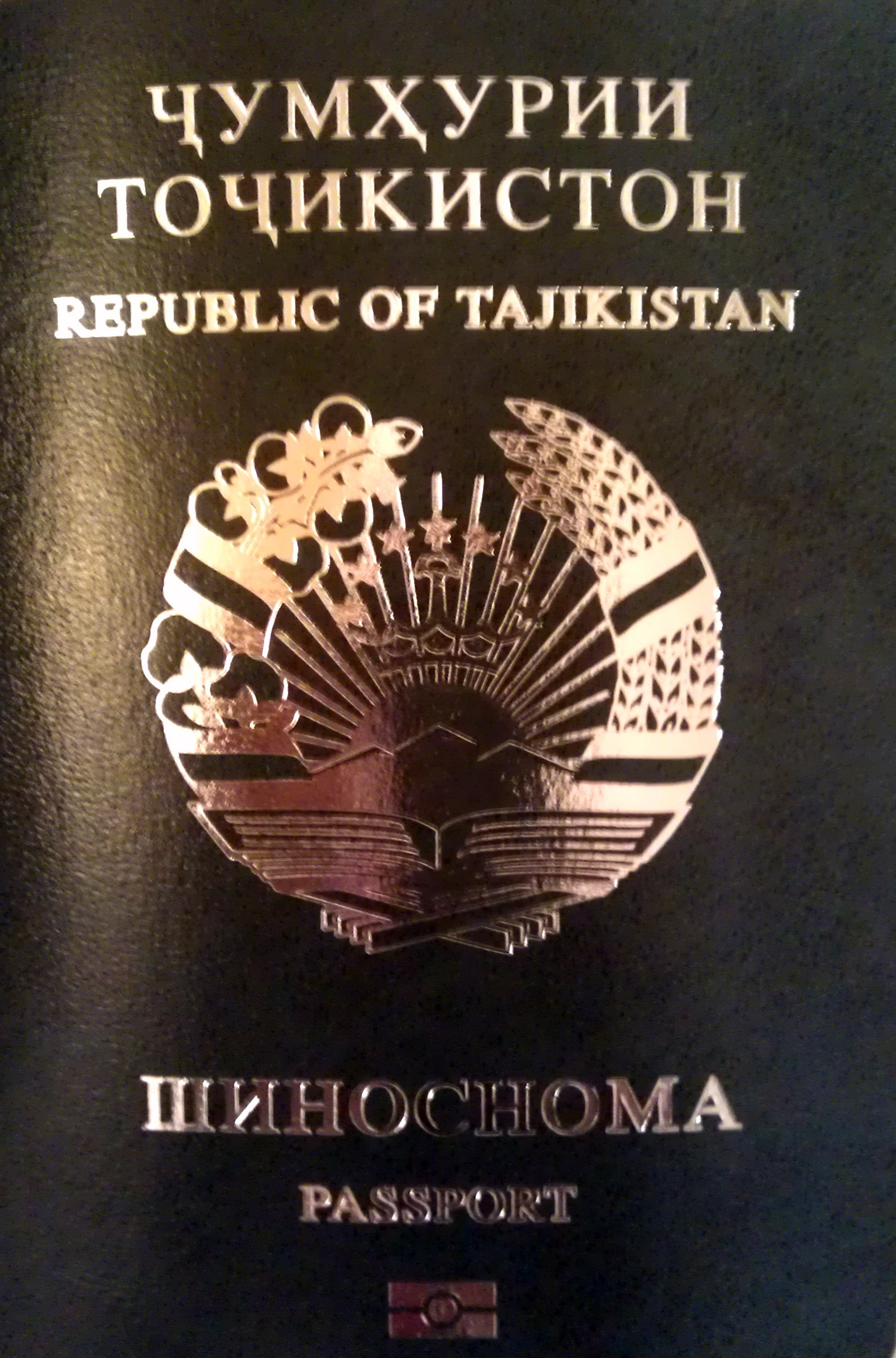
Tádžikistánský cestovní pas
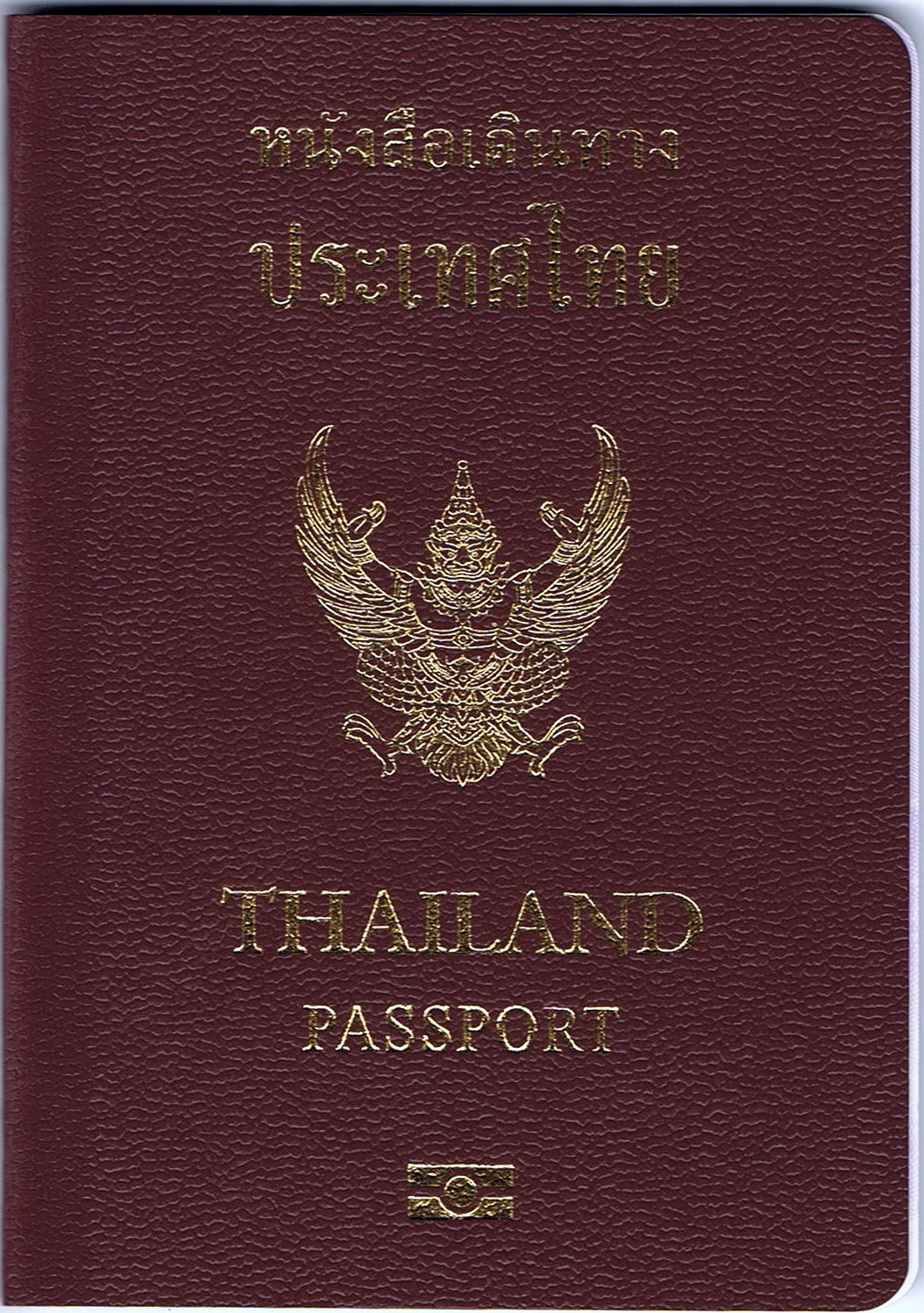
Thajský cestovní pas
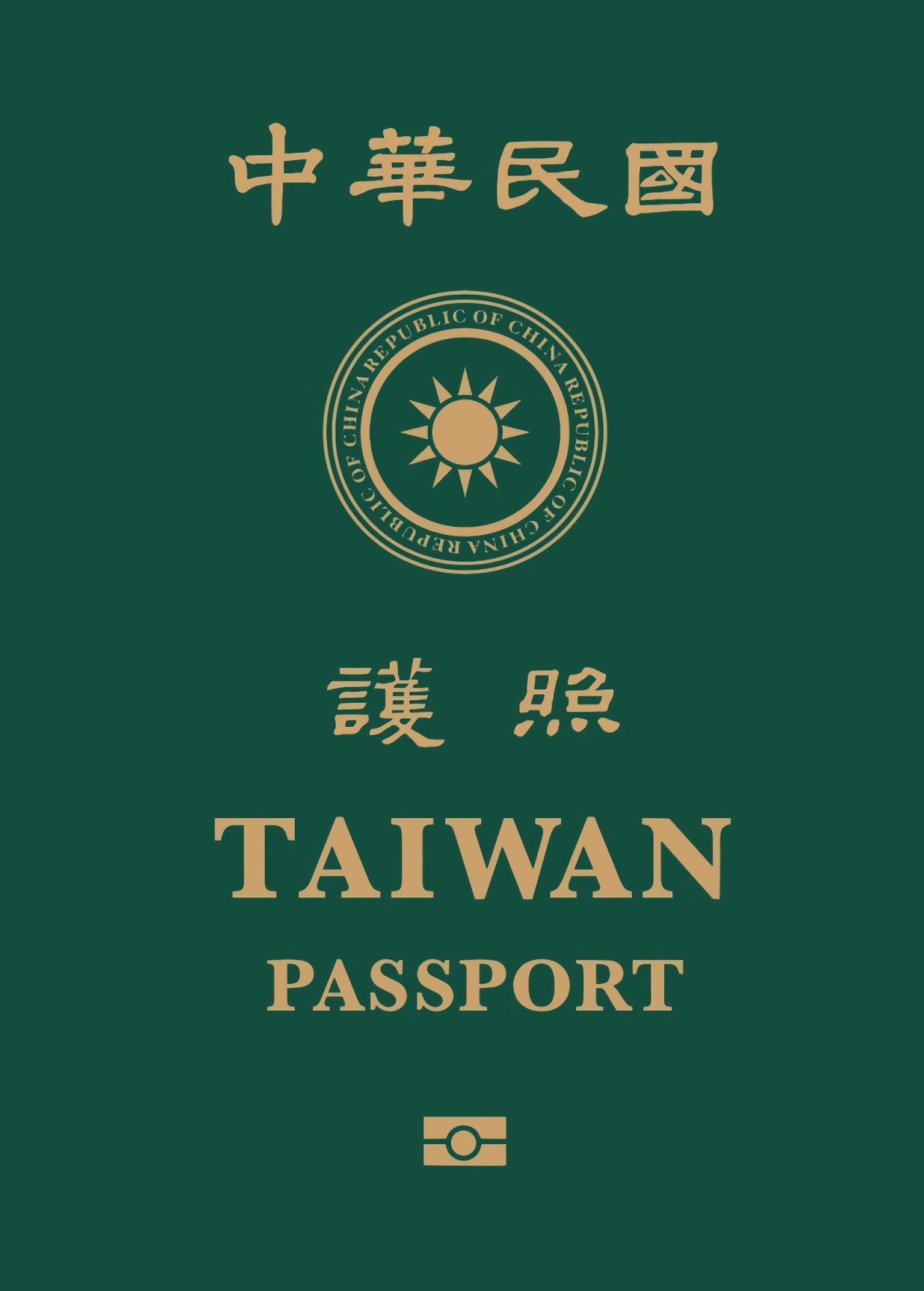
Tchajwanský cestovní pas
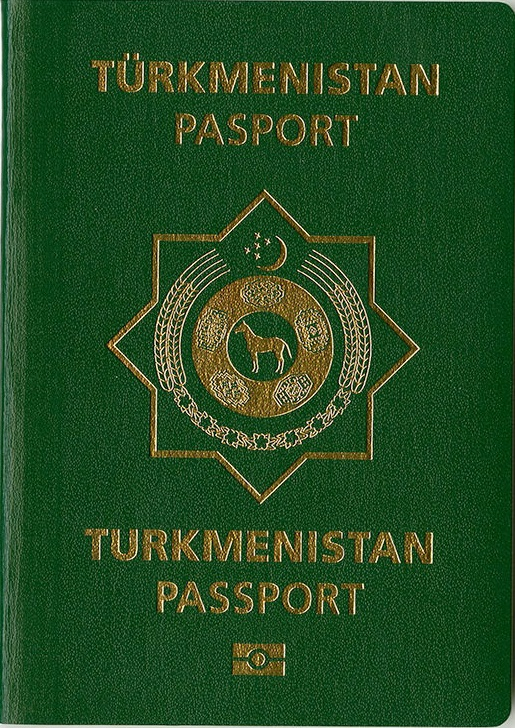
Turkmenský cestovní pas
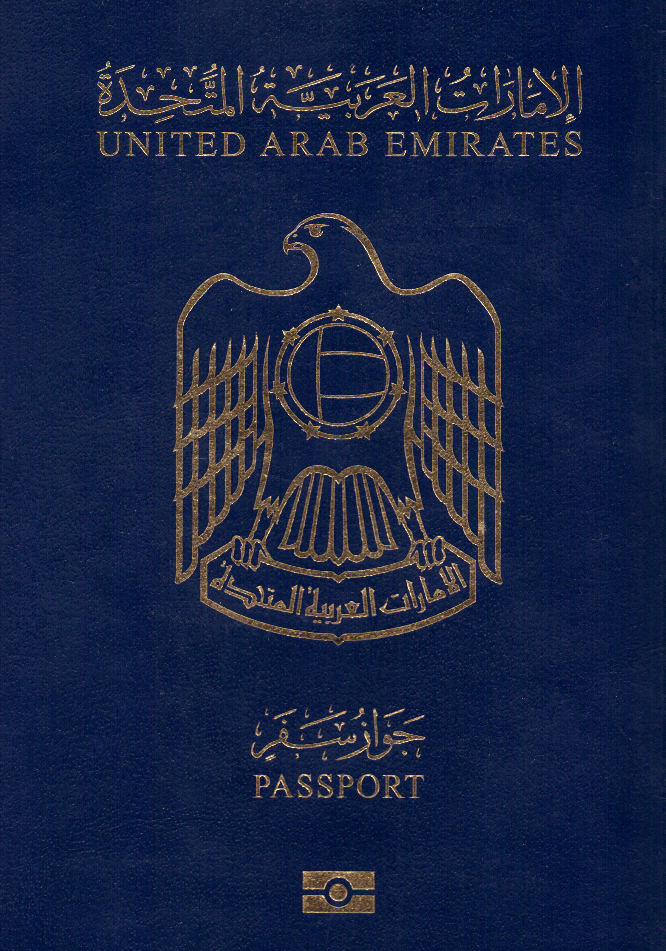
Cestovní pas Spojených arabských emirátů
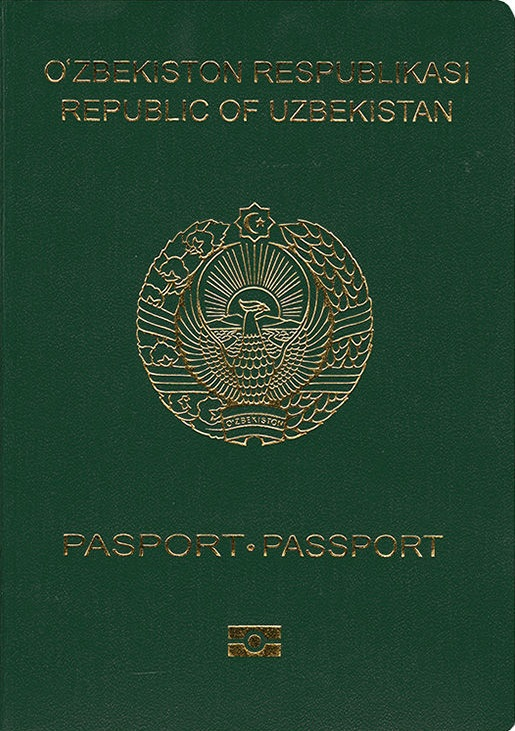
Uzbecký cestovní pas
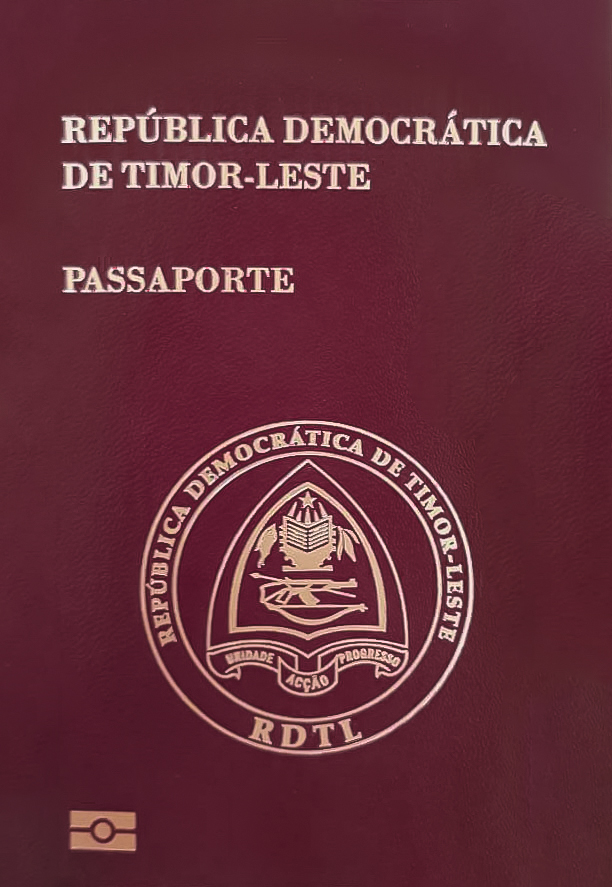
Východotimorský cestovní pas

### Evropa

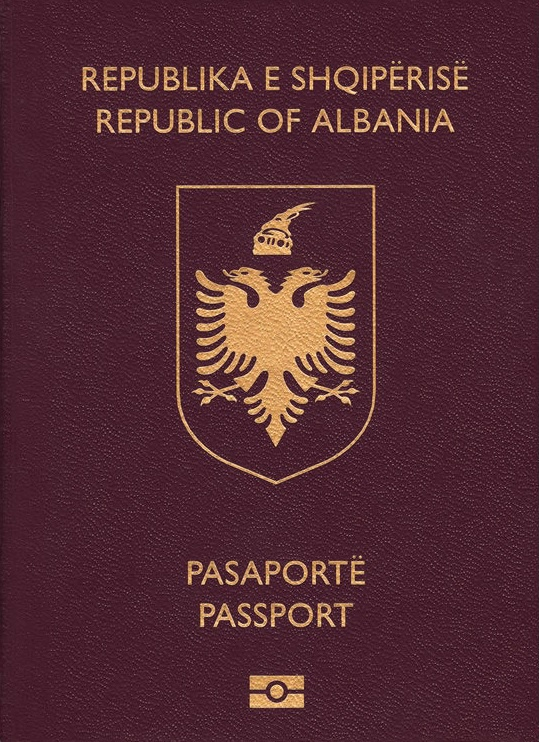
Albánský cestovní pas
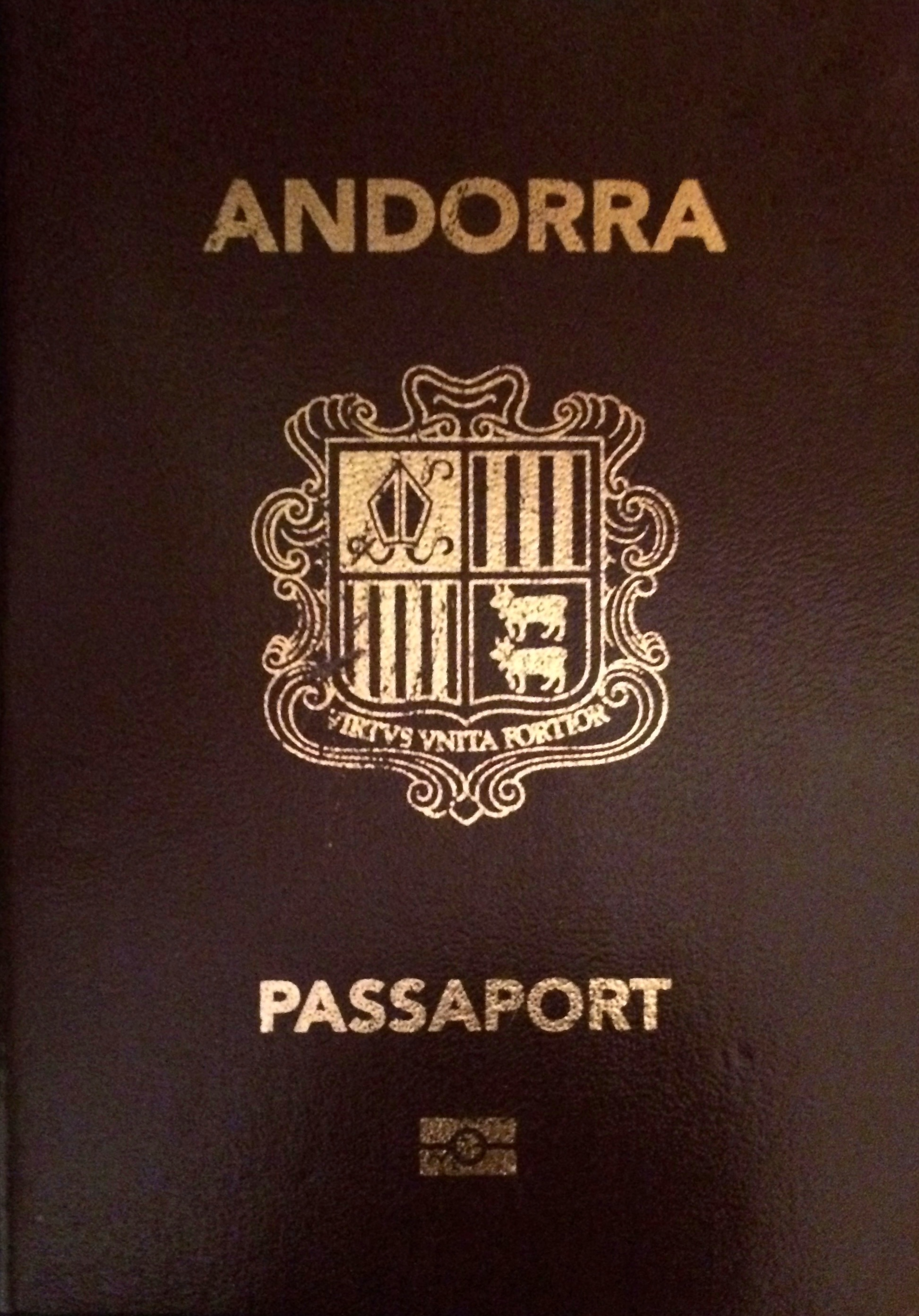
Andorrský cestovní pas
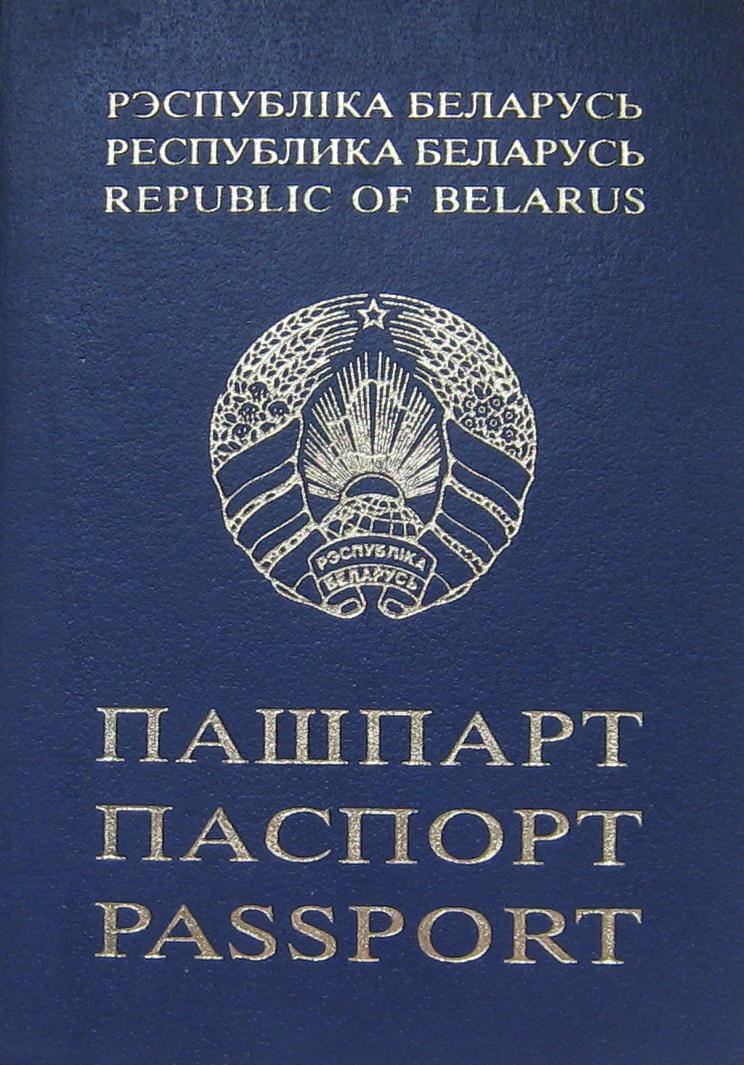
Běloruský cestovní pas
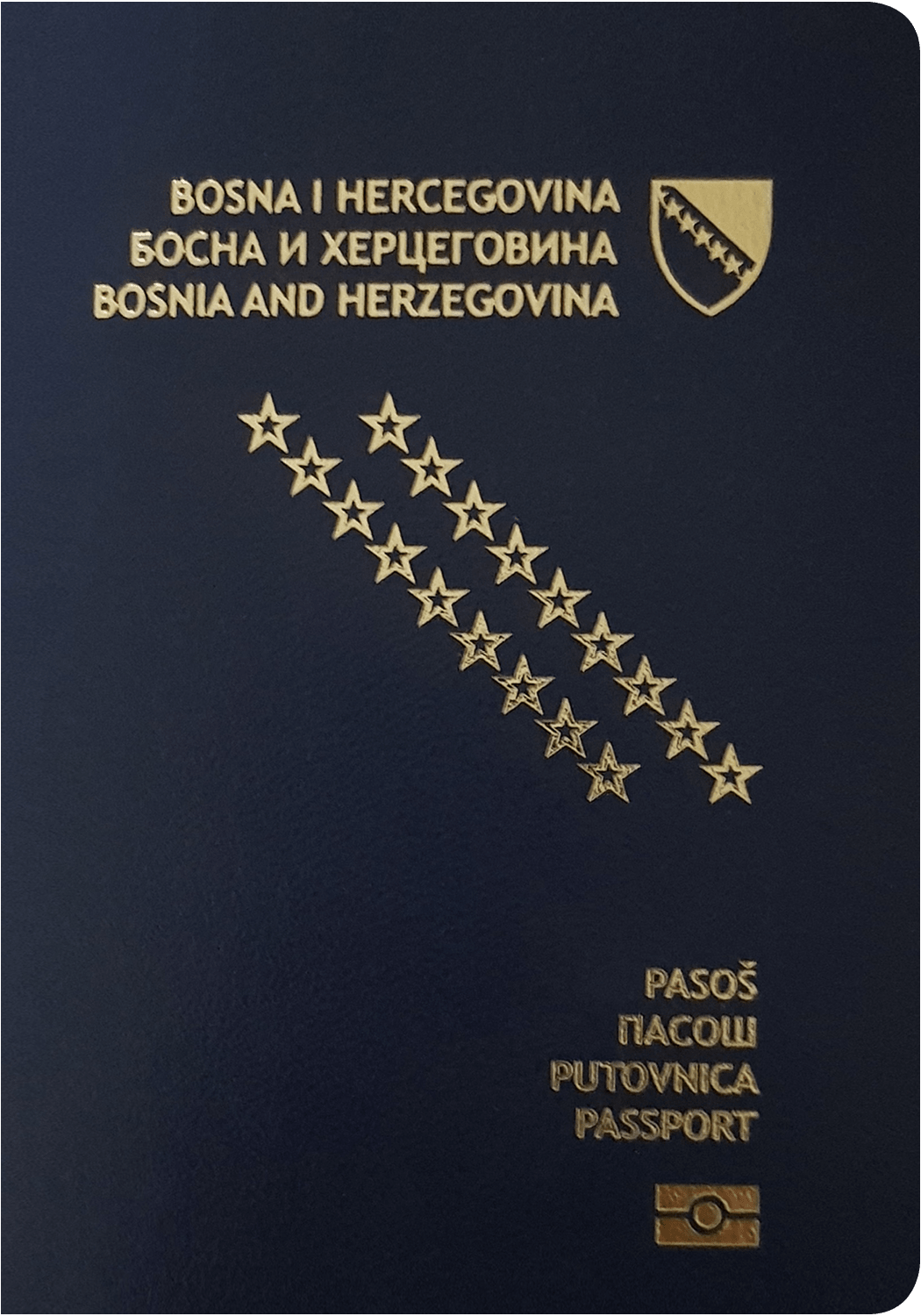
Bosenský cestovní pas
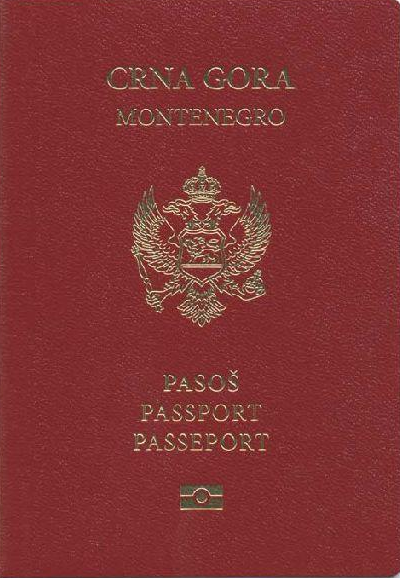
Černohorský cestovní pas
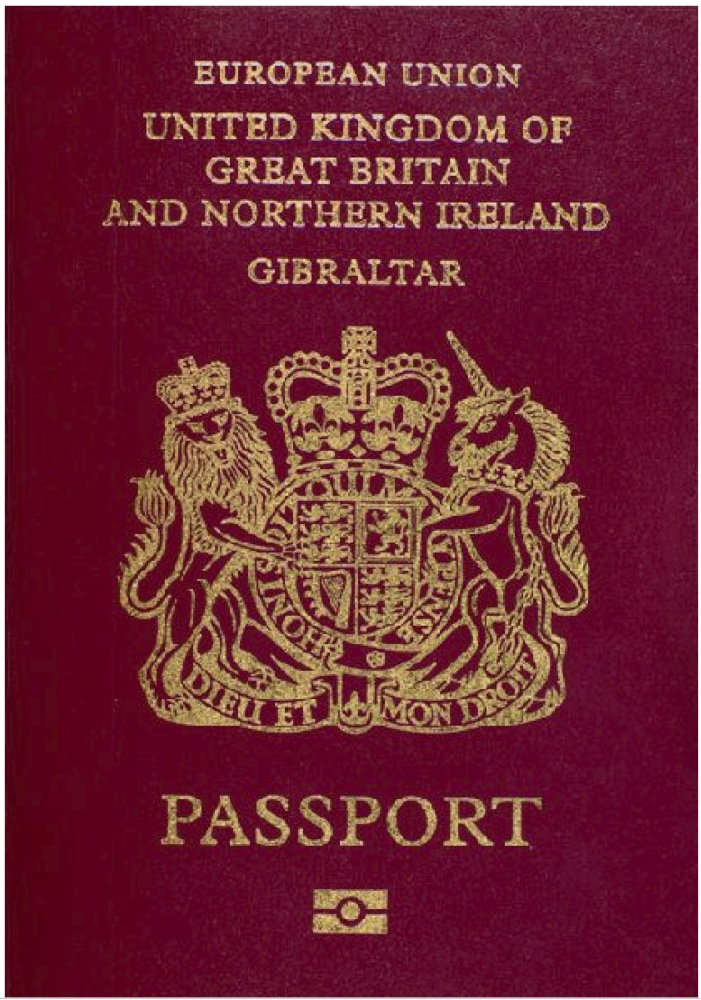
Gibraltarský cestovní pas
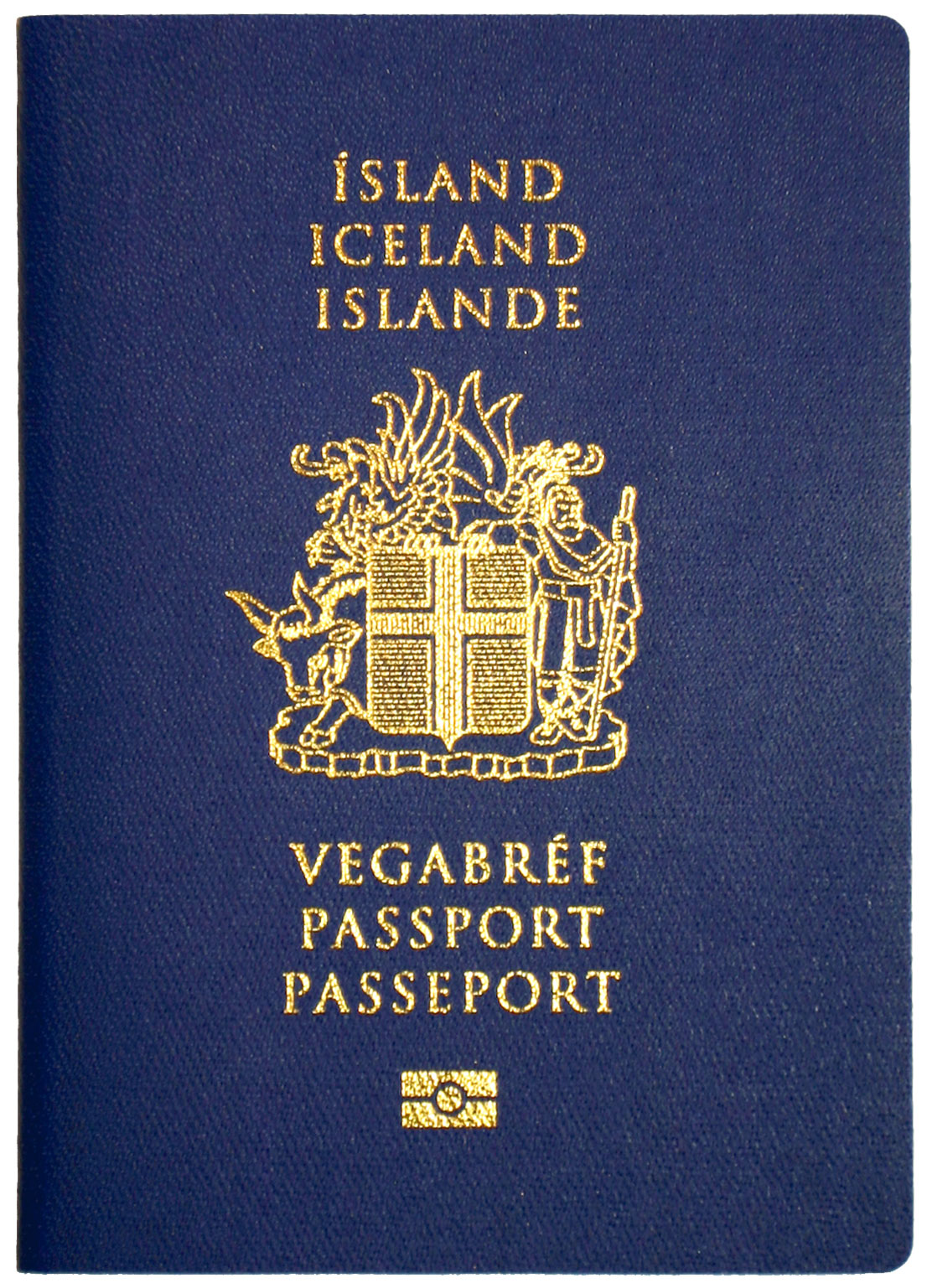
Islandský cestovní pas
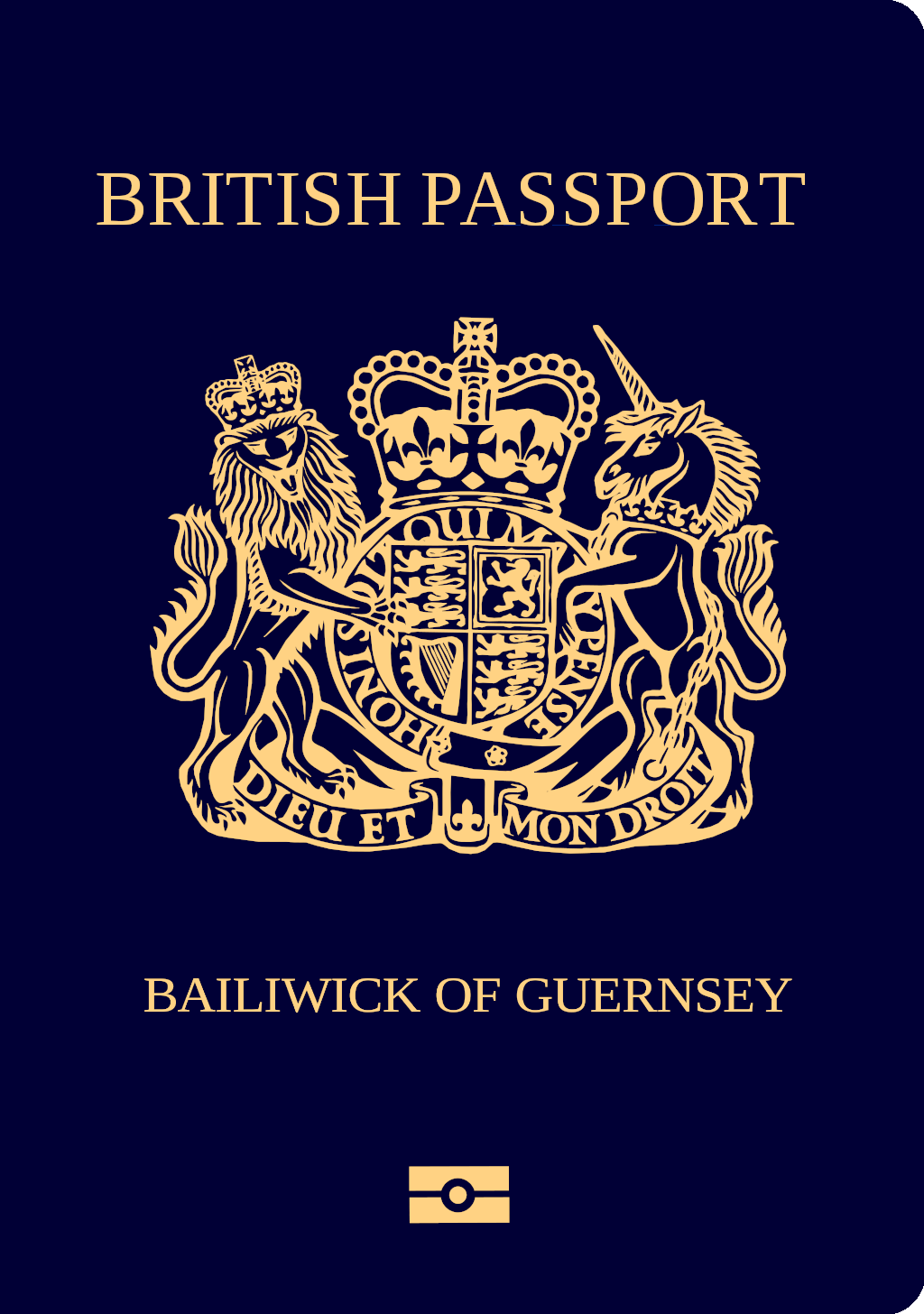
Jerseyský cestovní pas
Kosovský cestovní pas
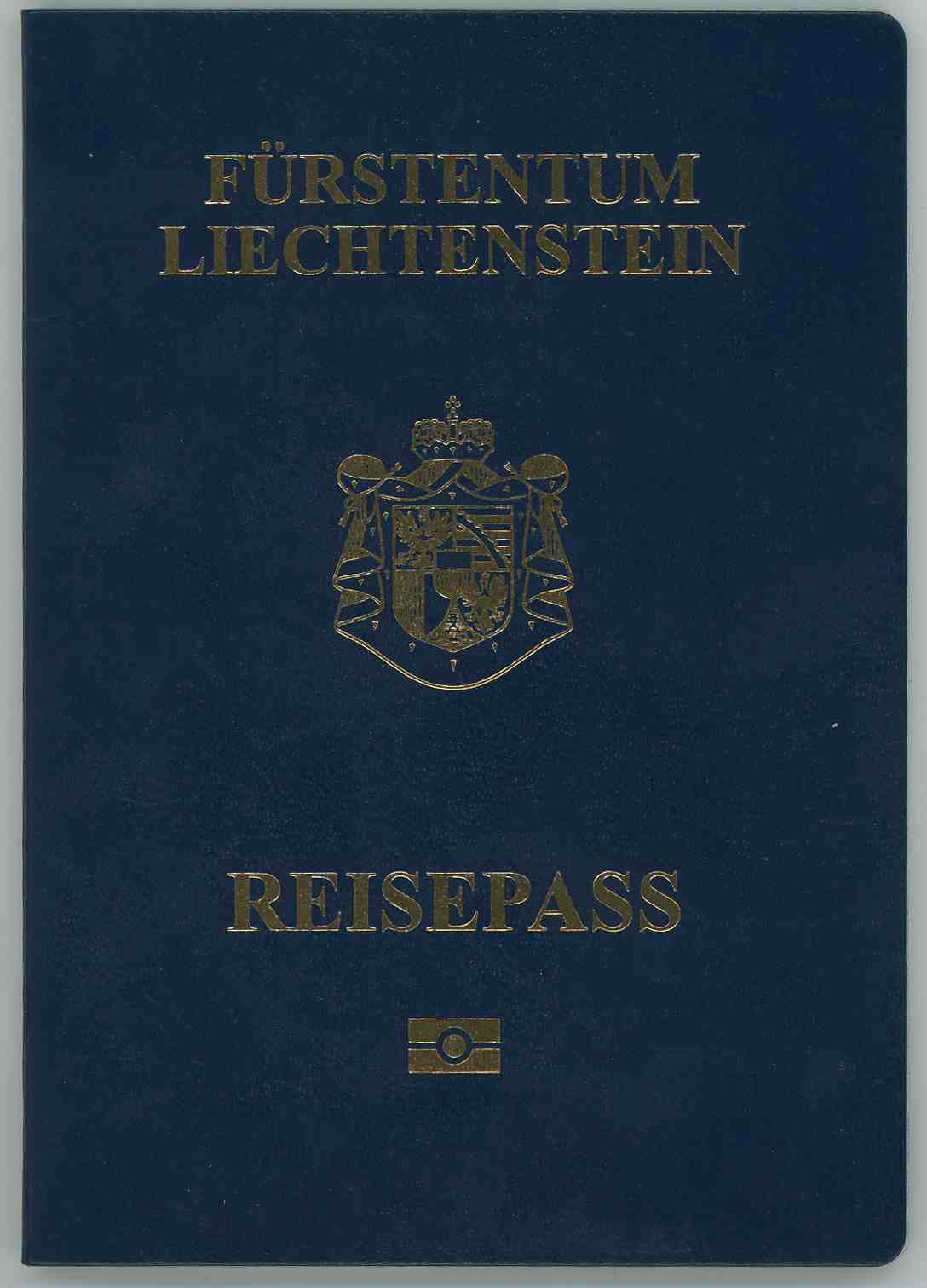
Lichtenštejnský cestovní pas
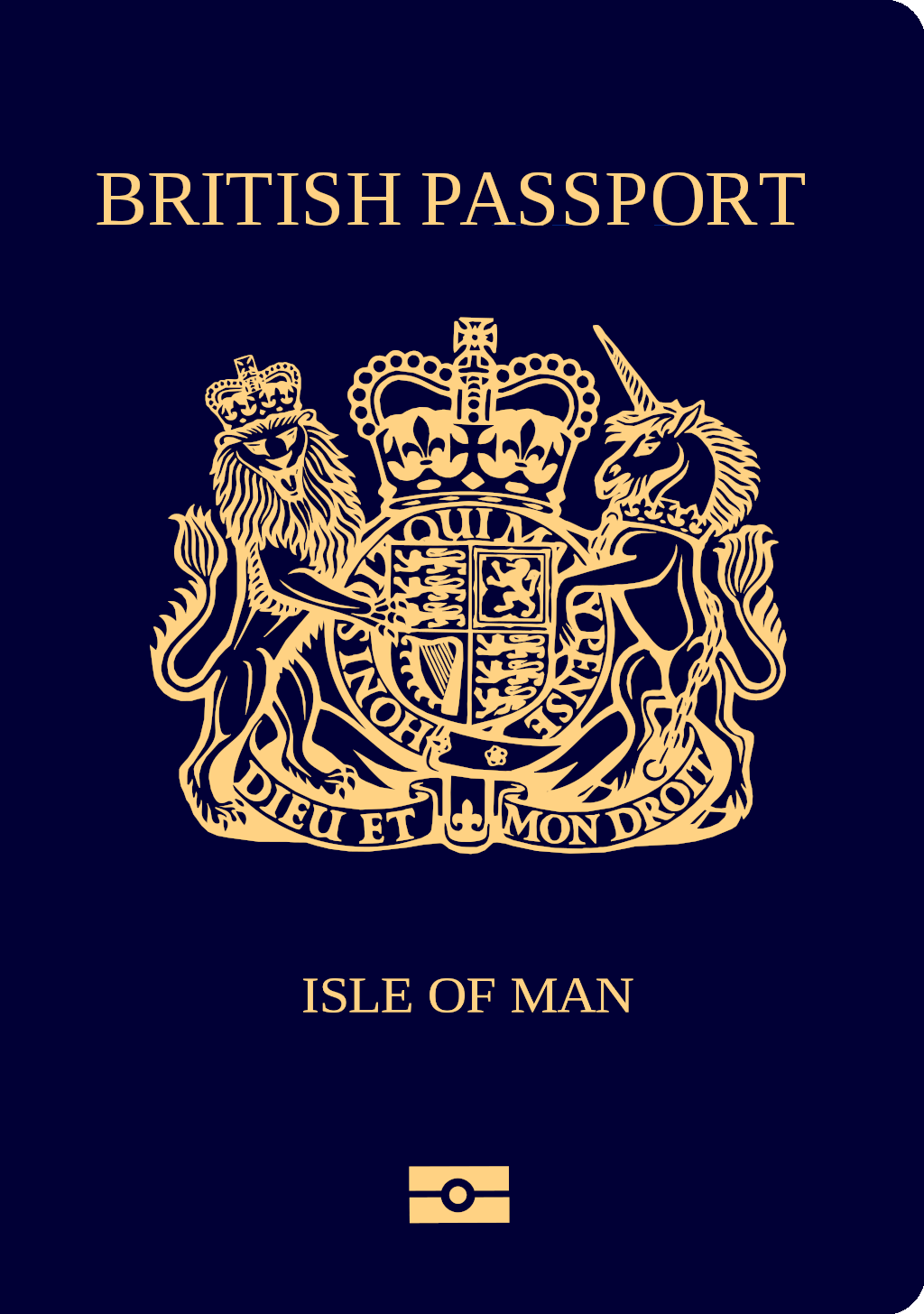
Manský cestovní pas
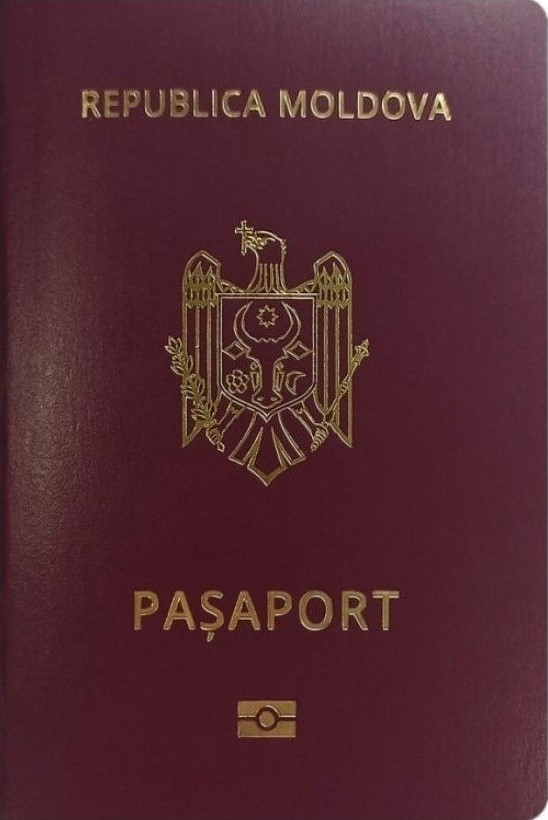
Moldavský cestovní pas
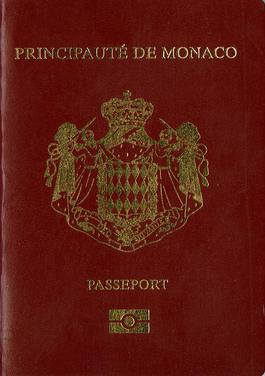
Monacký cestovní pas
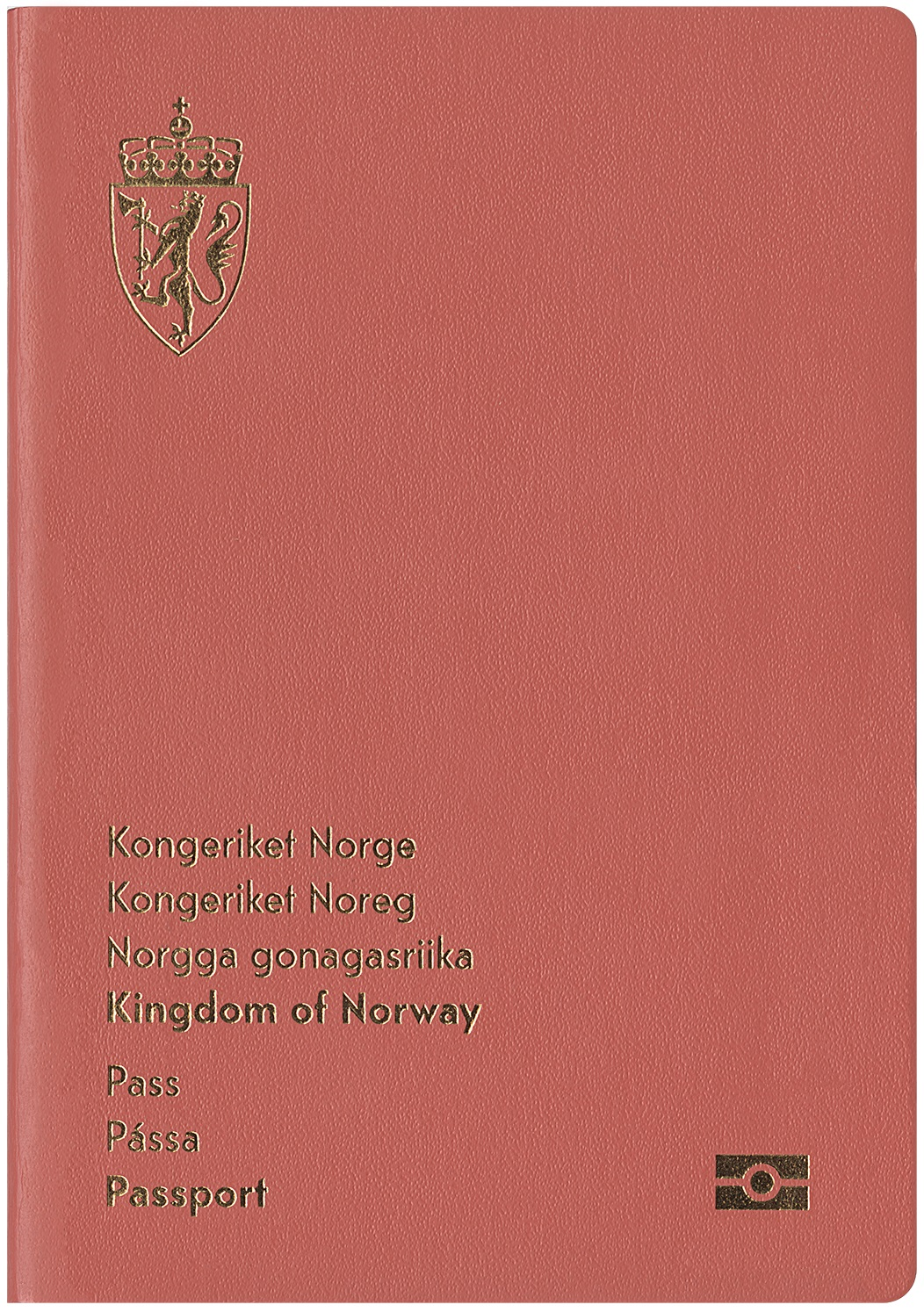
Norský cestovní pas
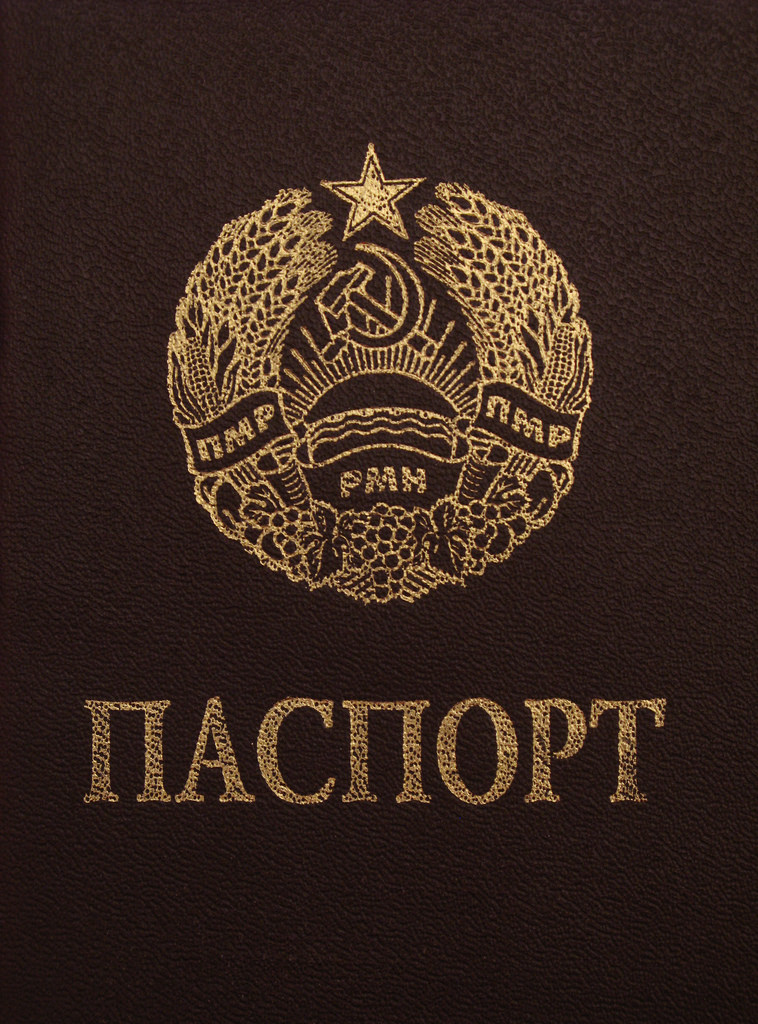
Podněsterský cestovní pas
Ruský cestovní pas
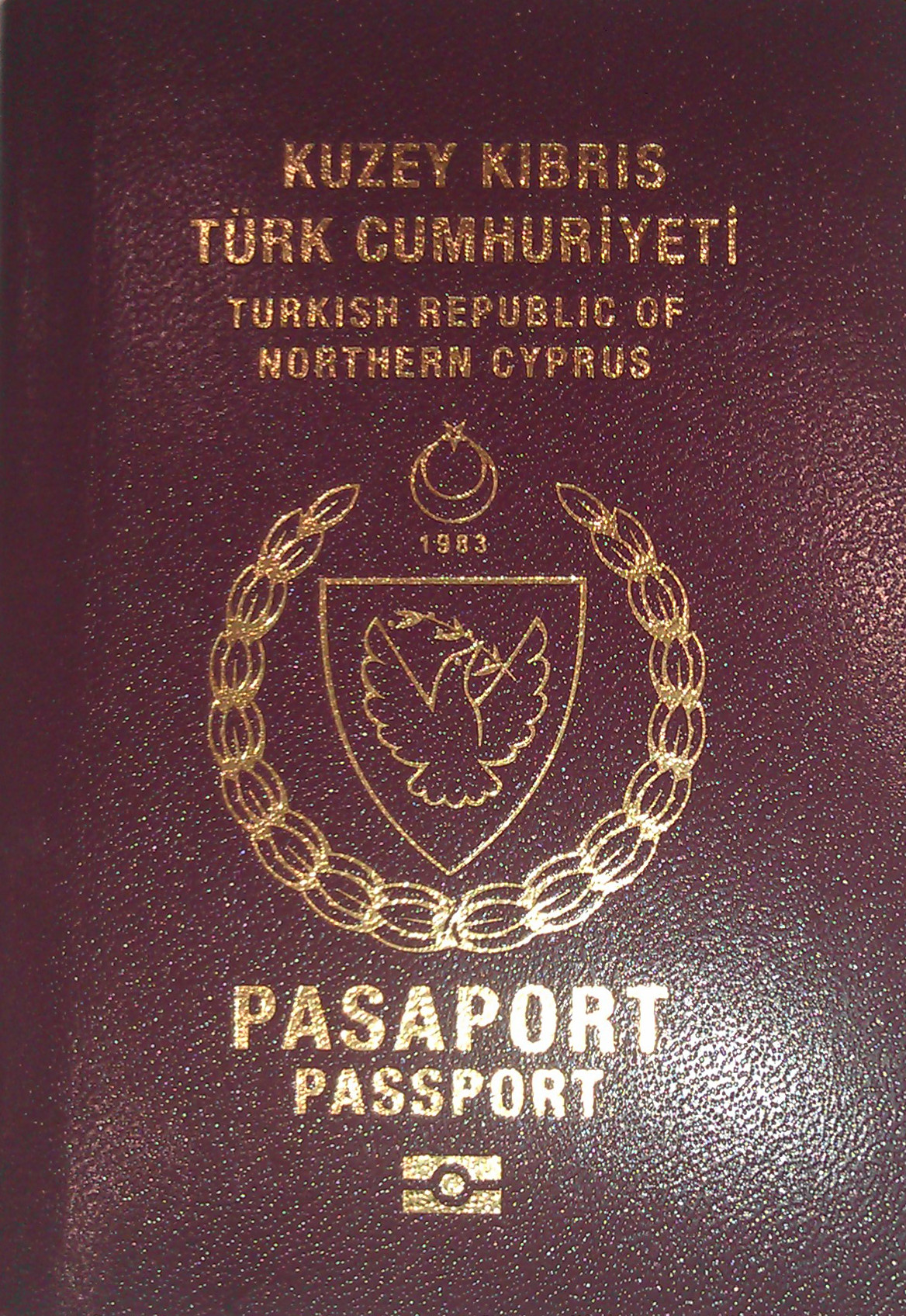
Severokyperský cestovní pas
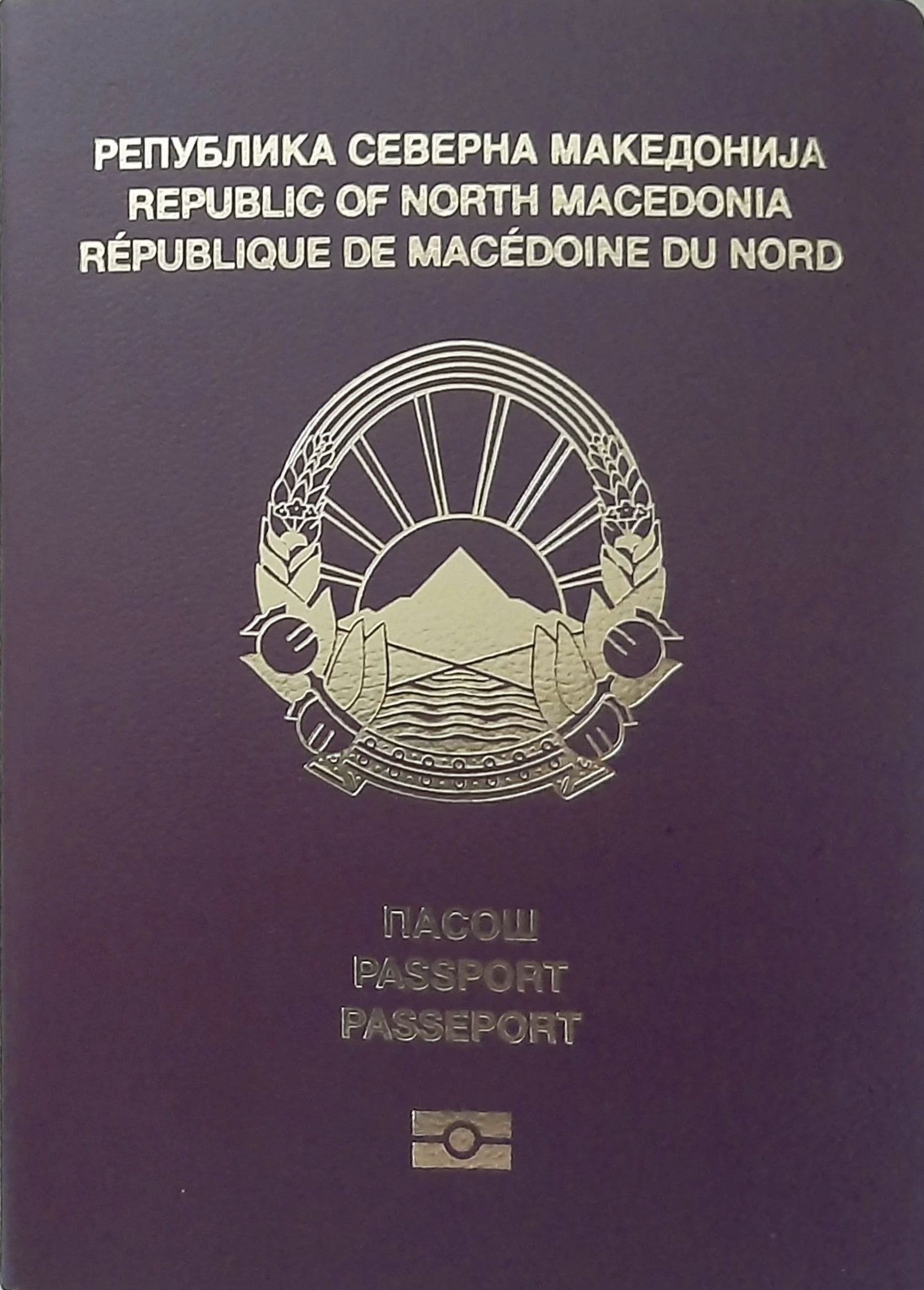
Severomakedonský cestovní pas
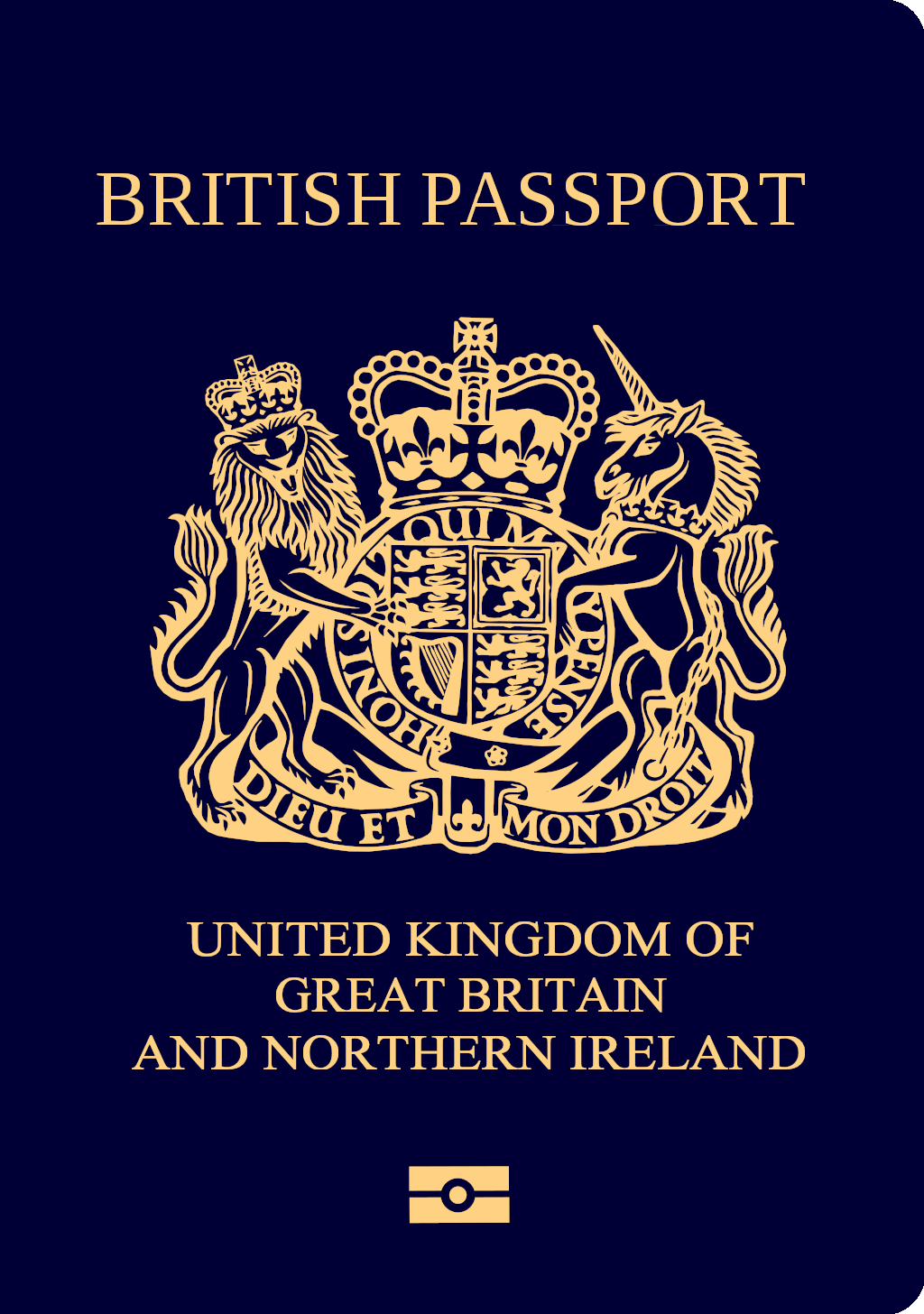
Cestovní pas Spojeného království
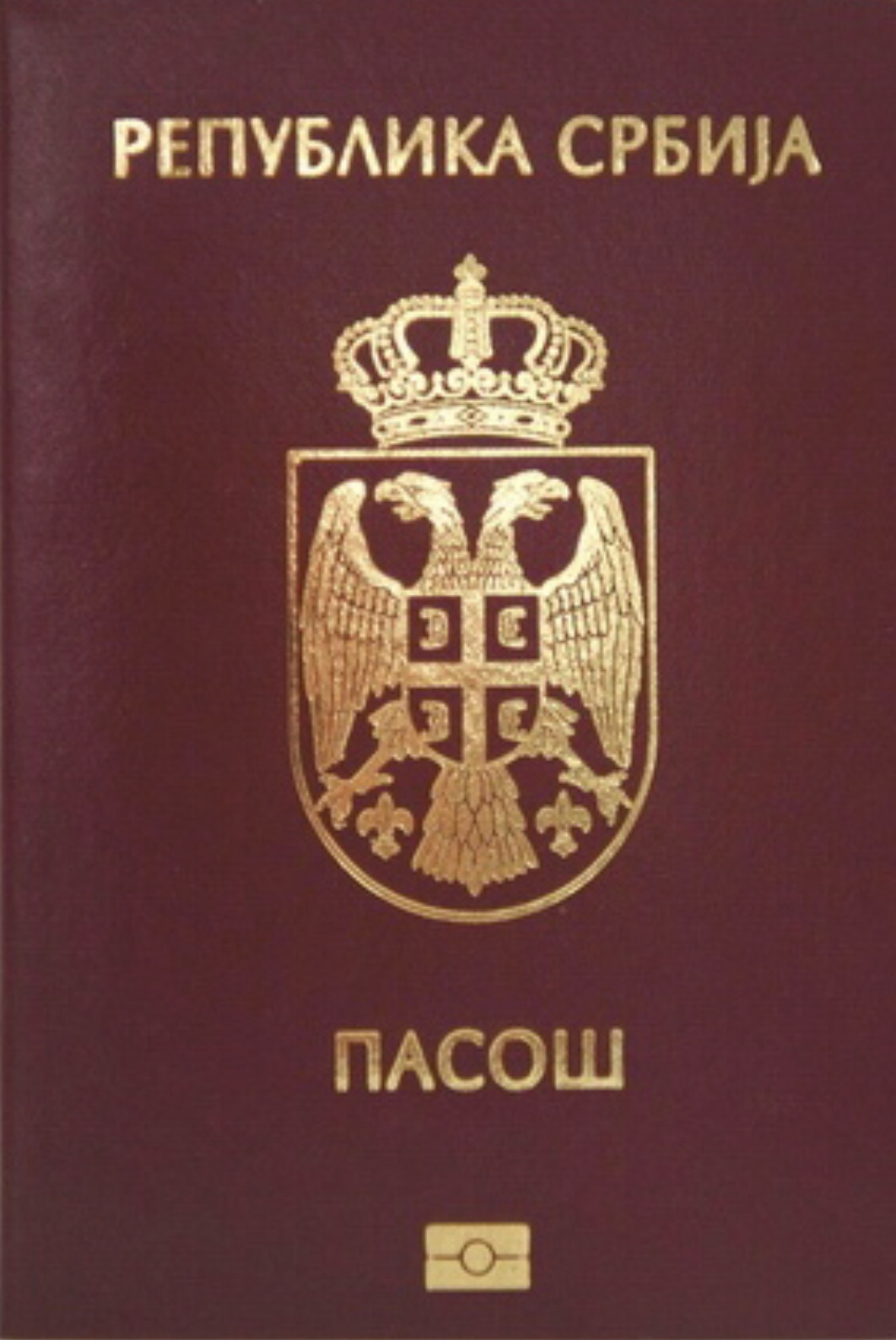
Srbský cestovní pas
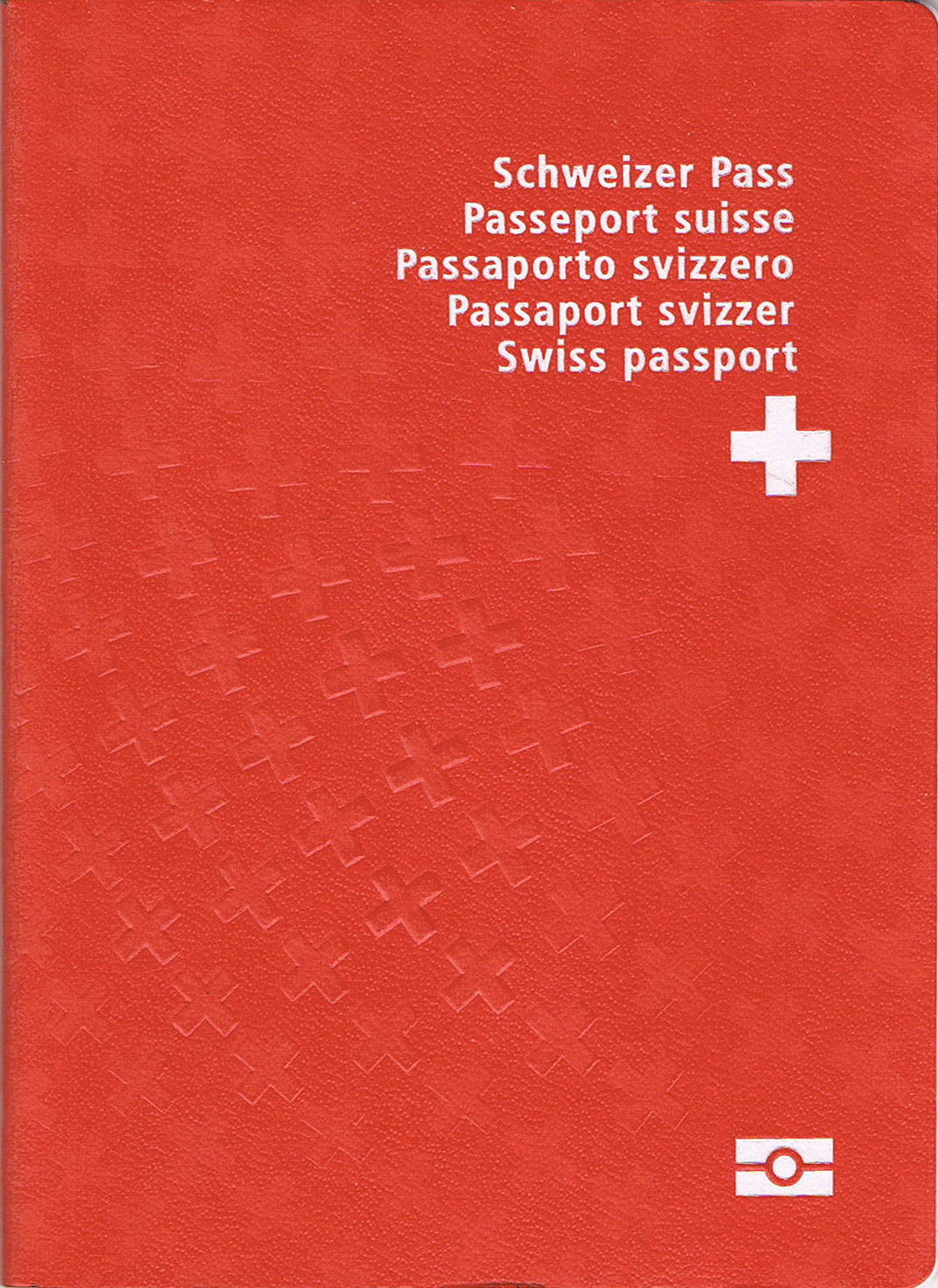
Švýcarský cestovní pas
Turecký cestovní pas
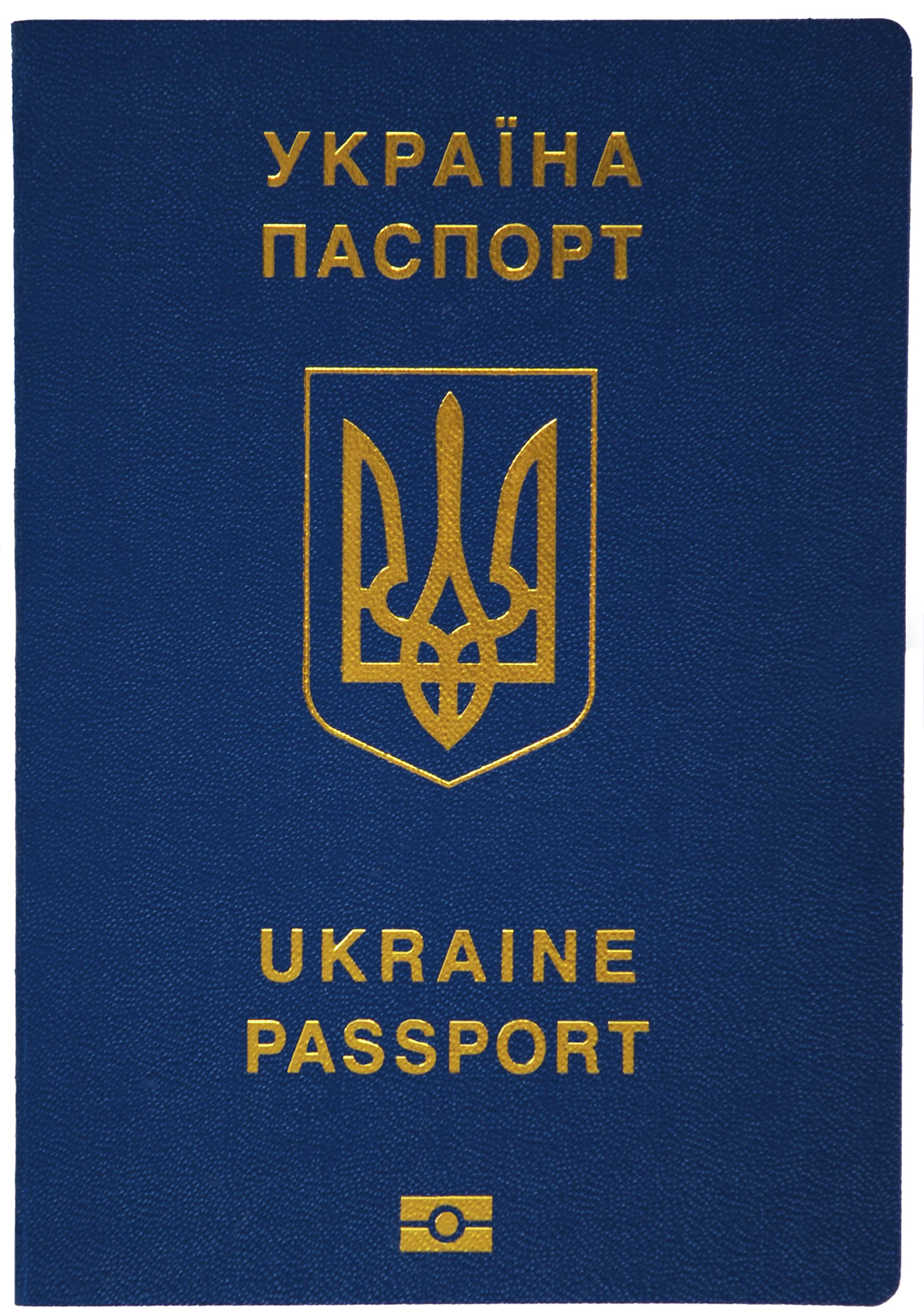
Ukrajinský cestovní pas
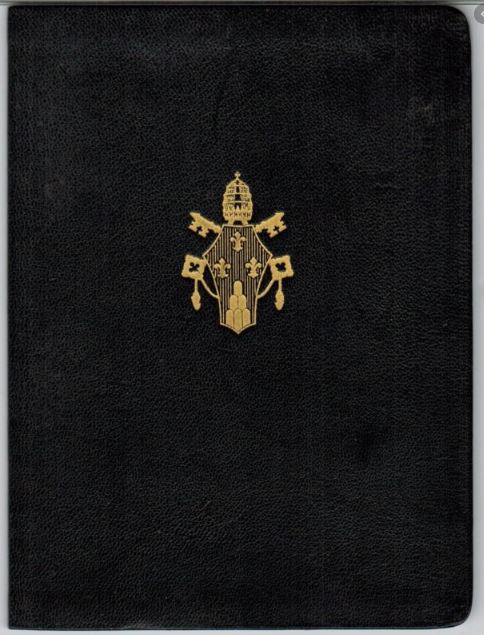
Vatikánský cestovní pas

#### Evropská unie

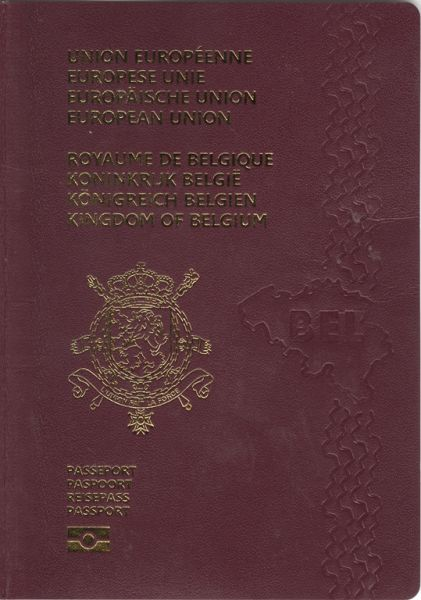
Belgický cestovní pas
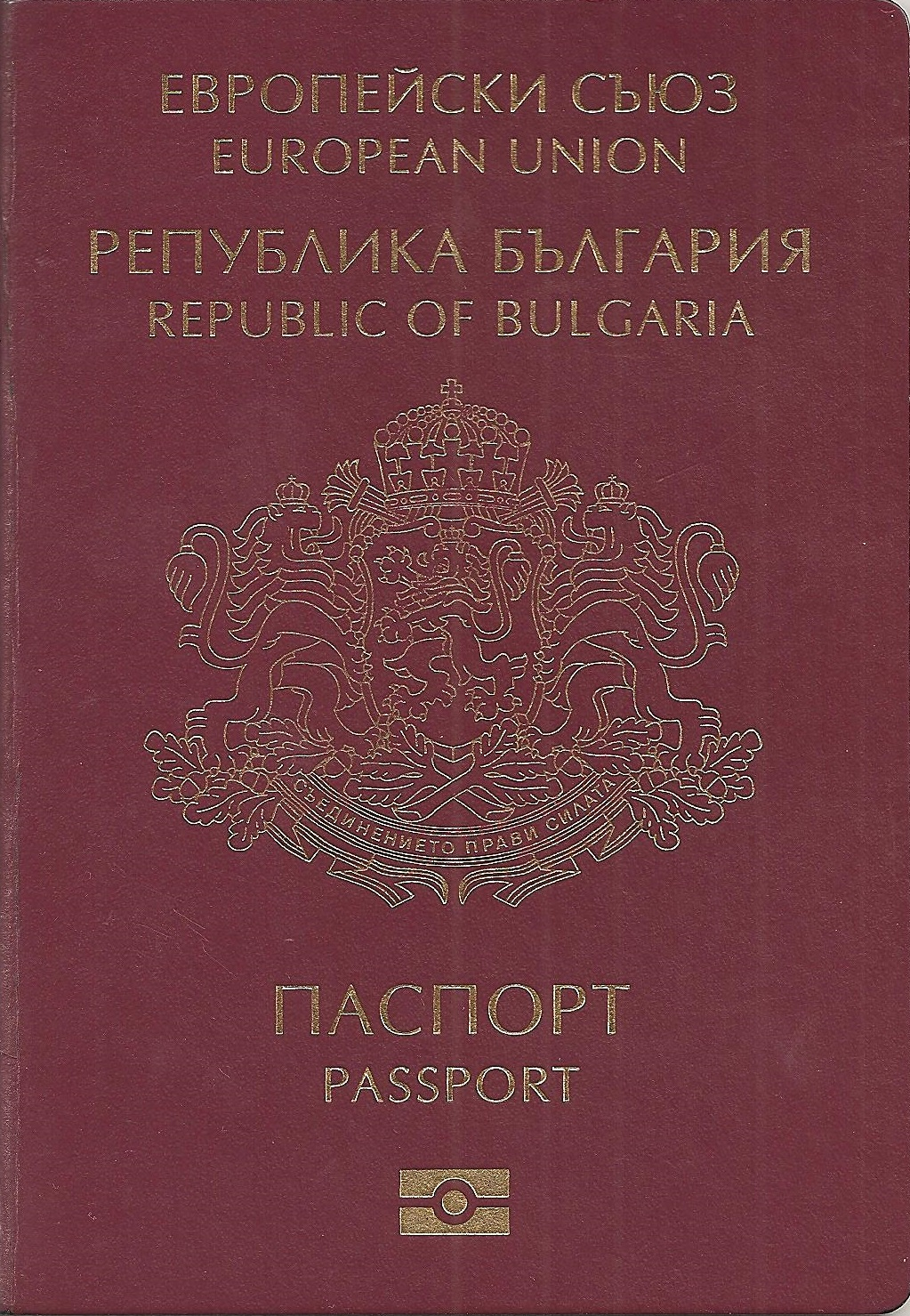
Bulharský cestovní pas
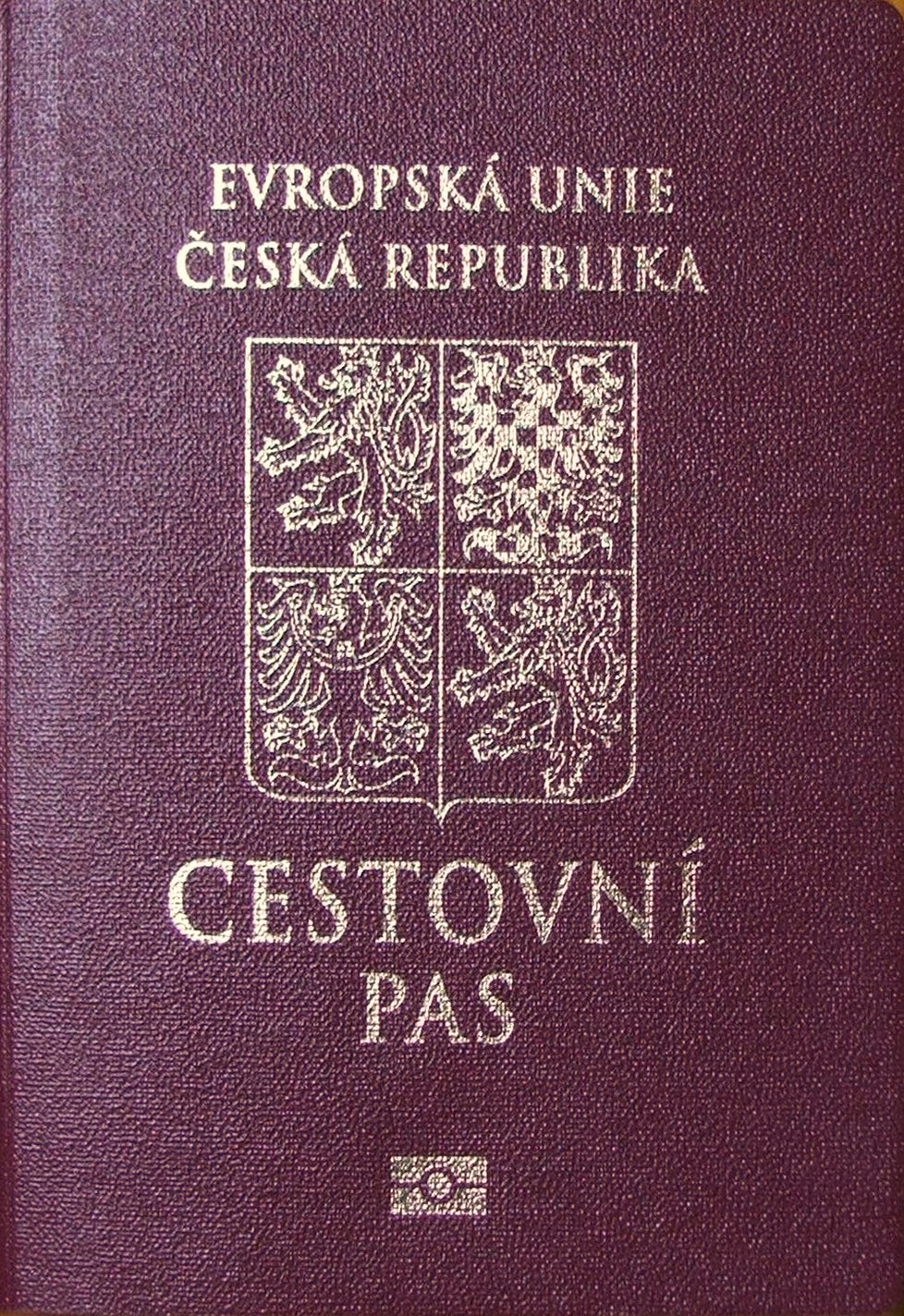
Český cestovní pas
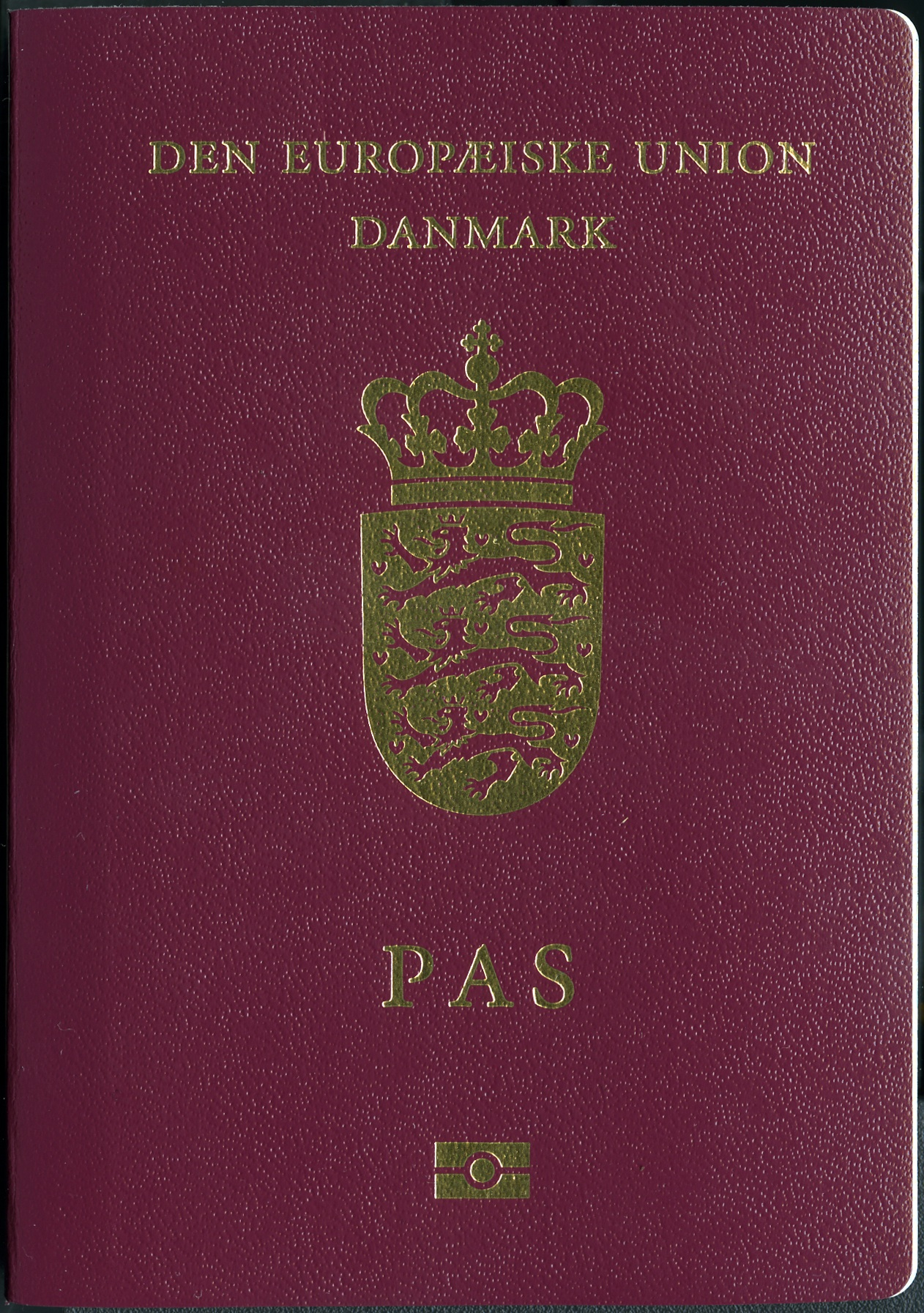
Dánský cestovní pas
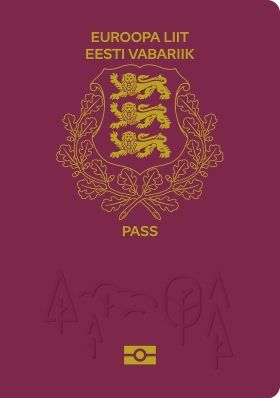
Estonský cestovní pas
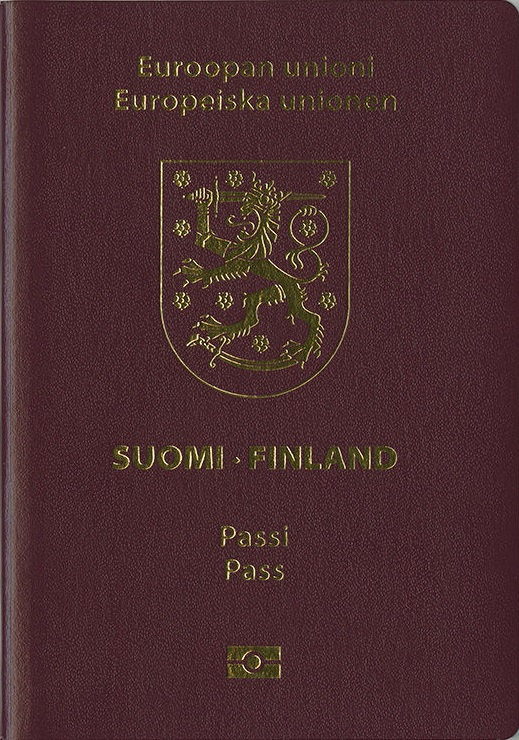
Finský cestovní pas
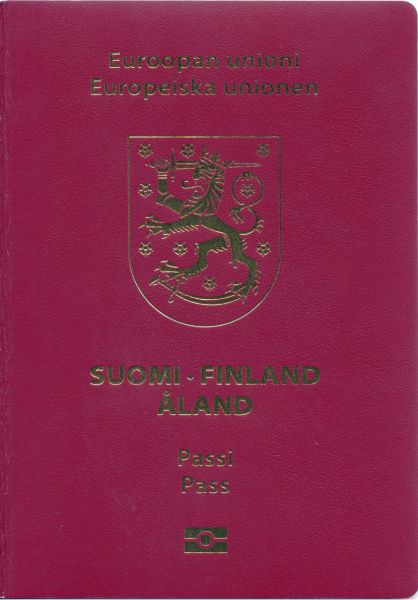
Alandský cestovní pas
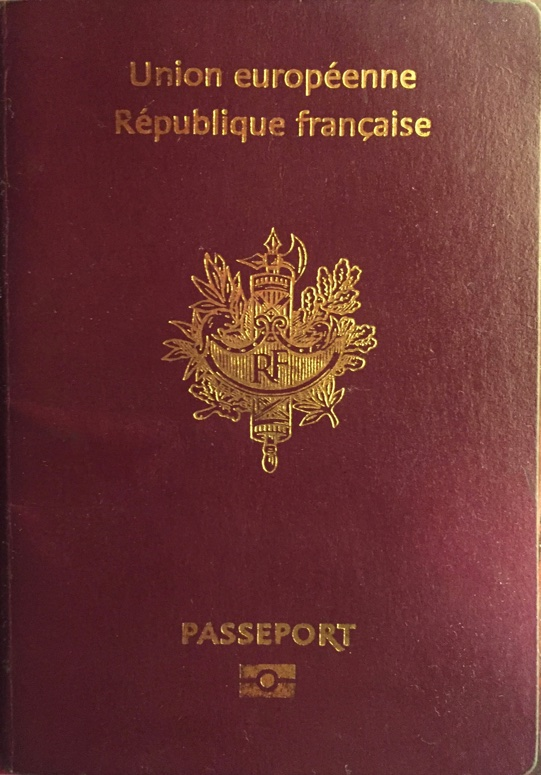
Francouzský cestovní pas
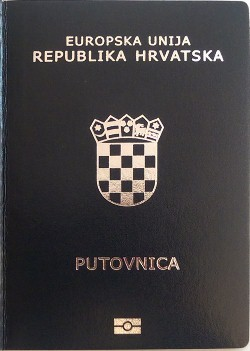
Chorvatský cestovní pas
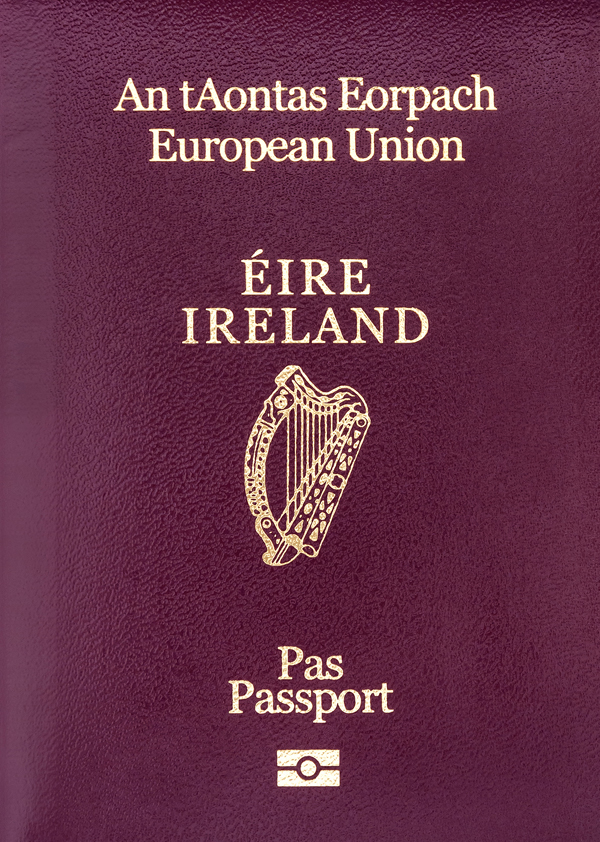
Irský cestovní pas
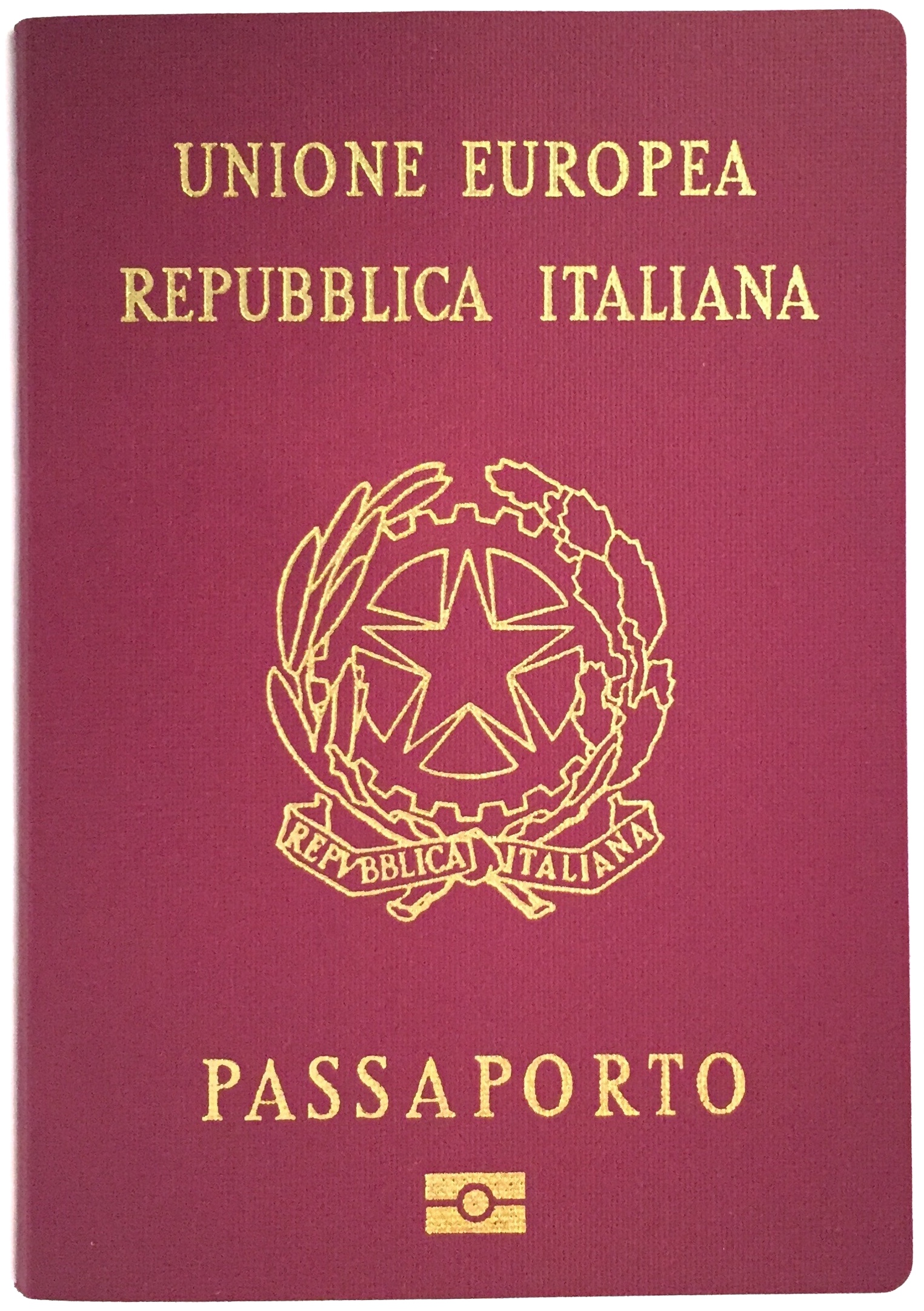
Italský cestovní pas
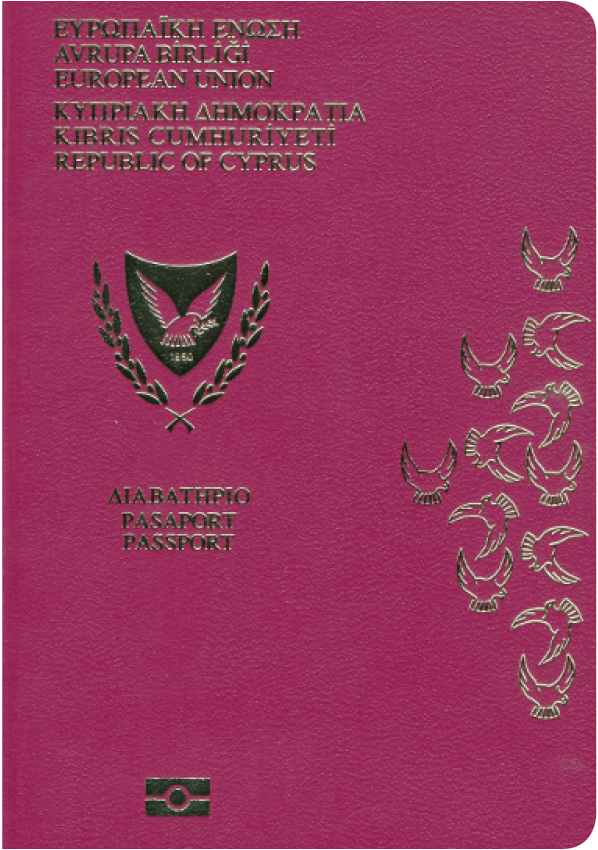
Kyperský cestovní pas
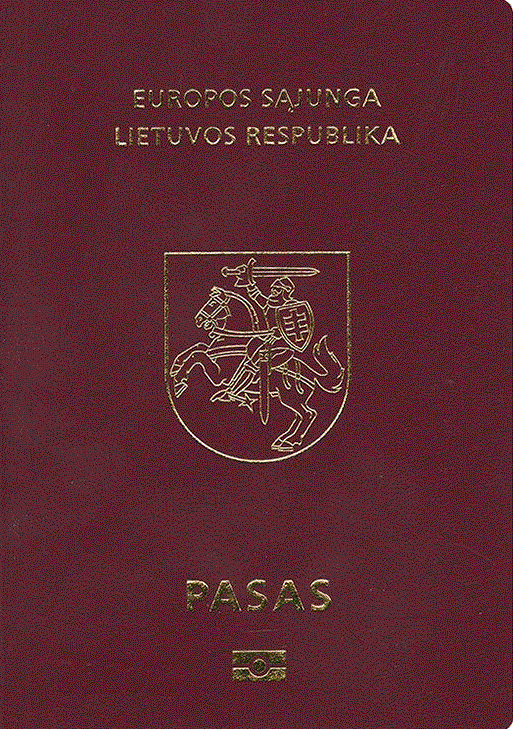
Litevský cestovní pas
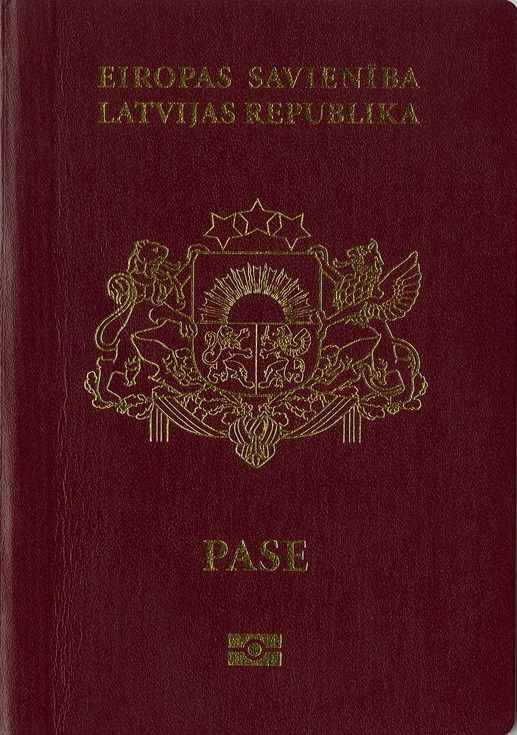
Lotyšský cestovní pas
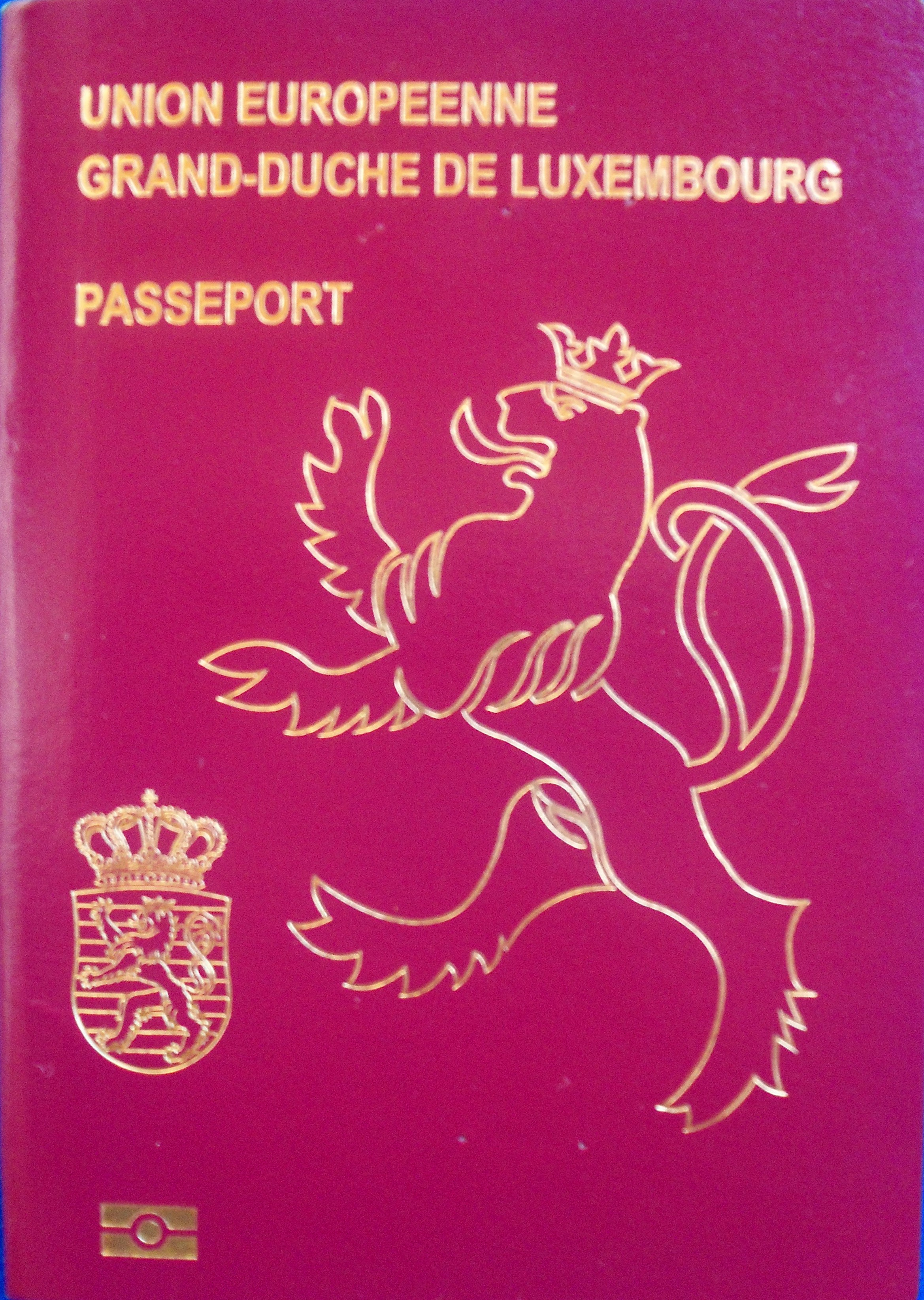
Lucemburský cestovní pas
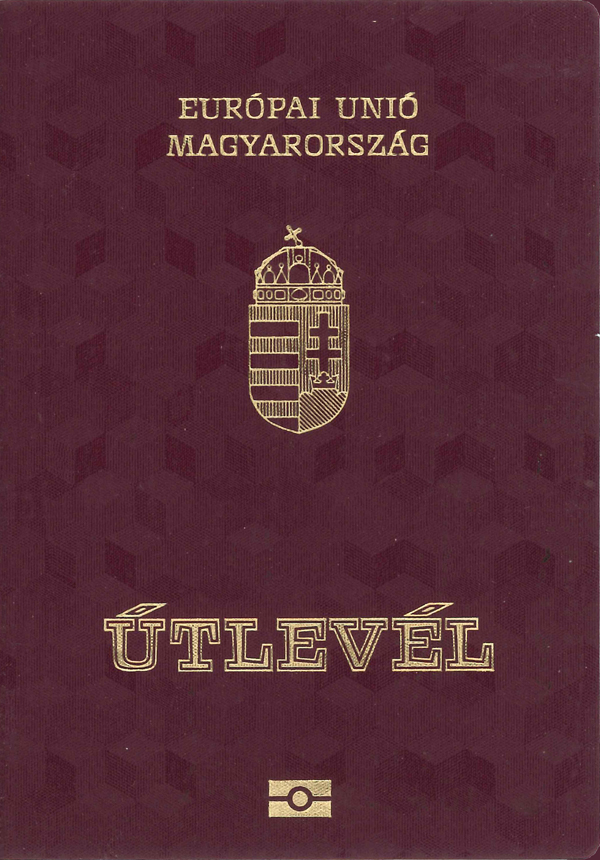
Maďarský cestovní pas
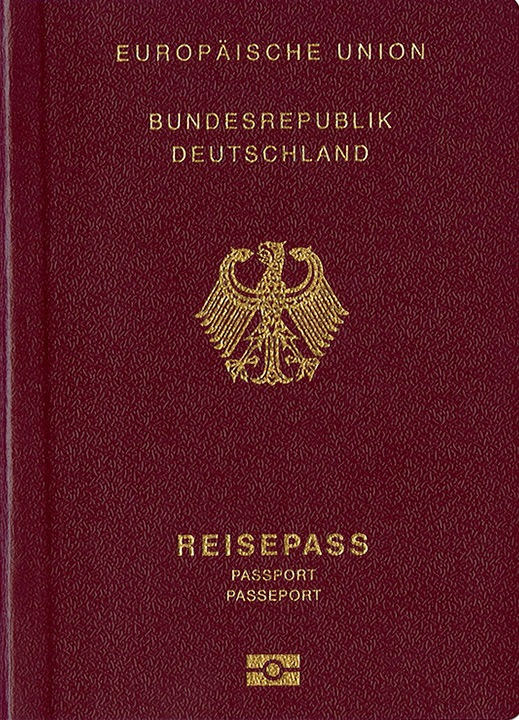
Německý cestovní pas
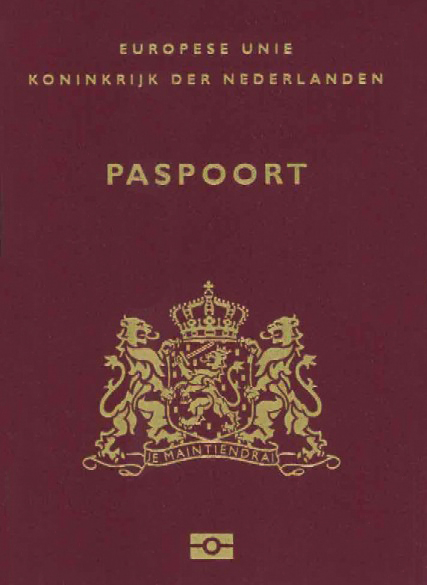
Nizozemský cestovní pas
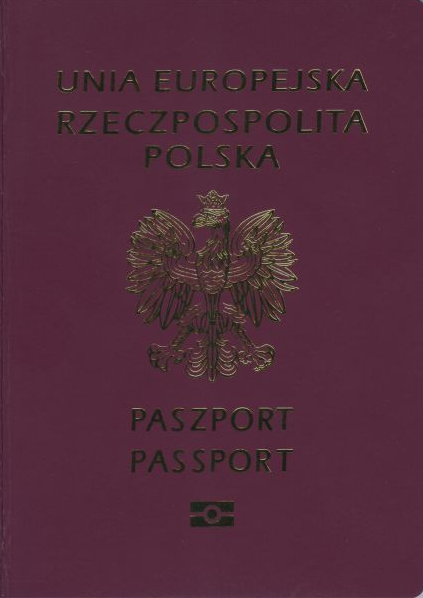
Polský cestovní pas
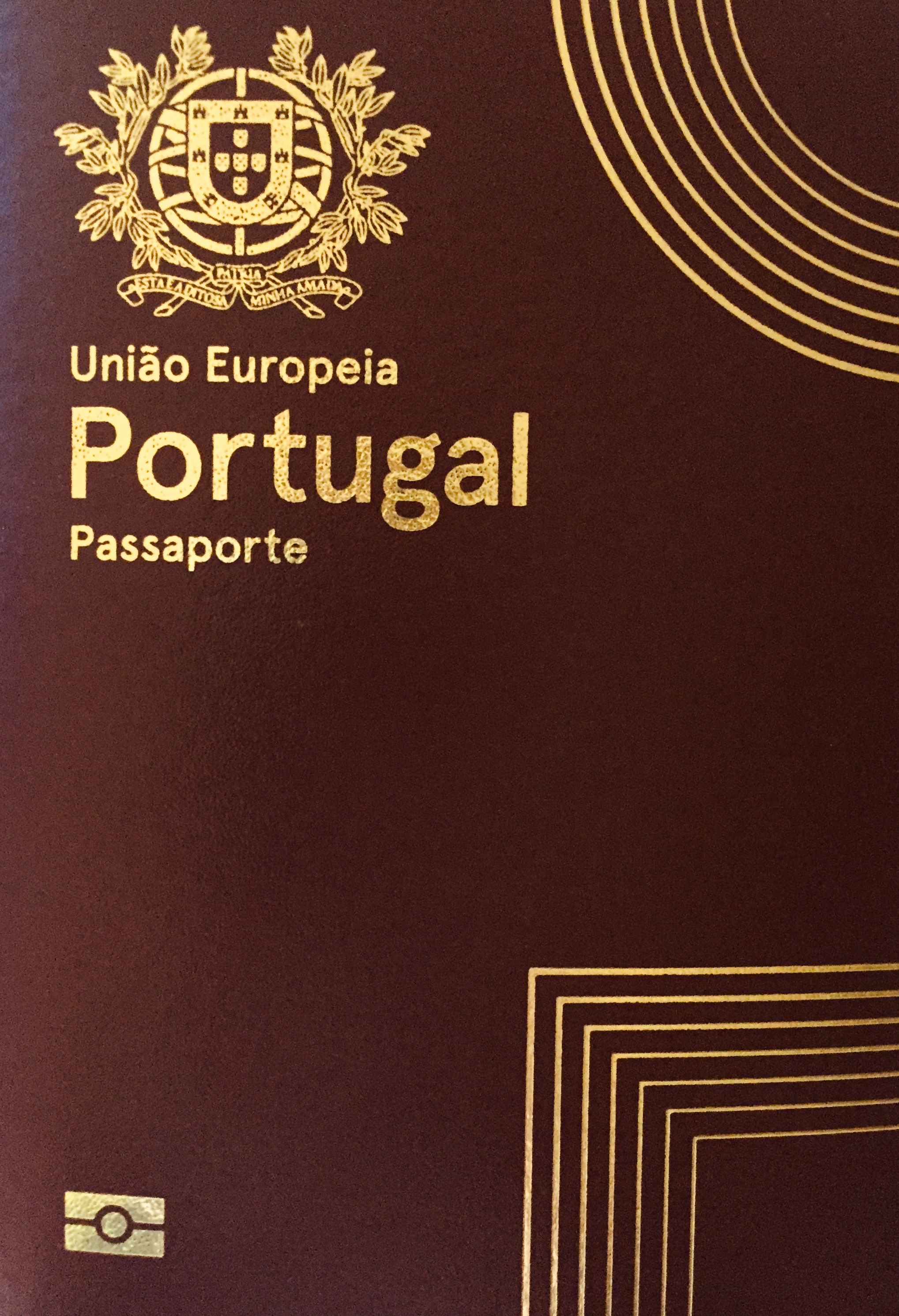
Portugalský cestovní pas
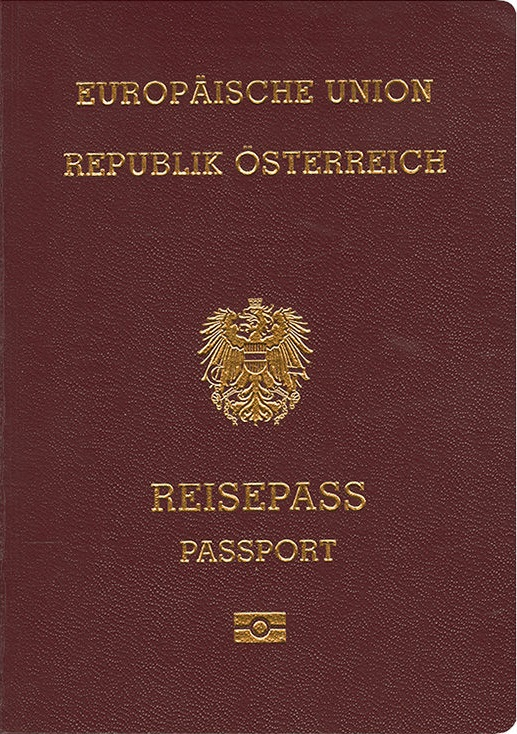
Rakouský cestovní pas
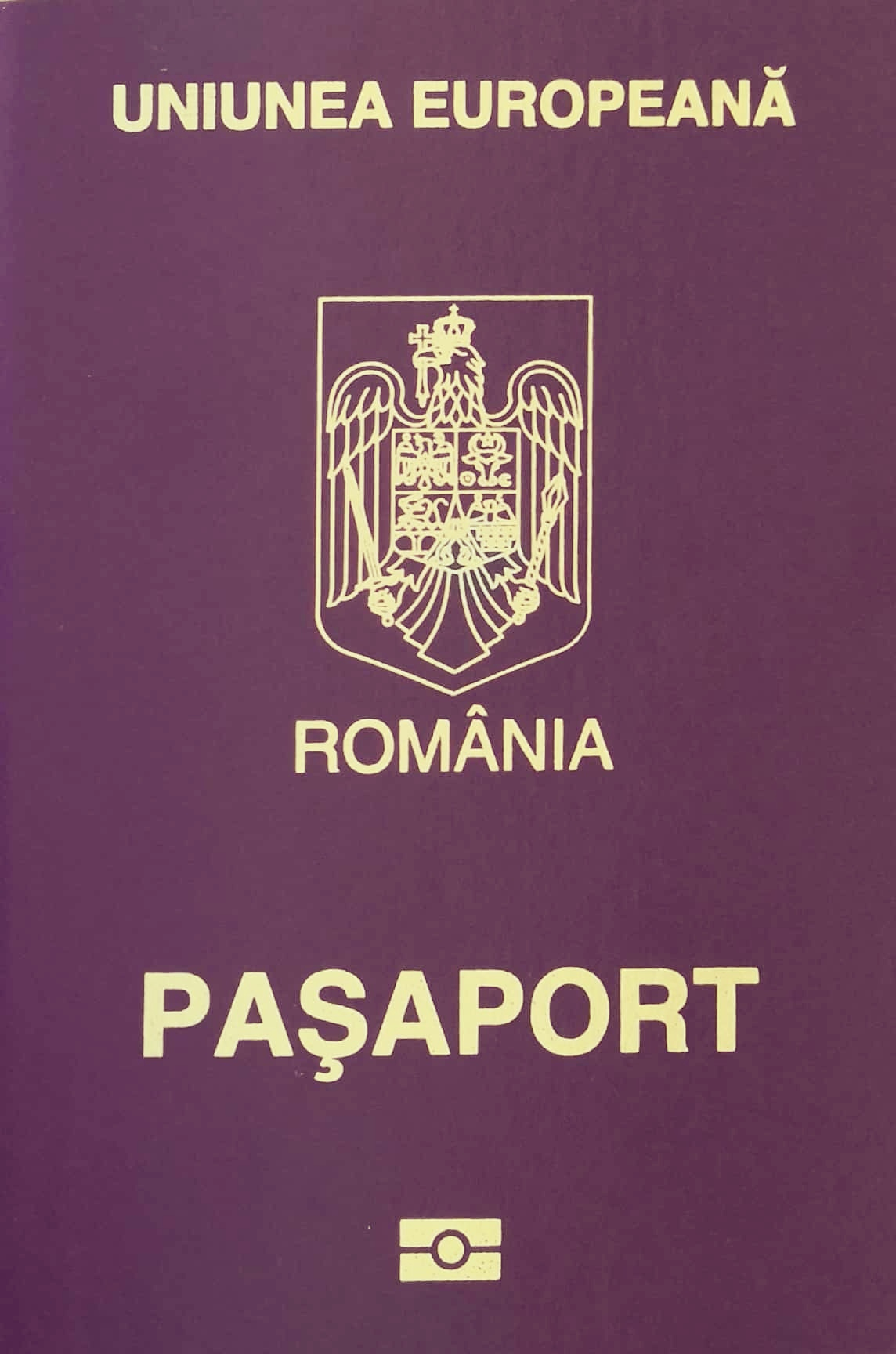
Rumunský cestovní pas
Řecký cestovní pas
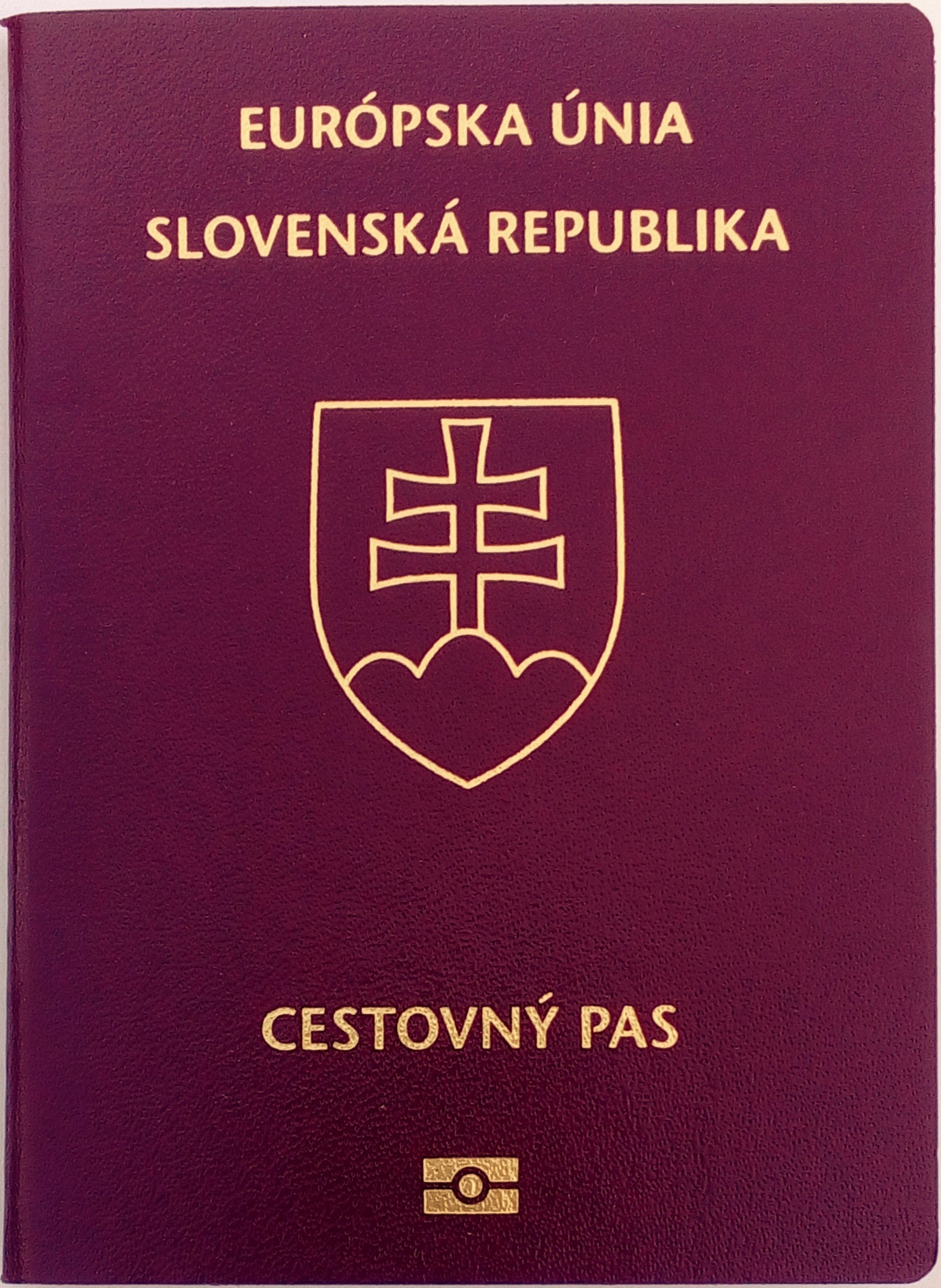
Slovenský cestovní pas
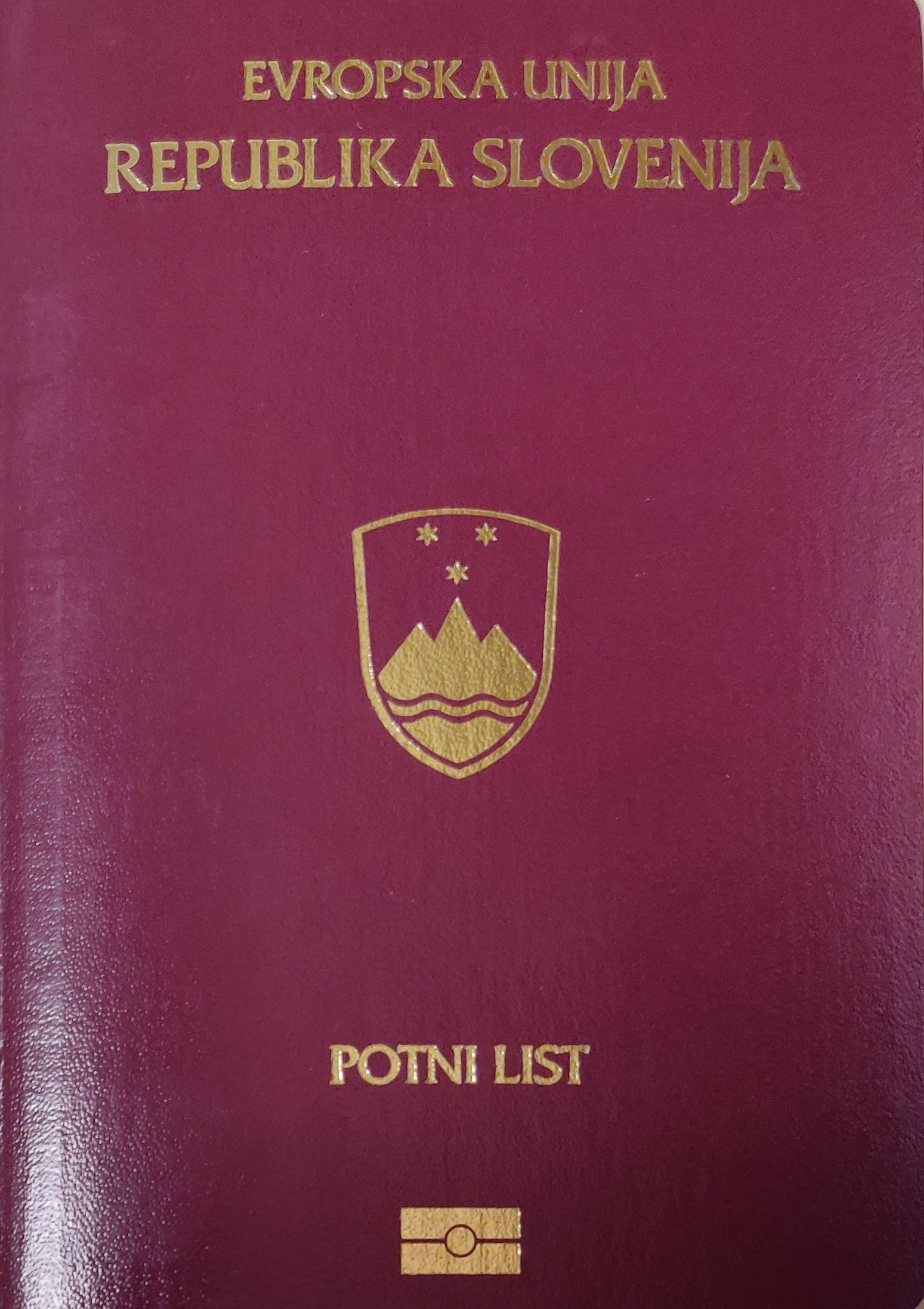
Slovinský cestovní pas
Španělský cestovní pas
Švédský cestovní pas

## Zvláštní druhy pasu
Mezi zvláštní druhy pasu patří:

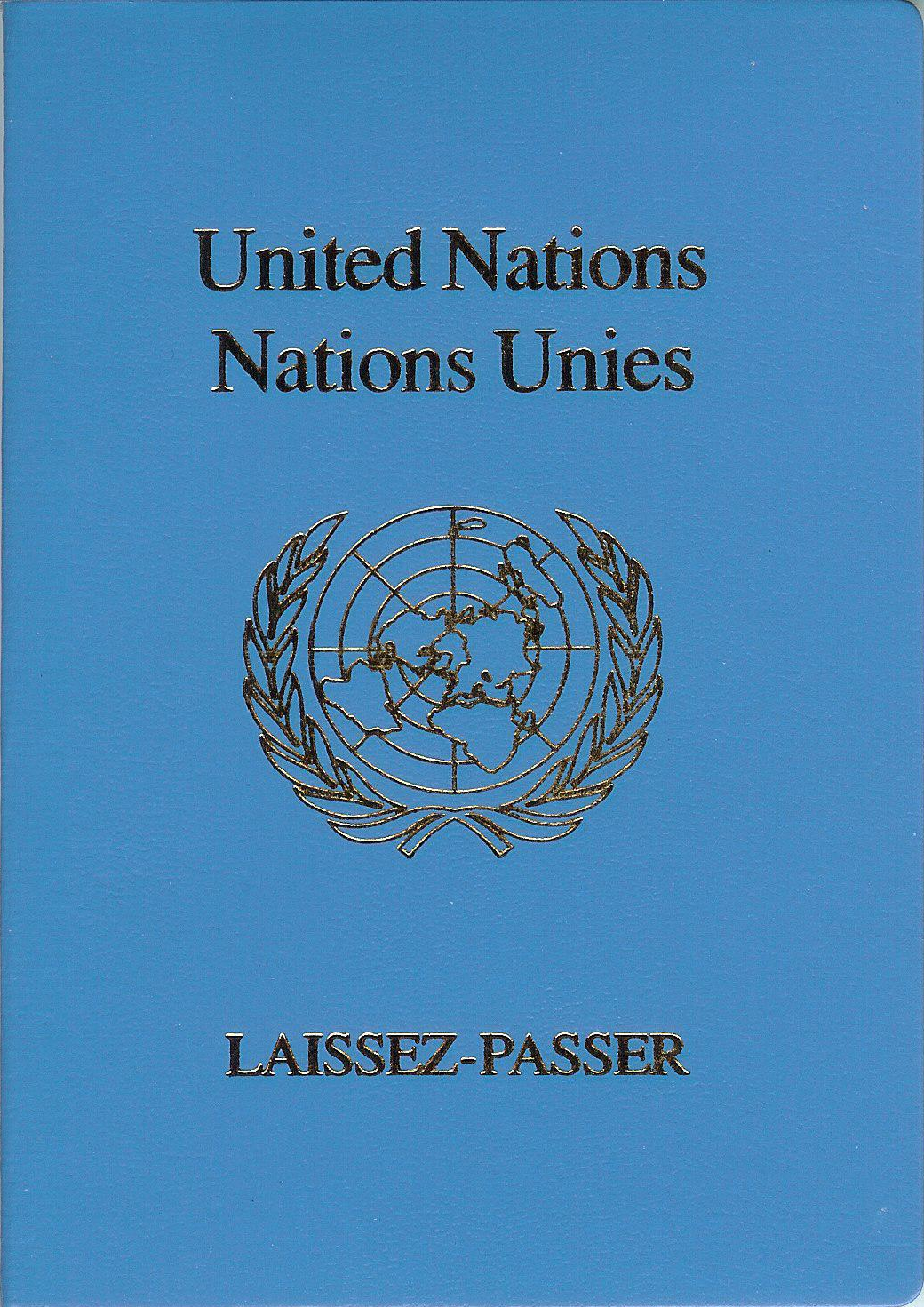
Laissez-passer OSN

- Diplomatický pas a Služební pas – vydává se zákonem stanovenému okruhu osob, jejich platnost je omezena na 10 let (bez biometrických údajů na 1 rok). Služební pas se vrací po ukončení služební cesty.[6]
- Laissez–passer je diplomatický cestovní dokument vydávaný zejména pro pracovníky mezinárodních organizací (OSN).[7]
- Uprchlický pas a jeho předchůdce Nansenův pas
- Vnitřní pas je doklad totožnosti v některých státech.